# Kỷ lục và thống kê Giải vô địch bóng đá thế giới
Dưới đây là chi tiết về các kỷ lục và số liệu thống kê của Giải vô địch bóng đá thế giới. Số liệu được cập nhật đến hết vòng chung kết FIFA World Cup 2022.

## Giải cá nhân
| Năm  | Chủ nhà             | Đội vô địch | Huấn luyện viên vô địch | Vua phá lưới                          | Cầu thủ xuất sắc nhất | Ng.           |
| ---- | ------------------- | ----------- | ----------------------- | ------------------------------------- | --------------------- | ------------- |
| 1930 | Uruguay             | Uruguay     | Alberto Suppici         | Guillermo Stábile (8)                 | Không trao giải       | [ 1 ]         |
| 1934 | Ý                   | Ý           | Vittorio Pozzo          | Oldřich Nejedlý (5)                   | Không trao giải       | [ 2 ]         |
| 1938 | Pháp                | Ý           | Vittorio Pozzo          | Leônidas (7)                          | Không trao giải       | [ 3 ]         |
| 1950 | Brasil              | Uruguay     | Juan López              | Ademir (9)                            | Không trao giải       | [ 4 ]         |
| 1954 | Thụy Sĩ             | Tây Đức     | Sepp Herberger          | Sándor Kocsis (11)                    | Không trao giải       | [ 5 ]         |
| 1958 | Thụy Điển           | Brasil      | Vicente Feola           | Just Fontaine (13)                    | Không trao giải       | [ 6 ]         |
| 1962 | Chile               | Brasil      | Aymoré Moreira          | 6 cầu thủ (4)                         | Không trao giải       | [ 7 ]         |
| 1966 | Anh                 | Anh         | Alf Ramsey              | Eusébio (9)                           | Không trao giải       | [ 8 ]         |
| 1970 | México              | Brasil      | Mário Zagallo           | Gerd Müller (10)                      | Không trao giải       | [ 9 ]         |
| 1974 | Tây Đức             | Tây Đức     | Helmut Schön            | Grzegorz Lato (7)                     | Không trao giải       | [ 10 ]        |
| 1978 | Argentina           | Argentina   | César Luis Menotti      | Mario Kempes (6)                      | Mario Kempes          | [ 11 ] [ 12 ] |
| 1982 | Tây Ban Nha         | Ý           | Enzo Bearzot            | Paolo Rossi (6)                       | Paolo Rossi           | [ 11 ] [ 13 ] |
| 1986 | México              | Argentina   | Carlos Bilardo          | Gary Lineker (6)                      | Diego Maradona        | [ 11 ] [ 14 ] |
| 1990 | Ý                   | Tây Đức     | Franz Beckenbauer       | Salvatore Schillaci (6)               | Salvatore Schillaci   | [ 11 ] [ 15 ] |
| 1994 | Hoa Kỳ              | Brasil      | Carlos Alberto Parreira | Hristo Stoichkov (6) Oleg Salenko (6) | Romário               | [ 11 ] [ 16 ] |
| 1998 | Pháp                | Pháp        | Aimé Jacquet            | Davor Šuker (6)                       | Ronaldo               | [ 11 ] [ 17 ] |
| 2002 | Hàn Quốc · Nhật Bản | Brasil      | Luiz Felipe Scolari     | Ronaldo (8)                           | Oliver Kahn           | [ 18 ]        |
| 2006 | Đức                 | Ý           | Marcello Lippi          | Miroslav Klose (5)                    | Zinedine Zidane       | [ 19 ]        |
| 2010 | Nam Phi             | Tây Ban Nha | Vicente del Bosque      | 4 cầu thủ (5)                         | Diego Forlán          | [ 20 ]        |
| 2014 | Brasil              | Đức         | Joachim Löw             | James Rodríguez (6)                   | Lionel Messi          | [ 21 ] [ 22 ] |
| 2018 | Nga                 | Pháp        | Didier Deschamps        | Harry Kane (6)                        | Luka Modrić           | [ 23 ] [ 24 ] |
| 2022 | Qatar               | Argentina   | Lionel Scaloni          | Kylian Mbappé (8)                     | Lionel Messi          |               |

## Các đội lần đầu tham dự
Dưới đây là các đội tuyển lần đầu tham dự một vòng chung kết Giải vô địch bóng đá thế giới.
| Năm  | Đội lần đầu dự giải                                                                                   | Tổng |
| ---- | --- | ---- |
| 1930 | Argentina, Bỉ, Bolivia, Brasil, Chile, Pháp, México, Paraguay, Perú, România, Serbia, Hoa Kỳ, Uruguay | 13   |
| 1934 | Áo, Cộng hòa Séc/ Slovakia, Ai Cập, Đức, Hungary, Ý, Hà Lan, Tây Ban Nha, Thụy Điển, Thụy Sĩ          | 10   |
| 1938 | Cuba, Indonesia, Na Uy, Ba Lan                                                                        | 4    |
| 1950 | Anh                                                                                                   | 1    |
| 1954 | Hàn Quốc, Scotland, Thổ Nhĩ Kỳ                                                                        | 3    |
| 1958 | Bắc Ireland, Nga, Wales                                                                               | 3    |
| 1962 | Bulgaria, Colombia                                                                                    | 2    |
| 1966 | CHDCND Triều Tiên, Bồ Đào Nha                                                                         | 2    |
| 1970 | El Salvador, Israel, Maroc                                                                            | 3    |
| 1974 | Úc, CHDC Congo, Đông Đức, Haiti                                                                       | 4    |
| 1978 | Iran, Tunisia                                                                                         | 2    |
| 1982 | Algérie, Cameroon, [[File:\|23x15px\|border \|alt=\|link=]] Honduras, Kuwait, New Zealand             | 5    |
| 1986 | Canada, Đan Mạch, Iraq                                                                                | 3    |
| 1990 | Costa Rica, Cộng hòa Ireland, UAE                                                                     | 3    |
| 1994 | Hy Lạp, Nigeria, Ả Rập Xê Út                                                                          | 3    |
| 1998 | Croatia, Jamaica, Nhật Bản, Nam Phi                                                                   | 4    |
| 2002 | Trung Quốc, Ecuador, Sénégal, Slovenia                                                                | 4    |
| 2006 | Angola, Bờ Biển Ngà, Ghana, Togo, Trinidad và Tobago, Ukraina                                         | 6    |
| 2010 | | 0    |
| 2014 | Bosna và Hercegovina                                                                                  | 1    |
| 2018 | Iceland, Panama                                                                                       | 2    |
| 2022 | Qatar                                                                                                 | 1    |

1. ↑  Từ năm 1930 đến năm 1990, Serbia tham dự giải với tên gọi  Nam Tư
2. ↑  Từ năm 1930 đến năm 1990, Cộng hòa Séc và Slovakia tham dự giải với tên gọi  Tiệp Khắc
3. ↑  Từ năm 1950 đến năm 1990, Đức tham dự giải với tên gọi  Tây Đức.
4. ↑  Tham dự với tên gọi  Đông Ấn Hà Lan
5. ↑  Từ năm 1930 đến năm 1990, Nga tham dự giải với tên gọi  Liên Xô.
6. ↑  Tham dự với tên gọi  Zaire.

## Bảng xếp hạng tổng thể
Tính đến FIFA World Cup 2022
| Hạng | Đội                                               | TD | ST  | T  | H  | B  | BT  | BB  | HS   | Đ   |
| ---- | ------------------------------------------------- | -- | --- | -- | -- | -- | --- | --- | ---- | --- |
| 1    | Brasil                                            | 22 | 114 | 76 | 19 | 19 | 237 | 108 | +129 | 247 |
| 2    | Đức                                               | 20 | 112 | 68 | 21 | 23 | 232 | 130 | +102 | 225 |
| 3    | Argentina                                         | 18 | 88  | 47 | 17 | 24 | 152 | 101 | +51  | 158 |
| 4    | Ý                                                 | 18 | 83  | 45 | 21 | 17 | 128 | 77  | +51  | 156 |
| 5    | Pháp                                              | 16 | 73  | 39 | 14 | 20 | 136 | 85  | +51  | 131 |
| 6    | Anh                                               | 16 | 74  | 32 | 22 | 20 | 104 | 68  | +36  | 118 |
| 7    | Tây Ban Nha                                       | 16 | 67  | 31 | 17 | 19 | 108 | 75  | +33  | 110 |
| 8    | Hà Lan                                            | 11 | 55  | 30 | 14 | 11 | 96  | 52  | +44  | 104 |
| 9    | Uruguay                                           | 14 | 59  | 25 | 13 | 21 | 89  | 76  | +13  | 88  |
| 10   | Bỉ                                                | 14 | 51  | 21 | 10 | 20 | 69  | 74  | −5   | 73  |
| 11   | Thụy Điển                                         | 12 | 51  | 19 | 13 | 19 | 80  | 73  | +7   | 70  |
| 12   | Nga                                               | 11 | 45  | 19 | 10 | 16 | 77  | 54  | +23  | 67  |
| 13   | México                                            | 17 | 60  | 17 | 15 | 28 | 62  | 101 | −39  | 66  |
| 14   | Serbia                                            | 13 | 49  | 18 | 9  | 22 | 71  | 71  | 0    | 63  |
| 15   | Bồ Đào Nha                                        | 8  | 35  | 17 | 6  | 12 | 61  | 41  | +20  | 57  |
| 16   | Ba Lan                                            | 9  | 38  | 17 | 6  | 15 | 49  | 50  | −1   | 57  |
| 17   | Thụy Sĩ                                           | 12 | 41  | 14 | 8  | 19 | 55  | 73  | −18  | 50  |
| 18   | Hungary                                           | 9  | 32  | 15 | 3  | 14 | 87  | 57  | +30  | 48  |
| 19   | Croatia                                           | 6  | 30  | 13 | 8  | 9  | 43  | 33  | +10  | 47  |
| 20   | Slovakia                                          | 9  | 34  | 12 | 6  | 18 | 49  | 52  | −3   | 42  |
| 21   | Cộng hòa Séc                                      | 9  | 33  | 12 | 5  | 16 | 47  | 49  | −2   | 41  |
| 22   | Áo                                                | 7  | 29  | 12 | 4  | 13 | 43  | 47  | −4   | 40  |
| 23   | Chile                                             | 9  | 33  | 11 | 7  | 15 | 40  | 49  | −9   | 40  |
| 24   | Hoa Kỳ                                            | 11 | 37  | 9  | 8  | 20 | 40  | 66  | −26  | 35  |
| 25   | Đan Mạch                                          | 6  | 23  | 9  | 6  | 8  | 31  | 29  | +2   | 33  |
| 26   | Paraguay                                          | 8  | 27  | 7  | 10 | 10 | 30  | 38  | −8   | 31  |
| 27   | Hàn Quốc                                          | 11 | 38  | 7  | 10 | 21 | 39  | 78  | −39  | 31  |
| 28   | Colombia                                          | 6  | 22  | 9  | 3  | 10 | 32  | 30  | +2   | 30  |
| 29   | România                                           | 7  | 21  | 8  | 5  | 8  | 30  | 32  | −2   | 29  |
| 30   | Nhật Bản                                          | 7  | 25  | 7  | 6  | 12 | 25  | 33  | −8   | 27  |
| 31   | Costa Rica                                        | 6  | 21  | 6  | 5  | 10 | 22  | 39  | −17  | 23  |
| 32   | Cameroon                                          | 8  | 26  | 5  | 8  | 13 | 22  | 47  | −25  | 23  |
| 33   | Maroc                                             | 6  | 23  | 5  | 7  | 11 | 20  | 27  | −7   | 22  |
| 34   | Nigeria                                           | 6  | 21  | 6  | 3  | 12 | 23  | 30  | −7   | 21  |
| 35   | Scotland                                          | 8  | 23  | 4  | 7  | 12 | 25  | 41  | −16  | 19  |
| 36   | Sénégal                                           | 3  | 12  | 5  | 3  | 4  | 16  | 17  | −1   | 18  |
| 37   | Ghana                                             | 4  | 15  | 5  | 3  | 7  | 18  | 23  | −5   | 18  |
| 38   | Perú                                              | 5  | 18  | 5  | 3  | 10 | 21  | 33  | −12  | 18  |
| 39   | Ecuador                                           | 4  | 13  | 5  | 2  | 6  | 14  | 14  | 0    | 17  |
| 40   | Bulgaria                                          | 7  | 26  | 3  | 8  | 15 | 22  | 53  | −31  | 17  |
| 41   | Thổ Nhĩ Kỳ                                        | 2  | 10  | 5  | 1  | 4  | 20  | 17  | +3   | 16  |
| 42   | Úc                                                | 6  | 20  | 4  | 4  | 12 | 17  | 37  | −20  | 16  |
| 43   | Cộng hòa Ireland                                  | 3  | 13  | 2  | 8  | 3  | 10  | 10  | 0    | 14  |
| 44   | Bắc Ireland                                       | 3  | 13  | 3  | 5  | 5  | 13  | 23  | −10  | 14  |
| 45   | Tunisia                                           | 6  | 18  | 3  | 5  | 10 | 14  | 26  | −12  | 14  |
| 46   | Ả Rập Xê Út                                       | 6  | 19  | 4  | 2  | 13 | 14  | 44  | −30  | 14  |
| 47   | Iran                                              | 6  | 18  | 3  | 4  | 11 | 13  | 31  | −18  | 13  |
| 48   | Algérie                                           | 4  | 13  | 3  | 3  | 7  | 13  | 19  | −6   | 12  |
| 49   | Bờ Biển Ngà                                       | 3  | 9   | 3  | 1  | 5  | 13  | 14  | −1   | 10  |
| 50   | Nam Phi                                           | 3  | 9   | 2  | 4  | 3  | 11  | 16  | −5   | 10  |
| 51   | Na Uy                                             | 3  | 8   | 2  | 3  | 3  | 7   | 8   | −1   | 9   |
| 52   | Đông Đức                                          | 1  | 6   | 2  | 2  | 2  | 5   | 5   | 0    | 8   |
| 53   | Hy Lạp                                            | 3  | 10  | 2  | 2  | 6  | 5   | 20  | −15  | 8   |
| 54   | Ukraina                                           | 1  | 5   | 2  | 1  | 2  | 5   | 7   | −2   | 7   |
| 55   | Wales                                             | 2  | 8   | 1  | 4  | 3  | 5   | 10  | −5   | 7   |
| 56   | Slovenia                                          | 2  | 6   | 1  | 1  | 4  | 5   | 10  | −5   | 4   |
| 57   | Cuba                                              | 1  | 3   | 1  | 1  | 1  | 5   | 12  | −7   | 4   |
| 58   | CHDCND Triều Tiên                                 | 2  | 7   | 1  | 1  | 5  | 6   | 21  | −15  | 4   |
| 59   | Bosna và Hercegovina                              | 1  | 3   | 1  | 0  | 2  | 4   | 4   | 0    | 3   |
| 60   | Jamaica                                           | 1  | 3   | 1  | 0  | 2  | 3   | 9   | −6   | 3   |
| 61   | New Zealand                                       | 2  | 6   | 0  | 3  | 3  | 4   | 14  | −10  | 3   |
| 62   | [[File:\|23x15px\|border \|alt=\|link=]] Honduras | 3  | 9   | 0  | 3  | 6  | 3   | 14  | −11  | 3   |
| 63   | Angola                                            | 1  | 3   | 0  | 2  | 1  | 1   | 2   | −1   | 2   |
| 64   | Israel                                            | 1  | 3   | 0  | 2  | 1  | 1   | 3   | −2   | 2   |
| 65   | Ai Cập                                            | 3  | 7   | 0  | 2  | 5  | 5   | 12  | −7   | 2   |
| 66   | Iceland                                           | 1  | 3   | 0  | 1  | 2  | 2   | 5   | −3   | 1   |
| 67   | Kuwait                                            | 1  | 3   | 0  | 1  | 2  | 2   | 6   | −4   | 1   |
| 68   | Trinidad và Tobago                                | 1  | 3   | 0  | 1  | 2  | 0   | 4   | −4   | 1   |
| 69   | Bolivia                                           | 3  | 6   | 0  | 1  | 5  | 1   | 20  | −19  | 1   |
| 70   | Iraq                                              | 1  | 3   | 0  | 0  | 3  | 1   | 4   | −3   | 0   |
| 71   | Togo                                              | 1  | 3   | 0  | 0  | 3  | 1   | 6   | −5   | 0   |
| 72   | Qatar                                             | 1  | 3   | 0  | 0  | 3  | 1   | 7   | −6   | 0   |
| 73   | Indonesia                                         | 1  | 1   | 0  | 0  | 1  | 0   | 6   | −6   | 0   |
| 74   | Panama                                            | 1  | 3   | 0  | 0  | 3  | 2   | 11  | −9   | 0   |
| 75   | UAE                                               | 1  | 3   | 0  | 0  | 3  | 2   | 11  | −9   | 0   |
| 76   | Trung Quốc                                        | 1  | 3   | 0  | 0  | 3  | 0   | 9   | −9   | 0   |
| 77   | Canada                                            | 2  | 6   | 0  | 0  | 6  | 2   | 12  | −10  | 0   |
| 78   | Haiti                                             | 1  | 3   | 0  | 0  | 3  | 2   | 14  | −12  | 0   |
| 79   | CHDC Congo                                        | 1  | 3   | 0  | 0  | 3  | 0   | 14  | −14  | 0   |
| 80   | El Salvador                                       | 2  | 6   | 0  | 0  | 6  | 1   | 22  | −21  | 0   |

1. ↑  Nay là một phần của nước Đức thống nhất.

## Thống kê thành tích của các đội
| Đội                                               | 1930 (13)                    | 1934 (16)                    | 1938 (15)                    | 1950 (13)                    | 1954 (16)                    | 1958 (16)                    | 1962 (16)                    | 1966 (16)                   | 1970 (16)                   | 1974 (16)                   | 1978 (16)                   | 1982 (24)            | 1986 (24)            | 1990 (24)            | 1994 (24)        | 1998 (32)        | 2002 (32)        | 2006 (32)        | 2010 (32)        | 2014 (32)        | 2018 (32)        | 2022 (32)        | Tổng |
| ------------------------------------------------- | ---------------------------- | ---------------------------- | ---------------------------- | ---------------------------- | ---------------------------- | ---------------------------- | ---------------------------- | --------------------------- | --------------------------- | --------------------------- | --------------------------- | -------------------- | -------------------- | -------------------- | ---------------- | ---------------- | ---------------- | ---------------- | ---------------- | ---------------- | ---------------- | ---------------- | ---- |
| Algérie                                           | Là thuộc địa của Pháp        | Là thuộc địa của Pháp        | Là thuộc địa của Pháp        | Là thuộc địa của Pháp        | Là thuộc địa của Pháp        | Là thuộc địa của Pháp        | Là thuộc địa của Pháp        | ×                           | •                           | •                           | •                           | R1 13th              | R1 22nd              | •                    | •                | •                | •                | •                | R1 28th          | R2 14th          | •                | •                | 4    |
| Angola                                            | Là thuộc địa của Bồ Đào Nha  | Là thuộc địa của Bồ Đào Nha  | Là thuộc địa của Bồ Đào Nha  | Là thuộc địa của Bồ Đào Nha  | Là thuộc địa của Bồ Đào Nha  | Là thuộc địa của Bồ Đào Nha  | Là thuộc địa của Bồ Đào Nha  | Là thuộc địa của Bồ Đào Nha | Là thuộc địa của Bồ Đào Nha | Là thuộc địa của Bồ Đào Nha | Là thuộc địa của Bồ Đào Nha | ×                    | •                    | •                    | •                | •                | •                | R1 23rd          | •                | •                | •                | •                | 1    |
| Argentina                                         | 2nd                          | R1 T-9th                     | ×                            | ×                            | ×                            | R1 13th                      | R1 10th                      | QF 5th                      | •                           | R2 8th                      | 1st                         | R2 11th              | 1st                  | 2nd                  | R2 10th          | QF 6th           | R1 18th          | QF 6th           | QF 5th           | 2nd              | R2 16th          | 1st              | 18   |
| Úc                                                |                              |                              |                              |                              |                              |                              |                              | •                           | •                           | R1 14th                     | •                           | •                    | •                    | •                    | •                | •                | •                | R2 16th          | R1 21st          | R1 30th          | R1 30th          | R2 11th          | 6    |
| Áo                                                | ×                            | 4th                          | ••                           | ×                            | 3rd                          | R1 15th                      | ×                            | •                           | •                           | •                           | R2 7th                      | R2 8th               | •                    | R1 T-18th            | •                | R1 23rd          | •                | •                | •                | •                | •                | •                | 7    |
| Bỉ                                                | R1 11th                      | R1 15th                      | R1 13th                      | ×                            | R1 12th                      | •                            | •                            | •                           | R1 T-10th                   | •                           | •                           | R2 10th              | 4th                  | R2 11th              | R2 11th          | R1 19th          | R2 14th          | •                | •                | QF 6th           | 3rd              | R1 23rd          | 14   |
| Bolivia                                           | R1 12th                      | ×                            | ×                            | R1 13th                      | ×                            | •                            | •                            | •                           | •                           | •                           | •                           | •                    | •                    | •                    | R1 21st          | •                | •                | •                | •                | •                | •                | •                | 3    |
| Bosna và Hercegovina                              | Một phần của Nam Tư          | Một phần của Nam Tư          | Một phần của Nam Tư          | Một phần của Nam Tư          | Một phần của Nam Tư          | Một phần của Nam Tư          | Một phần của Nam Tư          | Một phần của Nam Tư         | Một phần của Nam Tư         | Một phần của Nam Tư         | Một phần của Nam Tư         | Một phần của Nam Tư  | Một phần của Nam Tư  | Một phần của Nam Tư  |                  | •                | •                | •                | •                | R1 20th          | •                | •                | 1    |
| Brasil                                            | R1 6th                       | R1 14th                      | 3rd                          | 2nd                          | QF 5th                       | 1st                          | 1st                          | R1 11th                     | 1st                         | 4th                         | 3rd                         | R2 5th               | QF 5th               | R2 9th               | 1st              | 2nd              | 1st              | QF 5th           | QF 6th           | 4th              | QF 6th           | QF 7th           | 22   |
| Bulgaria                                          | ×                            | •×                           | •                            | ×                            | •                            | •                            | R1 15th                      | R1 15th                     | R1 13th                     | R1 12th                     | •                           | •                    | R2 15th              | •                    | 4th              | R1 29th          | •                | •                | •                | •                | •                | •                | 7    |
| Cameroon                                          | Là thuộc địa của Pháp và Anh | Là thuộc địa của Pháp và Anh | Là thuộc địa của Pháp và Anh | Là thuộc địa của Pháp và Anh | Là thuộc địa của Pháp và Anh | Là thuộc địa của Pháp và Anh | Là thuộc địa của Pháp và Anh | ×                           | •                           | •                           | •                           | R1 17th              | •                    | QF 7th               | R1 22nd          | R1 25th          | R1 20th          | •                | R1 31st          | R1 32nd          | •                | R1 19th          | 8    |
| Canada                                            |                              |                              |                              | ×                            | ×                            | •                            | ×                            | ×                           | •                           | •                           | •                           | •                    | R1 24th              | •                    | •                | •                | •                | •                | •                | •                | •                | R1 31st          | 2    |
| Chile                                             | R1 5th                       | ×                            | ×                            | R1 9th                       | •                            | •                            | 3rd                          | R1 T-13th                   | •                           | R1 11th                     | •                           | R1 22nd              | •                    | •                    | ×                | R2 16th          | •                | •                | R2 10th          | R2 9th           | •                | •                | 9    |
| Trung Quốc                                        |                              | ×                            | ×                            | ×                            | ×                            | •                            | ×                            | ×                           | ×                           | ×                           | ×                           | •                    | •                    | •                    | •                | •                | R1 31st          | •                | •                | •                | •                | •                | 1    |
| Colombia                                          |                              |                              | ×                            | ×                            | ×                            | •                            | R1 14th                      | •                           | •                           | •                           | •                           | •                    | •                    | R2 14th              | R1 19th          | R1 21st          | •                | •                | •                | QF 5th           | R2 9th           | •                | 6    |
| CHDC Congo                                        | Là thuộc địa của Bỉ          | Là thuộc địa của Bỉ          | Là thuộc địa của Bỉ          | Là thuộc địa của Bỉ          | Là thuộc địa của Bỉ          | Là thuộc địa của Bỉ          | Là thuộc địa của Bỉ          | ×                           | ×                           | R1 16th                     | ×                           | •                    | •                    | •                    | •                | •                | •                | •                | •                | •                | •                | •                | 1    |
| Costa Rica                                        | ×                            | ×                            | ×                            | ×                            | ×                            | •                            | •                            | •                           | •                           | •                           | •                           | •                    | •                    | R2 13th              | •                | •                | R1 19th          | R1 31st          | •                | QF 8th           | R1 29th          | R1 27th          | 6    |
| Croatia                                           | Một phần của Nam Tư          | Một phần của Nam Tư          | Một phần của Nam Tư          | Một phần của Nam Tư          | Một phần của Nam Tư          | Một phần của Nam Tư          | Một phần của Nam Tư          | Một phần của Nam Tư         | Một phần của Nam Tư         | Một phần của Nam Tư         | Một phần của Nam Tư         | Một phần của Nam Tư  | Một phần của Nam Tư  | Một phần của Nam Tư  | ×                | 3rd              | R1 23rd          | R1 22nd          | •                | R1 19th          | 2nd              | 3rd              | 6    |
| Cuba                                              |                              | •                            | QF 8th                       | •                            | ×                            | ×                            | ×                            | •                           | ×                           | ×                           | •                           | •                    | ×                    | •                    | ×                | •                | •                | •                | •                | •                | •                | •                | 1    |
| Cộng hòa Séc                                      | ×                            | 2nd                          | QF 5th                       | ×                            | R1 14th                      | R1 9th                       | 2nd                          | •                           | R1 15th                     | •                           | •                           | R1 19th              | •                    | QF 6th               | •                | •                | •                | R1 20th          | •                | •                | •                | •                | 9    |
| Đan Mạch                                          | ×                            | ×                            | ×                            | ×                            | ×                            | •                            | ×                            | •                           | •                           | •                           | •                           | •                    | R2 9th               | •                    | •                | QF 8th           | R2 10th          | •                | R1 24th          | •                | R2 11th          | R1 28th          | 6    |
| Đông Đức                                          | Một phần của Đức             | Một phần của Đức             | Một phần của Đức             |                              | ×                            | •                            | •                            | •                           | •                           | R2 6th                      | •                           | •                    | •                    | •                    | Một phần của Đức | Một phần của Đức | Một phần của Đức | Một phần của Đức | Một phần của Đức | Một phần của Đức | Một phần của Đức | Một phần của Đức | 1    |
| Ecuador                                           | ×                            | ×                            | ×                            | ×                            | ×                            | ×                            | •                            | •                           | •                           | •                           | •                           | •                    | •                    | •                    | •                | •                | R1 24th          | R2 12th          | •                | R1 17th          | •                | R1 18th          | 4    |
| Ai Cập                                            | ×                            | R1 13th                      | ×                            | ×                            | •                            | ×                            | ×                            | ×                           | ×                           | •                           | •                           | •                    | •                    | R1 20th              | •                | •                | •                | •                | •                | •                | R1 31st          | •                | 3    |
| El Salvador                                       |                              |                              | ×                            | ×                            | ×                            | ×                            | ×                            | ×                           | R1 16th                     | •                           | •                           | R1 24th              | •                    | •                    | •                | •                | •                | •                | •                | •                | •                | •                | 2    |
| Anh                                               |                              |                              |                              | R1 8th                       | QF 6th                       | R1 11th                      | QF 8th                       | 1st                         | QF 8th                      | •                           | •                           | R2 6th               | QF 8th               | 4th                  | •                | R2 9th           | QF 6th           | QF 7th           | R2 13th          | R1 26th          | 4th              | QF 6th           | 16   |
| Pháp                                              | R1 7th                       | R1 T-9th                     | QF 6th                       | •                            | R1 11th                      | 3rd                          | •                            | R1 T-13th                   | •                           | •                           | R1 12th                     | 4th                  | 3rd                  | •                    | •                | 1st              | R1 28th          | 2nd              | R1 29th          | QF 7th           | 1st              | 2nd              | 16   |
| Đức                                               | ×                            | 3rd                          | R1 10th                      | ×                            | 1st                          | 4th                          | QF 7th                       | 2nd                         | 3rd                         | 1st                         | R2 6th                      | 2nd                  | 2nd                  | 1st                  | QF 5th           | QF 7th           | 2nd              | 3rd              | 3rd              | 1st              | R1 22nd          | R1 17th          | 20   |
| Ghana                                             | Là thuộc địa của Anh         | Là thuộc địa của Anh         | Là thuộc địa của Anh         | Là thuộc địa của Anh         | Là thuộc địa của Anh         | ×                            | •                            | ×                           | •                           | •                           | •                           | ×                    | •                    | •                    | •                | •                | •                | R2 13th          | QF 7th           | R1 25th          | •                | R1 24th          | 4    |
| Hy Lạp                                            | ×                            | •×                           | •                            | ×                            | •                            | •                            | •                            | •                           | •                           | •                           | •                           | •                    | •                    | •                    | R1 24th          | •                | •                | •                | R1 25th          | R2 13th          | •                | •                | 3    |
| Haiti                                             |                              | •                            | ×                            | ×                            | •                            | ×                            | ×                            | ×                           | •                           | R1 15th                     | •                           | •                    | •                    | ×                    | •                | •                | •                | •                | •                | •                | •                | •                | 1    |
| [[File:\|23x15px\|border \|alt=\|link=]] Honduras |                              |                              |                              | ×                            | ×                            | ×                            | •                            | •                           | •                           | •                           | ×                           | R1 18th              | •                    | •                    | •                | •                | •                | •                | R1 30th          | R1 31st          | •                | •                | 3    |
| Hungary                                           | ×                            | QF 6th                       | 2nd                          | ×                            | 2nd                          | R1 10th                      | QF 5th                       | QF 6th                      | •                           | •                           | R1 15th                     | R1 14th              | R1 18th              | •                    | •                | •                | •                | •                | •                | •                | •                | •                | 9    |
| Iceland                                           |                              |                              |                              | ×                            | ×                            | •                            | ×                            | ×                           | ×                           | •                           | •                           | •                    | •                    | •                    | •                | •                | •                | •                | •                | •                | R1 28th          | •                | 1    |
| Indonesia                                         | ×                            | ×                            | R1 15th                      | ×                            | ×                            | •×                           | ×                            | ×                           | ×                           | •                           | •                           | •                    | •                    | •                    | •                | •                | •                | •                | •                | •                | ×                | •                | 1    |
| Iran                                              |                              |                              |                              | ×                            | ×                            | ×                            | ×                            | ×                           | ×                           | •                           | R1 14th                     | ×                    | ×                    | •                    | •                | R1 20th          | •                | R1 T-25th        | •                | R1 28th          | R1 18th          | R1 26th          | 6    |
| Iraq                                              |                              |                              |                              |                              | ×                            | ×                            | ×                            | ×                           | ×                           | •                           | ×                           | •                    | R1 23rd              | •                    | •                | •                | •                | •                | •                | •                | •                | •                | 1    |
| Bắc Ireland                                       |                              |                              |                              | •                            | •                            | QF 8th                       | •                            | •                           | •                           | •                           | •                           | R2 9th               | R1 21st              | •                    | •                | •                | •                | •                | •                | •                | •                | •                | 3    |
| Cộng hòa Ireland                                  | ×                            | •                            | •                            | •                            | •                            | •                            | •                            | •                           | •                           | •                           | •                           | •                    | •                    | QF 8th               | R2 16th          | •                | R2 12th          | •                | •                | •                | •                | •                | 3    |
| Israel                                            | ×                            | •                            | •                            | •                            | •                            | •                            | •                            | •                           | R1 12th                     | •                           | •                           | •                    | •                    | •                    | •                | •                | •                | •                | •                | •                | •                | •                | 1    |
| Ý                                                 | ×                            | 1st                          | 1st                          | R1 7th                       | R1 10th                      | •                            | R1 9th                       | R1 9th                      | 2nd                         | R1 10th                     | 4th                         | 1st                  | R2 12th              | 3rd                  | 2nd              | QF 5th           | R2 15th          | 1st              | R1 26th          | R1 22nd          | •                | •                | 18   |
| Bờ Biển Ngà                                       | Là thuộc địa của Pháp        | Là thuộc địa của Pháp        | Là thuộc địa của Pháp        | Là thuộc địa của Pháp        | Là thuộc địa của Pháp        | Là thuộc địa của Pháp        | Là thuộc địa của Pháp        | ×                           | ×                           | •                           | •                           | ×                    | •                    | •                    | •                | •                | •                | R1 19th          | R1 17th          | R1 21st          | •                | •                | 3    |
| Jamaica                                           | Là thuộc địa của Anh         | Là thuộc địa của Anh         | Là thuộc địa của Anh         | Là thuộc địa của Anh         | Là thuộc địa của Anh         | Là thuộc địa của Anh         | ×                            | •                           | •                           | ×                           | •                           | •                    | ×                    | •                    | •                | R1 22nd          | •                | •                | •                | •                | •                | •                | 1    |
| Nhật Bản                                          | ×                            | ×                            | ×                            | ×                            | •                            | ×                            | •                            | ×                           | •                           | •                           | •                           | •                    | •                    | •                    | •                | R1 31st          | R2 9th           | R1 T-28th        | R2 9th           | R1 29th          | R2 15th          | R2 9th           | 7    |
| CHDCND Triều Tiên                                 | Là thuộc địa của Nhật Bản    | Là thuộc địa của Nhật Bản    | Là thuộc địa của Nhật Bản    | Là thuộc địa của Nhật Bản    | Là thuộc địa của Nhật Bản    | ×                            | ×                            | QF 8th                      | ×                           | •                           | ×                           | •                    | •                    | •                    | •                | ×                | ×                | •                | R1 32nd          | •                | •                | •×               | 2    |
| Hàn Quốc                                          | Là thuộc địa của Nhật Bản    | Là thuộc địa của Nhật Bản    | Là thuộc địa của Nhật Bản    | ×                            | R1 16th                      | ×                            | •                            | ×                           | •                           | •                           | •                           | •                    | R1 20th              | R1 22nd              | R1 20th          | R1 30th          | 4th              | R1 17th          | R2 15th          | R1 27th          | R1 19th          | R2 16th          | 11   |
| Kuwait                                            | Là thuộc địa của Anh         | Là thuộc địa của Anh         | Là thuộc địa của Anh         | Là thuộc địa của Anh         | Là thuộc địa của Anh         | Là thuộc địa của Anh         | Là thuộc địa của Anh         | ×                           | ×                           | •                           | •                           | R1 21st              | •                    | •                    | •                | •                | •                | •                | •                | •                | •×               | •                | 1    |
| México                                            | R1 13th                      | •                            | ×                            | R1 12th                      | R1 13th                      | R1 16th                      | R1 11th                      | R1 12th                     | QF 6th                      | •                           | R1 16th                     | •                    | QF 6th               | ×                    | R2 13th          | R2 13th          | R2 11th          | R2 15th          | R2 14th          | R2 10th          | R2 12th          | R1 22nd          | 17   |
| Maroc                                             | Là thuộc địa của Pháp        | Là thuộc địa của Pháp        | Là thuộc địa của Pháp        | Là thuộc địa của Pháp        | Là thuộc địa của Pháp        | Là thuộc địa của Pháp        | •                            | ×                           | R1 14th                     | •                           | •                           | •                    | R2 11th              | •                    | R1 23rd          | R1 18th          | •                | •                | •                | •                | R1 27th          | 4th              | 6    |
| Hà Lan                                            | ×                            | R1 T-9th                     | R1 14th                      | ×                            | ×                            | •                            | •                            | •                           | •                           | 2nd                         | 2nd                         | •                    | •                    | R2 15th              | QF 7th           | 4th              | •                | R2 11th          | 2nd              | 3rd              | •                | QF 5th           | 11   |
| New Zealand                                       |                              |                              |                              | ×                            | ×                            | ×                            | ×                            | ×                           | •                           | •                           | •                           | R1 23rd              | •                    | •                    | •                | •                | •                | •                | R1 22nd          | •                | •                | •                | 2    |
| Nigeria                                           | Là thuộc địa của Anh         | Là thuộc địa của Anh         | Là thuộc địa của Anh         | Là thuộc địa của Anh         | Là thuộc địa của Anh         | Là thuộc địa của Anh         | •                            | ×                           | •                           | •                           | •                           | •                    | •                    | •                    | R2 9th           | R2 12th          | R1 27th          | •                | R1 27th          | R2 16th          | R1 21st          | •                | 6    |
| Na Uy                                             | ×                            | ×                            | R1 12th                      | ×                            | •                            | •                            | •                            | •                           | •                           | •                           | •                           | •                    | •                    | •                    | R1 17th          | R2 15th          | •                | •                | •                | •                | •                | •                | 3    |
| Panama                                            |                              |                              | ×                            | ×                            | ×                            | ×                            | ×                            | ×                           | ×                           | ×                           | •                           | •                    | •                    | •                    | •                | •                | •                | •                | •                | •                | R1 32nd          | •                | 1    |
| Paraguay                                          | R1 9th                       | ×                            | ×                            | R1 11th                      | •                            | R1 12th                      | •                            | •                           | •                           | •                           | •                           | •                    | R2 13th              | •                    | •                | R2 14th          | R2 16th          | R1 18th          | QF 8th           | •                | •                | •                | 8    |
| Perú                                              | R1 10th                      | ×                            | ×                            | ×                            | ×                            | •                            | •                            | •                           | QF 7th                      | •                           | R2 8th                      | R1 20th              | •                    | •                    | •                | •                | •                | •                | •                | •                | R1 20th          | •                | 5    |
| Ba Lan                                            | ×                            | •×                           | R1 11th                      | ×                            | ×                            | •                            | •                            | •                           | •                           | 3rd                         | R2 5th                      | 3rd                  | R2 14th              | •                    | •                | •                | R1 25th          | R1 21st          | •                | •                | R1 25th          | R2 15th          | 9    |
| Bồ Đào Nha                                        | ×                            | •                            | •                            | •                            | •                            | •                            | •                            | 3rd                         | •                           | •                           | •                           | •                    | R1 17th              | •                    | •                | •                | R1 21st          | 4th              | R2 11th          | R1 18th          | R2 13th          | QF 8th           | 8    |
| Qatar                                             | Là thuộc địa của Anh         | Là thuộc địa của Anh         | Là thuộc địa của Anh         | Là thuộc địa của Anh         | Là thuộc địa của Anh         | Là thuộc địa của Anh         | Là thuộc địa của Anh         | Là thuộc địa của Anh        | Là thuộc địa của Anh        | ×                           | •                           | •                    | •                    | •                    | •                | •                | •                | •                | •                | •                | •                | R1 32nd          | 1    |
| România                                           | R1 8th                       | R1 12th                      | R1 9th                       | ×                            | •                            | •                            | •                            | •                           | R1 T-10th                   | •                           | •                           | •                    | •                    | R2 12th              | QF 6th           | R2 11th          | •                | •                | •                | •                | •                | •                | 7    |
| Nga                                               |                              |                              |                              | ×                            | ×                            | QF 7th                       | QF 6th                       | 4th                         | QF 5th                      | •×                          | •                           | R2 7th               | R2 10th              | R1 17th              | R1 18th          | •                | R1 22nd          | •                | •                | R1 24th          | QF 8th           | •×               | 11   |
| Ả Rập Xê Út                                       |                              |                              |                              |                              |                              | ×                            | ×                            | ×                           | ×                           | ×                           | •                           | •                    | •                    | •                    | R2 12th          | R1 28th          | R1 32nd          | R1 T-28th        | •                | •                | R1 26th          | R1 25th          | 6    |
| Scotland                                          |                              |                              |                              | ••                           | R1 15th                      | R1 14th                      | •                            | •                           | •                           | R1 9th                      | R1 11th                     | R1 15th              | R1 19th              | R1 T-18th            | •                | R1 27th          | •                | •                | •                | •                | •                | •                | 8    |
| Sénégal                                           | Là thuộc địa của Pháp        | Là thuộc địa của Pháp        | Là thuộc địa của Pháp        | Là thuộc địa của Pháp        | Là thuộc địa của Pháp        | Là thuộc địa của Pháp        | Là thuộc địa của Pháp        | ×                           | ×                           | •                           | •                           | •                    | •                    | ×                    | •                | •                | QF 7th           | •                | •                | •                | R1 17th          | R2 10th          | 3    |
| Serbia                                            | 4th                          | •                            | •                            | R1 5th                       | QF 7th                       | QF 5th                       | 4th                          | •                           | •                           | R2 7th                      | •                           | R1 16th              | •                    | QF 5th               | ×                | R2 10th          | •                | R1 32nd          | R1 23rd          | •                | R1 23rd          | R1 29th          | 13   |
| Slovakia                                          | ×                            | 2nd                          | QF 5th                       | ×                            | R1 14th                      | R1 9th                       | 2nd                          | •                           | R1 15th                     | •                           | •                           | R1 19th              | •                    | QF 6th               | •                | •                | •                | •                | R2 16th          | •                | •                | •                | 9    |
| Slovenia                                          | Một phần của Nam Tư          | Một phần của Nam Tư          | Một phần của Nam Tư          | Một phần của Nam Tư          | Một phần của Nam Tư          | Một phần của Nam Tư          | Một phần của Nam Tư          | Một phần của Nam Tư         | Một phần của Nam Tư         | Một phần của Nam Tư         | Một phần của Nam Tư         | Một phần của Nam Tư  | Một phần của Nam Tư  | Một phần của Nam Tư  | ×                | •                | R1 30th          | •                | R1 18th          | •                | •                | •                | 2    |
| Nam Phi                                           |                              |                              |                              |                              | ×                            | ×                            | ×                            | ×                           | ×                           | ×                           | ×                           | ×                    | ×                    | ×                    | •                | R1 24th          | R1 17th          | •                | R1 20th          | •                | •                | •                | 3    |
| Tây Ban Nha                                       | ×                            | QF 5th                       | ×                            | 4th                          | •                            | •                            | R1 12th                      | R1 10th                     | •                           | •                           | R1 10th                     | R2 12th              | QF 7th               | R2 10th              | QF 8th           | R1 17th          | QF 5th           | R2 9th           | 1st              | R1 23rd          | R2 10th          | R2 13th          | 16   |
| Thụy Điển                                         | ×                            | QF 8th                       | 4th                          | 3rd                          | •                            | 2nd                          | •                            | •                           | R1 9th                      | R2 5th                      | R1 13th                     | •                    | •                    | R1 21st              | 3rd              | •                | R2 13th          | R2 14th          | •                | •                | QF 7th           | •                | 12   |
| Thụy Sĩ                                           | ×                            | QF 7th                       | QF 7th                       | R1 6th                       | QF 8th                       | •                            | R1 16th                      | R1 16th                     | •                           | •                           | •                           | •                    | •                    | •                    | R2 15th          | •                | •                | R2 10th          | R1 19th          | R2 11th          | R2 14th          | R2 12th          | 12   |
| Togo                                              | Là thuộc địa của Pháp        | Là thuộc địa của Pháp        | Là thuộc địa của Pháp        | Là thuộc địa của Pháp        | Là thuộc địa của Pháp        | Là thuộc địa của Pháp        | Là thuộc địa của Pháp        | ×                           | ×                           | •                           | •                           | •                    | ×                    | ×                    | •                | •                | •                | R1 30th          | •                | •                | •                | •                | 1    |
| Trinidad và Tobago                                | Là thuộc địa của Anh         | Là thuộc địa của Anh         | Là thuộc địa của Anh         | Là thuộc địa của Anh         | Là thuộc địa của Anh         | Là thuộc địa của Anh         | Là thuộc địa của Anh         | •                           | •                           | •                           | •                           | •                    | •                    | •                    | •                | •                | •                | R1 27th          | •                | •                | •                | •                | 1    |
| Tunisia                                           | Là thuộc địa của Pháp        | Là thuộc địa của Pháp        | Là thuộc địa của Pháp        | Là thuộc địa của Pháp        | Là thuộc địa của Pháp        | Là thuộc địa của Pháp        | •                            | ×                           | •                           | •                           | R1 9th                      | •                    | •                    | •                    | •                | R1 26th          | R1 29th          | R1 24th          | •                | •                | R1 24th          | R1 21st          | 6    |
| Thổ Nhĩ Kỳ                                        | ×                            | ×                            | ×                            | ••                           | R1 9th                       | ×                            | •                            | •                           | •                           | •                           | •                           | •                    | •                    | •                    | •                | •                | 3rd              | •                | •                | •                | •                | •                | 2    |
| Ukraina                                           | Một phần của Liên Xô         | Một phần của Liên Xô         | Một phần của Liên Xô         | Một phần của Liên Xô         | Một phần của Liên Xô         | Một phần của Liên Xô         | Một phần của Liên Xô         | Một phần của Liên Xô        | Một phần của Liên Xô        | Một phần của Liên Xô        | Một phần của Liên Xô        | Một phần của Liên Xô | Một phần của Liên Xô | Một phần của Liên Xô | ×                | •                | •                | QF 8th           | •                | •                | •                | •                | 1    |
| UAE                                               | Là thuộc địa của Anh         | Là thuộc địa của Anh         | Là thuộc địa của Anh         | Là thuộc địa của Anh         | Là thuộc địa của Anh         | Là thuộc địa của Anh         | Là thuộc địa của Anh         | Là thuộc địa của Anh        | Là thuộc địa của Anh        | ×                           | ×                           | ×                    | •                    | R1 24th              | •                | •                | •                | •                | •                | •                | •                | •                | 1    |
| Hoa Kỳ                                            | 3rd                          | R1 16th                      | ×                            | R1 10th                      | •                            | •                            | •                            | •                           | •                           | •                           | •                           | •                    | •                    | R1 23rd              | R2 14th          | R1 32nd          | QF 8th           | R1 T-25th        | R2 12th          | R2 15th          | •                | R2 14th          | 11   |
| Uruguay                                           | 1st                          | ×                            | ×                            | 1st                          | 4th                          | •                            | R1 13th                      | QF 7th                      | 4th                         | R1 13th                     | •                           | •                    | R2 16th              | R2 16th              | •                | •                | R1 26th          | •                | 4th              | R2 12th          | QF 5th           | R1 20th          | 14   |
| Wales                                             |                              |                              |                              | •                            | •                            | QF 6th                       | •                            | •                           | •                           | •                           | •                           | •                    | •                    | •                    | •                | •                | •                | •                | •                | •                | •                | R1 30th          | 2    |
| Đội                                               | 1930 (13)                    | 1934 (16)                    | 1938 (15)                    | 1950 (13)                    | 1954 (16)                    | 1958 (16)                    | 1962 (16)                    | 1966 (16)                   | 1970 (16)                   | 1974 (16)                   | 1978 (16)                   | 1982 (24)            | 1986 (24)            | 1990 (24)            | 1994 (24)        | 1998 (32)        | 2002 (32)        | 2006 (32)        | 2010 (32)        | 2014 (32)        | 2018 (32)        | 2022 (32)        | Tổng |

Chú thích
| 1st | Vô địch                                                                                         |
| 2nd | Á quân                                                                                          |
| 3rd | Hạng ba                                                                                         |
| 4th | Hạng tư                                                                                         |
| QF  | Tứ kết (1934–1938, 1954–1970, và 1986–nay: vòng 8 đội)                                          |
| R2  | Vòng 2 (1974–1978, vòng bảng 2, top 8; 1982: vòng bảng 2, top 12; 1986–2022: vòng 16 đội)       |
| R1  | Vòng 1 (1930, 1950–1970 và 1986–nay: vòng bảng; 1934–1938: vòng 16 đội; 1974–1982: vòng bảng 1) |

| Q   | Vượt qua vòng loại cho giải đấu sắp tới                                        |
| TBD | Chưa xác định                                                                  |
| ••  | Vượt qua vòng loại nhưng bỏ cuộc                                               |
| •   | Không vượt qua vòng loại                                                       |
| •×  | Bỏ cuộc khi đang tham dự vòng loại / Bị cấm tham dự khi đang tham dự vòng loại |
| ×   | Không tham dự / Rút lui / Bị FIFA cấm thi đấu                                  |
|     | Chủ nhà                                                                        |
|     | Chưa phải là thành viên của FIFA                                               |

## Thống kê các trận chung kết
| Đội tuyển   | Số trận chung kết | Số lần vô địch | Số lần á quân |
| ----------- | ----------------- | -------------- | ------------- |
| Đức         | 8                 | 4              | 4             |
| Brasil      | 7                 | 5              | 2             |
| Ý           | 6                 | 4              | 2             |
| Argentina   | 6                 | 3              | 3             |
| Pháp        | 4                 | 2              | 2             |
| Hà Lan      | 3                 |                | 3             |
| Uruguay     | 2                 | 2              |               |
| Hungary     | 2                 |                | 2             |
| Tiệp Khắc   | 2                 |                | 2             |
| Anh         | 1                 | 1              |               |
| Tây Ban Nha | 1                 | 1              |               |
| Thụy Điển   | 1                 |                | 1             |
| Croatia     | 1                 |                | 1             |

## Chủ nhà và đương kim vô địch

### Thành tích của các đội chủ nhà
| Năm  | Đội chủ nhà | Thành tích  |
| ---- | ----------- | ----------- |
| 1930 | Uruguay     | Vô địch     |
| 1934 | Ý           | Vô địch     |
| 1938 | Pháp        | Tứ kết      |
| 1950 | Brasil      | Á quân      |
| 1954 | Thụy Sĩ     | Tứ kết      |
| 1958 | Thụy Điển   | Á quân      |
| 1962 | Chile       | Hạng ba     |
| 1966 | Anh         | Vô địch     |
| 1970 | México      | Tứ kết      |
| 1974 | Tây Đức     | Vô địch     |
| 1978 | Argentina   | Vô địch     |
| 1982 | Tây Ban Nha | Vòng bảng 2 |
| 1986 | México      | Tứ kết      |
| 1990 | Ý           | Hạng ba     |
| 1994 | Hoa Kỳ      | Vòng 16 đội |
| 1998 | Pháp        | Vô địch     |
| 2002 | Hàn Quốc    | Hạng tư     |
| 2002 | Nhật Bản    | Vòng 16 đội |
| 2006 | Đức         | Hạng ba     |
| 2010 | Nam Phi     | Vòng bảng   |
| 2014 | Brasil      | Hạng tư     |
| 2018 | Nga         | Tứ kết      |
| 2022 | Qatar       | Vòng bảng   |
| 2026 | Canada      | CXĐ         |
| 2026 | México      | CXĐ         |
| 2026 | Hoa Kỳ      | CXĐ         |

### Thành tích của các đội đương kim vô địch
| Năm  | Đương kim vô địch | Chung cuộc    |
| ---- | ----------------- | ------------- |
| 1934 | Uruguay           | Không tham dự |
| 1938 | Ý                 | Vô địch       |
| 1950 | Ý                 | Vòng bảng     |
| 1954 | Uruguay           | Hạng tư       |
| 1958 | Tây Đức           | Hạng tư       |
| 1962 | Brasil            | Vô địch       |
| 1966 | Brasil            | Vòng bảng     |
| 1970 | Anh               | Tứ kết        |
| 1974 | Brasil            | Hạng tư       |
| 1978 | Tây Đức           | Vòng 2        |
| 1982 | Argentina         | Vòng 2        |
| 1986 | Ý                 | Vòng 16 đội   |
| 1990 | Argentina         | Á quân        |
| 1994 | Đức               | Tứ kết        |
| 1998 | Brasil            | Á quân        |
| 2002 | Pháp              | Vòng bảng     |
| 2006 | Brasil            | Tứ kết        |
| 2010 | Ý                 | Vòng bảng     |
| 2014 | Tây Ban Nha       | Vòng bảng     |
| 2018 | Đức               | Vòng bảng     |
| 2022 | Pháp              | Á quân        |
| 2026 | Argentina         | CXĐ           |

## Các liên đoàn châu lục
- Số lần vô địch liên tiếp nhiều nhất của các đội bóng khi giải đấu được tổ chức ở liên đoàn của họ: 5 lần (1930, 1934, 1938, 1950, 1954)
- Liên đoàn có số lần vô địch nhiều nhất: UEFA, 12 lần (1934, 1938, 1954, 1966, 1974, 1982, 1990, 1998, 2006, 2010, 2014, 2018)
- Liên đoàn có số lần vô địch nhiều nhất khi giải đấu tổ chức ở các liên đoàn khác: CONMEBOL, 5 lần (1958, 1970, 1986, 2002, 2022)
- Liên đoàn có nhiều đội bóng giành chức vô địch nhất: UEFA, 5 đội (Ý, Đức, Anh, Pháp, Tây Ban Nha)
- Liên đoàn thắng áp đảo trong các trận chung kết: CONMEBOL, 8/11 lần (11 lần các đội Nam Mỹ và châu Âu gặp nhau trong trận đấu cuối cùng thì đại diện Nam Mỹ có tới 8 lần đoạt cúp)
- Liên đoàn có nhiều đội bóng lọt vào trận chung kết nhất: UEFA, 10 đội (Ý, Tiệp Khắc, Hungary, Đức, Thụy Điển, Anh, Hà Lan, Pháp, Tây Ban Nha, Croatia)
- Liên đoàn có nhiều đội bóng lọt vào bán kết nhất: UEFA, 18 đội (Nam Tư, Ý, Tiệp Khắc, Đức, Áo, Hungary, Pháp, Thụy Điển, Tây Ban Nha, Anh, Bồ Đào Nha, Liên Xô, Hà Lan, Ba Lan, Bỉ, Bulgaria, Croatia, Thổ Nhĩ Kỳ)
- Trận chung kết có 2 đại diện từ cùng một liên đoàn: UEFA, 8 trận (1934, 1938, 1954, 1974, 1982, 2006, 2010, 2018)
- Vòng bán kết có 4 đại diện từ cùng một liên đoàn: UEFA, 5 lần (1934, 1966, 1982, 2006, 2018)
- Các đội thuộc cùng một liên đoàn giành chức vô địch liên tiếp: UEFA, 4 lần -   Ý (2006),  Tây Ban Nha (2010),  Đức (2014),  Pháp (2018).
- Các đội thuộc cùng một liên đoàn liên tiếp vào trận chung kết: UEFA, 2 lần (1934–1938[27] và 2006–2010)[28]
- Đội của liên đoàn châu lục khác lọt vào trận chung kết khi giải được tổ chức ở châu Âu: CONMEBOL, 3 đội (Brasil 1958, Argentina 1990 và Brasil 1998)
- Chuỗi các trận chung kết liên tiếp giữa 2 đội của 2 liên đoàn châu lục khác nhau: 5, UEFA và CONMEBOL (1986–2002)
- Chuỗi các trận chung kết liên tiếp có ít nhất một đại diện của UEFA: 18 trận (1954–2022)
- Những trận chung kết không có đại diện nào của châu Âu: Uruguay gặp Argentina (1930) và Uruguay gặp Brasil (1950).
- Liên đoàn duy nhất có đội vô địch khi giải được tổ chức ở châu Âu: CONMEBOL (Brasil 1958)
- Liên đoàn duy nhất có đội vô địch khi giải được tổ chức ở Nam Mỹ: UEFA (Đức 2014)
- Liên đoàn duy nhất có đội vô địch khi giải tổ chức ở châu Á: CONMEBOL, 2 lần (Brasil 2002 và Argentina 2022)
- Liên đoàn duy nhất có đội vô địch khi giải tổ chức ở châu Phi: UEFA (Tây Ban Nha 2010)
- Liên đoàn duy nhất có đội vô địch khi giải tổ chức ở Bắc Trung Mỹ: CONMEBOL, 3 lần (Brasil 1970, Argentina 1986 và Brasil 1994)
- Những liên đoàn có đội bóng duy nhất lọt vào tới bán kết: CONCACAF (Hoa Kỳ 1930), AFC (Hàn Quốc 2002), CAF (Maroc 2022)
- Liên đoàn có ít đội bóng lọt vào vòng chung kết nhất: OFC, 2 đội (Úc và New Zealand)
- Liên đoàn có nhiều đội bóng lọt vào vòng chung kết nhất: UEFA, 33 đội. Nếu xét theo tỉ lệ số đội bóng trên tổng số thành viên của liên đoàn châu lục thì CONMEBOL là liên đoàn dẫn đầu với tỉ lệ 90% (9/10 đội đã từng tham dự World Cup, trừ Venezuela).
- Liên đoàn có nhiều lần tổ chức nhất: UEFA, 11 lần (1934, 1938, 1954, 1958, 1966, 1974, 1982, 1990, 1998, 2006, 2018)
- Liên đoàn có quốc gia đứng ra đăng cai nhiều nhất: CONCACAF (Mexico tổ chức 3 lần vào các năm 1970, 1986, 2026)
- Liên đoàn có ít lần tổ chức nhất: CAF (Nam Phi 2010)
- Liên đoàn duy nhất chưa từng đăng cai World Cup: OFC

## Giải đấu
- Giải duy nhất không có vòng loại: 1930 (vì chỉ có 13 đội tham dự).
- Giải có ít đội châu Âu tham dự nhất: 1930, 4 đội.
- Giải có vòng bán kết nhiều bàn thắng nhất: 1930, 14 bàn (cả 2 trận đều kết thúc với tỷ số 6–1).
- Giải duy nhất đội đương kim vô địch không tham dự: 1934 (Uruguay).
- Giải duy nhất đội chủ nhà phải đá vòng loại: 1934 (Ý).
- Hai giải không có vòng đấu bảng: 1934 và 1938 (16 đội tham gia được bốc thăm phân nhánh đá loại trực tiếp).
- Giải duy nhất không có vòng đấu loại trực tiếp và trận chung kết: 1950 (4 đội đứng đầu 4 bảng đá vòng tròn để tìm ra đội vô địch).
- Hai giải có 3 đội đã đủ điều kiện tham dự nhưng lại bỏ cuộc: 1930 (Ai Cập, Xiêm La, Nhật Bản) và 1950 (Scotland, Thổ Nhĩ Kỳ và Ấn Độ).
- Giải có đội vô địch thua đậm nhất ở vòng bảng: 1954 ( Tây Đức thua Hungary 3–8 ở vòng bảng nhưng đã lội ngược dòng đánh bại chính đối thủ này 3–2 ở trận chung kết để lên ngôi vô địch).
- Giải có nhiều cú đúp và hat-trick nhất: 1954, 1 poker, 7 hat-trick và 21 cú đúp. Nếu tính 1 poker tương đương 2 cú đúp và tính cả cú đúp trong 7 cú hat-trick thì tổng cộng có tới 30 cú đúp.
- Giải có nhiều trận thắng cách biệt nhất và nhiều trận có nhiều bàn thắng nhất: 1954 (8 trận có tỷ số cách biệt trên 5 bàn và 18 trận có ít nhất 5 bàn thắng được ghi).
- Giải có nhiều bàn thắng nhất trong một bảng đấu: 1954 (bảng 2 gồm Hungary, Tây Đức, Thổ Nhĩ Kỳ và Hàn Quốc đã ghi tổng cộng 41 bàn thắng trong 5 trận đấu, tính cả 1 trận đá thêm).
- Giải duy nhất có đầy đủ 4 đội tuyển thuộc Liên hiệp vương quốc Anh: 1958.
- Hai giải có vòng đấu loại trực tiếp không cần thi đấu hiệp phụ: 1930 và 1962 (tất cả các trận đấu đều đã có kết quả thắng thua trong hai hiệp chính).
- Giải có nhiều vua phá lưới nhất: 1962, 6 người (Garrincha và Vavá của  Brasil, Leonel Sánchez của  Chile, Flórián Albert của  Hungary, Valentin Ivanov của  Liên Xô, Dražan Jerković của  Nam Tư).
- Giải có trận đấu dàn xếp tỷ số tai tiếng nhất: 1982, trận cuối vòng bảng giữa Tây Đức và Áo. Sau 2 lượt trận đầu, Đức cần một chiến thắng nữa trong khi Áo chỉ cần thua không quá hai bàn thì cả hai sẽ cùng đi tiếp. Sau khi đội Đức vươn lên dẫn trước ở phút thứ 10, cầu thủ của hai bên chỉ chuyền bóng cho nhau mà không tổ chức tấn công cho đến hết trận, gây ra hiệu ứng tiêu cực cho khán giả và các cổ động viên. Kể từ đó về sau, FIFA quyết định tất cả các trận đấu lượt cuối vòng bảng đều phải đá cùng giờ.
- Giải có vòng tứ kết kịch tính nhất: 1986 (3/4 trận phải giải quyết bằng loạt đá luân lưu 11 mét)
- Giải có nhiều lần phạm lỗi nhất trong trận khai mạc: 1990, Cameroon 1–0 Argentina. Các cầu thủ Cameroon đã phạm lỗi tới 30 lần và có 2 người phải nhận thẻ đỏ.[29]
- Giải có vòng bán kết kịch tính nhất: 1990 (cả 2 trận đều kểt thúc với tỷ số hòa 1–1 trong 120 phút và đều phải phân định thắng thua bằng loạt đá luân lưu).
- Giải có bảng đấu cân bằng nhất: Bảng E (1994), cả 4 đội đều có 4 điểm và có cùng hiệu số bàn thắng bại.
- Giải có nhiều trận hòa nhất: 2002 (15 trận)
- Giải duy nhất không có hat-trick: 2006
- Giải có ít đội châu Âu lọt vào vòng tứ kết nhất: 2010, 3 đội. Tất cả các đội này sau đó đều giành huy chương.
- Giải có nhiều quả đá hỏng phạt đền nhất ở vòng tứ kết: 2010, có 3 quả phạt đền trong thời gian thi đấu đều bị sút hỏng.
- Giải có vòng bán kết lập hai kỷ lục về số bàn thắng: 2014 (trận nhiều bàn thắng nhất: Đức 7–1 Brasil; trận ít bàn thắng nhất: Argentina 0–0 Hà Lan sau hiệp phụ, Argentina đi tiếp nhờ loạt sút luân lưu).
- Giải có chuỗi trận có bàn thắng liên tiếp dài nhất: 2018, 37 trận.
- Giải có nhiều phút bù giờ nhất: 2022. Theo quy định và cách tính mới của FIFA được áp dụng ở giải đấu lần này, tất cả những thời gian bóng chết (do chấn thương, thay người, ăn mừng bàn thắng, câu giờ,..) trong trận sẽ được cộng trực tiếp tương ứng ở cuối trận đấu đó (chưa kể thời gian bù giờ của bù giờ).[30] Bình quân mỗi trận đấu kết thúc trong 2 hiệp chính, trọng tài cho bù giờ 11,31 phút; còn ở những trận có hiệp phụ thường kéo dài tới 132 phút.
- Giải có nhiều đội châu Á tham dự nhất: 2022, 6 đội (trong đó một nửa số đội đã lọt vào vòng 1/8).
- Giải có ít thẻ đỏ nhất: 2018 và 2022, 4 thẻ.[31]
- Giải có nhiều trận đấu mà đội kiểm soát bóng nhiều hơn thất bại nhất: 2022 (chỉ có 23 trận những đội cầm bóng nhiều hơn giành chiến thắng, các trận còn lại đội giữ bóng ít hơn thường sẽ giành thắng lợi hoặc cầm hòa)[32]
- Giải có nhiều bàn thắng nhất: 2022, 172 bàn.
- Giải có ít bàn thắng nhất: 1930 và 1934, 70 bàn.
- Giải có tỉ lệ bàn thắng mỗi trận cao nhất: 1954, 5.38 bàn một trận.
- Giải có tỉ lệ bàn thắng mỗi trận thấp nhất: 1990, 2.21 bàn một trận.
- Giải có tất cả các đội bóng đều ghi được bàn thắng: Ít nhất 2 bàn, 2018; ít nhất 1 bàn, 1934, 1958, 1962, 1966, 1978, 1982, 1990, 1998, 2014 và 2022
- Giải có nhiều trận hòa không bàn thắng nhất: 1982, 2006, 2010, 2014 và 2022, đều 7 trận.

## Đội tuyển

### Tại tất cả các vòng chung kết

#### Kỷ lục của một đội tuyển
- Tham dự nhiều vòng chung kết nhất:   Brasil (22 lần). Đây cũng là đội duy nhất tham dự đủ tất cả các vòng chung kết World Cup.
- Vô địch nhiều lần nhất:   Brasil (5 lần)

| Hạng                    | Đội                                                       | Số lần |
| ----------------------- | --------------------------------------------------------- | ------ |
| 1                       | Brasil (1958, 1962, 1970, 1994, 2002)                     | 5      |
| 2                       | Đức (1954, 1974, 1990, 2014) · Ý (1934, 1938, 1982, 2006) | 4      |
| 3                       | Argentina (1978, 1986, 2022)                              | 3      |
| 4                       | Uruguay (1930, 1950) · Pháp (1998, 2018)                  | 2      |
| 5                       | Anh (1966) · Tây Ban Nha (2010)                           | 1      |
| Các năm in đậm: chủ nhà |                                                           |        |

- Vô địch nhiều nhất khi giải tổ chức ở châu lục khác:  Brasil (1958, 1970, 1994, 2002).
- Đội giữ chức vô địch lâu nhất:  Ý, 16 năm (1934–1950). Trong thời gian này có 12 năm giải đấu bị gián đoạn bởi Chiến tranh thế giới thứ hai.
- Chơi nhiều trận chung kết nhất:   Đức, 8 lần (1954, 1966, 1974, 1982, 1986, 1990, 2002, 2014).
- Thua nhiều trận chung kết nhất:   Đức, 4 lần (1966, 1982, 1986,  2002).
- Thắng tuyệt đối trong các trận chung kết:  Uruguay (1930, 1950).
- Thua tuyệt đối trong các trận chung kết:  Hà Lan (1974, 1978, 2010),  Tiệp Khắc (1934, 1962) và  Hungary (1938, 1954).
- Nhiều lần lọt vào bán kết nhất:  Đức, 13 lần.
- Thua nhiều trận bán kết nhất:  Đức, 5 lần (1934, 1958, 1970, 2006, 2010).
- Giành hạng ba nhiều nhất:  Đức, 4 lần (1934, 1970, 2006, 2010).
- Thắng tuyệt đối ở vòng bán kết:  Argentina (1930, 1978, 1986, 1990, 2014, 2022).
- Thua tuyệt đối ở vòng bán kết:  Nam Tư (1930, 1962),  Áo (1934, 1954),  Bồ Đào Nha (1966, 2006),  Bỉ (1986, 2018).
- Cán đích ở vị trí thứ tư nhiều nhất:  Uruguay, 3 lần (1954, 1970, 2010).
- Thua tuyệt đối trong các trận tranh hạng ba:  Uruguay (1954, 1970, 2010).
- Nhiều lần lọt vào bán kết nhất:  Đức, 16 lần.
- Thua nhiều trận tứ kết nhất:  Anh, 7 lần.
- Thi đấu nhiều trận nhất:  Brasil, 114 trận.
- Thi đấu ít trận nhất:  Indonesia (với tên  Đông Ấn Hà Lan), 1 trận.
- Thắng nhiều trận nhất:  Brasil, 76 trận.
- Hòa nhiều trận nhất:  Anh, 22 trận.
- Thua nhiều trận nhất:  México, 28 trận.
- Thi đấu nhiều trận nhất mà chưa từng thắng hoặc hòa:  El Salvador và  Canada, cùng 6 trận.
- Thi đấu nhiều trận nhất mà chưa từng thắng: [[File:|23x15px|border |alt=|link=]] Honduras, 9 trận.
- Ghi nhiều bàn thắng nhất:  Brasil, 237 bàn.
- Thủng lưới nhiều bàn nhất:  Đức, 130 bàn.
- Ghi ít bàn thắng nhất:   Trung Quốc,  Indonesia (với tên  Đông Ấn Hà Lan),  Trinidad và Tobago, và  CHDC Congo (với tên  Zaire) - đều 0 bàn.
- Thủng lưới ít bàn nhất:  Angola, 2 bàn.
- Thi đấu nhiều trận nhất mà chưa từng ghi bàn thắng:  Trung Quốc,  Trinidad và Tobago và  CHDC Congo (với tên  Zaire) - 3 trận.
- Tỉ lệ ghi bàn mỗi trận nhiều nhất:  Hungary, 2,72
- Tỉ lệ thủng lưới mỗi trận ít nhất:  Angola, 0,67 (thủng lưới 2 bàn trong 3 trận).
- Tham gia nhiều lần nhất mà luôn vượt qua vòng bảng:  Cộng hòa Ireland, 3 lần (1990, 1994, 2002).
- Tham gia nhiều lần nhất mà luôn bị loại ở vòng bảng:  Scotland, 8 lần (1954, 1958, 1974, 1978, 1982, 1986, 1990, 1998).
- Đội đương kim vô địch duy nhất không tham dự giải đấu tiếp theo:  Uruguay (1934). Hành động của họ nhằm phản đối việc một số quốc gia châu Âu không tham dự giải đấu mà họ tổ chức vào năm 1930.
- Đội chủ nhà không vượt qua vòng bảng:  Nam Phi (2010 - 1 thắng, 1 hòa và 1 thua),  Qatar (2022 - thua cả 3 trận). Qatar cũng là đội chủ nhà có thành tích tệ nhất và là đội chủ nhà đầu tiên bị loại sau lượt trận thứ hai của vòng bảng, trong khi Nam Phi chỉ bị loại sau lượt trận cuối ở giải năm 2010.[33]
- Đội duy nhất 2 lần bị loại ngay từ vòng bảng với tư cách là đương kim vô địch:  Ý (1950 và 2010)
- Đội duy nhất 2 lần đoạt chức vô địch khi chỉ đứng thứ nhì vòng đấu bảng:  Đức (1954 và 1974)
- Đội duy nhất 2 lần giành chiến thắng cách biệt tới 9 bàn:  Hungary (thắng Hàn Quốc 9–0 năm 1954 và thắng El Salvador 10–1 năm 1982)
- Đội giành vị trí nhất bảng nhiều nhất:  Brasil, 16 lần (1950–2022, trừ các năm 1966, 1974, 1978).
- Đội giành giải phong cách nhiều nhất:  Brasil, 4 lần (1982, 1986, 1994, 2006)
- Đội không phải thi đấu vòng loại nhiều nhất:  Brasil, 8 lần (1930, 1934, 1950, 1962, 1966, 1974, 1998, 2014). Trong đó có 1 lần không có vòng loại, 1 lần do đối thủ rút lui, 2 lần với tư cách chủ nhà và 4 lần với tư cách đương kim vô địch.
- Đội không phải thi đấu vòng loại ít nhất:  Nam Tư (1930),  România (1930),  Bỉ (1930),  Perú (1930),  Thụy Sĩ (1954),  Thụy Điển (1958),  Tây Ban Nha (1982),  Hàn Quốc (2002),  Nhật Bản (2002),  Nam Phi (2010),  Qatar (2022) - đều 1 lần.
- Đội tham dự World Cup bằng thi đấu vòng loại nhiều nhất:  Đức và  Tây Ban Nha, cùng 15 lần.
- Đội tham dự World Cup nhiều nhất hoàn toàn nhờ việc vượt qua vòng loại:  Hà Lan, 11 lần. Đội này chưa bao giờ là chủ nhà, chưa bao giờ là đương kim vô địch, không tham dự World Cup lần đầu tiên và cũng chưa gặp trường hợp nào đối thủ ở vòng loại bỏ cuộc.
- Đội đã giành quyền lọt vào vòng chung kết nhưng lại bỏ cuộc:  Ấn Độ (rút lui khi đã xác định bảng đấu),  Scotland và  Thổ Nhĩ Kỳ (cùng rút lui khi chưa bốc thăm chia bảng) - đều ở World Cup 1950.
- Đội duy nhất không phải thi đấu mà vẫn lọt vào vòng tứ kết:  Thụy Điển (do đối thủ là đội tuyển Áo vừa mất nước vì bị Đức quốc xã chiếm đóng khi World Cup 1938 sắp diễn ra).
- Đội thi đấu trận khai mạc nhiều nhất: 4 trận
  -  México (1930, 1950, 1970, 2010)
  -  Đức (1938, 1978, 1994, 2006)
  -  Brasil (1950, 1974, 1998, 2014)
- Đội phải thi đấu hiệp phụ nhiều nhất:  Đức,  Ý,  Argentina - đều 11 trận.
- Đội bất bại liên tục nhiều trận nhất (không tính thua trong loạt sút luân lưu):  Hà Lan, 12 trận (7 trận năm 2014, 5 trận năm 2022).
- Đội có nhiều trận hòa không bàn thắng nhất:  Anh, 12 trận (1 trận năm 1958, 1 trận năm 1962, 1 trận năm 1966, 2 trận năm 1982, 1 trận năm 1986, 1 trận năm 1990, 1 trận năm 2002, 1 trận năm 2006, 1 trận năm 2010, 1 trận năm 2014, 1 trận năm 2022).
- Đội phải thi đấu các trận play-off nhiều nhất để lọt vào World Cup:  Úc (cả nội lục địa và liên lục địa).

#### Kỷ lục của hai và ba đội tuyển
- Hai đội gặp nhau nhiều nhất: 7 lần
  -  Brasil và  Thụy Điển (1938, 1950, 1958, 1978, 1990 và hai lần năm 1994).
  -  Argentina và  Đức (1958, 1966, 1986, 1990, 2006, 2010, 2014).
  -  Đức và  Nam Tư (1954, 1958, 1962, 1974, 1990, 1998, 2010).
- Hai đội gặp nhau ở trận chung kết nhiều nhất:  Argentina và  Đức, 3 lần (1986, 1990, 2014).
- Hai đội gặp nhau ở bán kết nhiều nhất:  Ý và  Đức (1970, 2006),  Đức và  Pháp (1982, 1986) - đều 2 lần.
- Hai đội gặp nhau ở trận tranh hạng ba nhiều nhất:  Đức và  Uruguay, 2 lần (1970, 2010).
- Hai đội gặp nhau ở tứ kết nhiều nhất:  Đức và  Nam Tư, 3 lần (1954, 1958, 1962).
- Hai đội gặp nhau ở vòng 1/8 nhiều nhất:  México và  Bulgaria (1986, 1994),  Brasil và  Chile (1998, 2014),  Argentina và  México (2006, 2010) - đều 2 lần.
- Hai đội tham gia nhiều kỳ World Cup nhất và thi đấu nhiều trận nhất, đồng thời cũng giàu thành tích nhất nhưng lại gặp nhau ít nhất:  Brasil và  Đức, 2 lần (chung kết 2002 và bán kết 2014).
- Hai đội nằm chung bảng đấu nhiều nhất:  Brasil và  Serbia, 6 lần (1930, 1950, 1954, 1974, 2018, 2022).
- Ba đội nằm chung bảng đấu nhiều nhất:  Brasil,  Thụy Sĩ,  Serbia - 3 lần (1950, 2018, 2022).

### Tại một vòng chung kết
- Đội vô địch thắng liên tiếp nhiều trận nhất:  Brasil (2002), 7 trận.
- Ghi nhiều bàn thắng nhất:  Hungary (1954), 27 bàn.
- Thủng lưới ít bàn nhất:  Thụy Sĩ (2006), 0 bàn.
- Thủng lưới nhiều bàn nhất:  Hàn Quốc (1954), 16 bàn.
- Giữ sạch lưới lâu nhất:  Ý (1990), 517 phút.
- Hiệu số bàn thắng thua cao nhất:  Hungary (1954), +17
- Hiệu số bàn thắng thua thấp nhất:  Hàn Quốc (1954), -16
- Tỉ lệ số bàn thắng ghi được mỗi trận cao nhất:  Hungary (1954), 5,40
- Đội vô địch ghi được nhiều bàn thắng nhất:  Đức (1954), 25 bàn.
- Đội vô địch ghi được ít bàn thắng nhất:  Tây Ban Nha (2010), 8 bàn.
- Đội vô địch để thủng lưới ít nhất:  Pháp (1998),  Ý (2006) và  Tây Ban Nha (2010) - đều 2 bàn.
- Đội vô địch để thủng lưới nhiều nhất:  Đức (1954), 14 bàn.
- Đội vô địch sử dụng ít cầu thủ nhất:  Brasil (1962), 12/22 cầu thủ.
- Đội đương kim vô địch có trận thua đậm nhất:  Tây Ban Nha (thua Hà Lan 1–5 ở trận ra quân năm 2014).
- Đội đương kim vô địch có thành tích tệ nhất:  Pháp (2002) - 1 hòa, 2 bại và 0 bàn thắng.
- Đội chủ nhà có thành tích tệ nhất:  Qatar (2022), thua cả ba trận vòng bảng và bị loại sau lượt trận thứ hai.
- Đội đương kim vô địch không vượt qua vòng đầu tiên: 
  -  Uruguay 1934 (không tham dự)
  -  Ý 1950 (thắng 1 thua 1)
  -  Brasil 1966 (thắng 1 thua 2)
  -  Pháp 2002 (hòa 1 thua 2)
  -  Ý 2010 (hòa 2 thua 1)
  -  Tây Ban Nha 2014 (thắng 1 thua 2)
  -  Đức 2018 (thắng 1 thua 2)
- Đội không vô địch có nhiều trận thắng nhất: 6 trận
  -  Ba Lan (1974): Thắng 6 trận trong đó có trận tranh hạng ba, thua 1 trận ở vòng bảng thứ hai.
  -  Ý (1990): Thắng 6 trận trong đó có trận tranh hạng ba và hòa trận bán kết, chỉ để thua ở những loạt đá luân lưu.
  -  Hà Lan (2010): Thắng 6 trận liên tiếp và thua trận chung kết, đồng thời cũng thắng cả 8 trận vòng loại.
  -  Bỉ (2018): Thắng 6 trận trong đó có trận tranh hạng ba và thua trận bán kết.
- Đội chiến thắng các đội cựu vô địch nhiều nhất:[g] 3 trận
  -  Brasil (1970): Thắng Anh (vòng bảng), Uruguay (bán kết) và Ý (chung kết).
  -  Ý (1982): Thắng Argentina (vòng bảng thứ hai), Brasil (vòng bảng thứ hai) và Đức (chung kết).
  -  Argentina (1986): Thắng Uruguay (vòng 1/8), Anh (tứ kết) và Đức (chung kết).
  -  Đức (2010): Thắng Anh (vòng 1/8), Argentina (tứ kết) và Uruguay (tranh hạng ba).
- Đội thi đấu hiệp phụ liên tiếp nhiều nhất: 3 trận
  -  Anh (1990): Thắng Bỉ ở vòng 1/8, thắng Cameroon ở tứ kết đều bằng hiệp phụ, thua Đức ở bán kết bằng loạt sút luân lưu.
  -  Croatia (2018): Thắng Đan Mạch ở vòng 1/8, thắng Nga ở tứ kết đều bằng loạt sút luân lưu, thắng Anh ở bán kết trong hiệp phụ.
- Đội thi đấu hiệp phụ không liên tiếp nhiều nhất: 3 trận
  -  Bỉ (1986): Thắng Liên Xô ở vòng 1/8 trong hiệp phụ, thắng Tây Ban Nha ở tứ kết trong loạt đá luân lưu và thua Pháp ở trận tranh hạng ba trong hiệp phụ.
  -  Argentina (2014): Thắng Thụy Sĩ ở vòng 1/8 trong hiệp phụ, thắng Hà Lan ở bán kết trong loạt đá luân lưu và thua Đức ở chung kết trong hiệp phụ.
- Đội không thua trận nào nhưng vẫn bị loại ngay từ vòng bảng:
  -  Scotland 1978 (thắng 1 hòa 2)
  -  Cameroon 1982 (hòa cả ba trận)
  -  Bỉ 1998 (hòa cả ba trận)
  -  New Zealand 2010 (hòa cả ba trận)
- Đội không thắng trận nào nhưng vẫn vượt qua vòng bảng: 3 đội (đều hòa cả 3 trận vòng bảng)
  -  Cộng hòa Ireland (1990)
  -  Hà Lan (1990)
  -  Chile (1998 )
- Đội không thắng trận nào nhưng vẫn lọt vào vòng tứ kết:  Cộng hòa Ireland 1990 (hòa cả ba trận vòng bảng và một trận vòng 1/8, sau đó lọt vào tứ kết nhờ loạt đá luân lưu).
- Đội bất bại nhưng chỉ giành được vị trí á quân:  Pháp 2006 (hòa 3 thắng 4 trong đó có trận chung kết phải phân định thắng thua bằng loạt sút luân lưu).
- Đội không thua trận nào nhưng chỉ xếp hạng ba: 3 đội
  -  Brasil (1978): Thắng 4 trận trong đó có trận tranh hạng 3; hòa 3 trận trong đó có 2 trận ở vòng bảng thứ nhất và 1 trận ở vòng bảng thứ 2.
  -  Ý (1990): Thắng 6 trận trong đó có trận tranh hạng 3; hòa 1 trận rồi thua ở loạt đá luân lưu.
  -  Hà Lan (2014): Thắng 5 trận trong đó có trận tranh hạng 3; hòa 2 trận trong đó có 1 trận thắng và 1 trận thua đều bằng những loạt đá luân lưu.
- Đội không thua trận nào nhưng vẫn bị loại trước vòng bán kết: 5 trận
  -  Anh (1982): Thắng 3 trận vòng bảng thứ nhất, hòa 2 trận vòng bảng thứ hai và bị loại vì không đủ điểm để vào bán kết.
  -  Brasil (1986): Thắng 4 trận liên tiếp ở vòng bảng và vòng 1/8, hòa trận tứ kết và chỉ bị loại sau loạt sút luân lưu.
  -  México (1986): Thắng 2 hòa 1 ở vòng bảng, thắng vòng 1/8 và hòa ở tứ kết, bị loại sau loạt sút luân lưu.
  -  Ý (1998): Thắng 2 hòa 1 ở vòng bảng, thắng vòng 1/8 và hòa ở tứ kết, bị loại sau loạt đá luân lưu.
  -  Tây Ban Nha (2002): Thắng 3 trận vòng bảng, 2 trận hòa ở vòng đấu loại trực tiếp đều phải phân định thắng thua bằng loạt sút luận lưu (thắng ở vòng 1/8 và thua ở tứ kết.
  -  Anh và  Argentina (2006): Đều thắng 2 hòa 1 ở vòng bảng, thắng vòng 1/8 và hòa ở tứ kết, bị loại sau loạt sút luân lưu.
  -  Costa Rica (2014): Thắng 2 hòa 1 ở vòng bảng, 2 trận hòa ở vòng đấu loại trực tiếp đều phải phân định thắng thua bằng loạt sút luận lưu (thắng ở vòng 1/8 và thua ở tứ kết).
  -  Hà Lan (2022): Thắng 2 hòa 1 ở vòng bảng, thắng vòng 1/8 và hòa trận tứ kết, bị loại sau loạt đá luân lưu 11 mét.
- Đội không thua trận nào và không để lọt lưới nhưng vẫn bị loại ở vòng 1/8:  Thụy Sĩ (2006) - Thắng 2 hòa 1 ở vòng bảng, hòa ở vòng 16 đội và bị loại sau loạt đá luân lưu.
- Đội liên tiếp phải phân định thắng bại bằng bàn thắng vàng:  Sénégal (2002), họ đã đánh bại đội Thụy Điển ở vòng 1/8 bởi bàn thắng vàng trong hiệp phụ và chính họ cũng thất bại ở hiệp phụ vì bàn thắng vàng của Thổ Nhĩ Kỳ trong trận tứ kết.
- Đội lội ngược dòng giành chiến thắng với thời lượng kiểm soát bóng ít nhất:  Nhật Bản, 17,7% (trong trận thắng Tây Ban Nha tại vòng bảng World Cup 2022)[34]
- Hai đội gặp nhau nhiều nhất trong 1 giải đấu: 2 lần
  -  Ý và  Tây Ban Nha (1934 - đá chính hòa, đá lại Ý thắng)
  -  Đức và  Thụy Sĩ (1938 - đá chính hòa, đá lại Đức thua)
  -  Cuba và  România (1938 - đá chính hòa, đá lại Cuba thắng)
  -  Đức và Thổ Nhĩ Kỳ (1954 - Đức thắng cả hai trận)
  -  Ý và  Thụy Sĩ (1954 - Ý thua cả hai trận)
  -  Đức và  Hungary (1954 - vòng bảng Đức thua, chung kết Đức thắng)
  -  Bắc Ireland và  Tiệp Khắc (1958 - Tiệp Khắc thua cả hai lượt trận)
  -  Wales và  Hungary (1958 - đá chính hòa, đá thêm Xứ Wales thắng)
  -  Liên Xô và  Anh (1958 - đá chính hòa, đá thêm Anh thua)
  -  Brasil và  Thụy Điển (1994 - vòng bảng hòa, bán kết Brasil thắng)
  -  Brasil và  Thổ Nhĩ Kỳ (2002 - vòng bảng và bán kết Brasil đều thắng)
  -  Bỉ và  Anh (2018 - vòng bảng và tranh hạng ba Bỉ đều thắng)
  -  Croatia và  Maroc (2022 - vòng bảng hòa, tranh hạng ba Croatia thắng)
- Đội có nhiều trận hòa không bàn thắng nhất trong 1 giải đấu: 3 trận
  -  Tây Đức (1978): Vòng bảng thứ nhất 2 trận và vòng bảng thứ hai 1 trận.
  -  Ba Lan (1982): Vòng bảng thứ nhất 2 trận và vòng bảng thứ hai 1 trận.
- Đội có nhiều trận hòa nhất trong 1 giải đấu:  Anh (1990), 5 trận (hòa Ireland và Hà Lan ở vòng bảng, hòa Bỉ ở vòng 1/8 và Cameroon ở tứ kết nhưng đều thắng trong hiệp phụ, hòa Đức ở bán kết rồi thua trong loạt đá luân lưu).
- Những đội đã lọt vào tới bán kết ngay từ lần đầu tham dự mà không vô địch:  Hoa Kỳ (hạng ba 1930),  Serbia (hạng tư 1930), Đức (hạng ba 1934),  Áo (hạng tư 1934),  Bồ Đào Nha (hạng ba 1966),  Croatia (hạng ba 1998)

### Các chuỗi
- Vô địch ngay từ lần đầu tham dự: 2,  Uruguay (1930) và  Ý (1934).
- Vô địch liên tiếp: 2 lần,  Ý (1934–1938) và  Brasil (1958–1962).
- Lọt vào trận chung kết liên tiếp: 3 lần,  Đức (1982–1990) và  Brasil (1994–2002).
- Các đội chủ nhà liên tiếp giành chức vô địch: 2 lần 
  -  Uruguay (1930) và  Ý (1934)
  -  Đức (1974) và  Argentina (1978)
- Đội cựu vô địch liên tiếp không vượt qua vòng loại: 2 lần
  -  Anh (1974, 1978)
  -  Uruguay (1978, 1982 và 1994, 1998)
  -  Ý (2018, 2022)
- Các đội đương kim vô địch liên tiếp bị loại ở vòng bảng: 3,  Ý (2010),  Tây Ban Nha (2014) và  Đức (2018).
- Hai đội gặp nhau liên tiếp trong các trận chung kết: 2,  Đức và  Argentina (1986–1990).
- Các trận chung kết liên tiếp cả 2 đội đều ghi được bàn thắng: 13 trận (1930–1986).
- Các trận chung kết liên tiếp có ít nhất 1 đội không ghi bàn: 4 trận (1990–2002).
- Các kỳ World Cup liên tiếp có vòng knock-out phân định được thắng thua trong hai hiệp chính hoặc hiệp phụ: 5 kỳ (1962–1978).
- Các trận chung kết liên tiếp phải giải quyết bằng hiệp phụ và có cùng tỷ số 1–0: 2 trận,  Tây Ban Nha gặp  Hà Lan (2010) và  Đức gặp  Argentina (2014).
- Các đội cựu vô địch liên tiếp gặp nhau ở trận chung kết: 4 lần (1982–1994).
- Các trận chung kết liên tiếp có một đội lần đầu tham dự: 4 trận (1938–1958).
- Giành ngôi á quân liên tiếp: 2 lần
  -  Hà Lan (1974–1978)
  -  Đức (1982–1986)
- Những đội không đứng đầu bảng liên tiếp giành vị trí á quân: 3 đội
  -  Đức (xếp thứ 2 vòng bảng năm 1986)
  -  Argentina (xếp thứ 3 vòng bảng năm 1990)
  -  Ý (xếp thứ 3 vòng bảng năm 1994)
- Lọt vào bán kết liên tiếp nhiều nhất: 4,  Đức (2002–2014)
- Giành hạng ba liên tiếp: 2,  Đức (2006–2010)
- Hai đội chung bảng liên tiếp gặp nhau trong trận tranh hạng ba: 2 lần,  Bỉ và  Anh (2018) và  Croatia và  Maroc (2022).
- Liên tiếp lọt vào vòng tứ kết nhiều nhất: 8,  Đức (1986–2014) và  Brasil (1994–2022).
- Liên tiếp bị loại ở vòng knock-out bởi cùng 1 đối thủ: 3,  Argentina (đều thua  Đức các năm 2006 và 2010 ở vòng tứ kết, năm 2014 ở trận chung kết).
- Liên tiếp loại nhau ở vòng tứ kết nhiều nhất: 3,  Đức và  Nam Tư (1954–1962).
- Liên tiếp thất bại ở vòng tứ kết: 2 lần
  - Nam Tư (1954–1958)
  - Đức (1994–1998)
  - Anh (2002–2006)
  - Argentina (2006–2010)
  - Brasil (2006–2010 và 2018–2022)
- Liên tiếp thất bại ở vòng bán kết: 2 lần, Pháp (1982–1986) và Đức (2006–2010).
- Liên tiếp không vượt qua vòng bảng nhiều nhất: 5 lần,  México (1950–1966) và  Scotland (1974-–1990).
- Liên tiếp vượt qua vòng bảng nhưng bị loại ở vòng 1/8: 7 lần,  México (1994–2018).
- Hai đội liên tiếp nằm cùng bảng đấu: 3,  Argentina và  Nigeria (2010–2018).
- Ba đội liên tiếp nằm cùng bảng đấu: 2 lần
  -  Brasil,  Thụy Sĩ và  Serbia (2018–2022).
  -  Pháp,  Đan Mạch và  Úc (2018-2022).
- Đội nhì bảng liên tiếp giành chức vô địch: 3:  Đức (1974),  Argentina (1978) và  Ý (1982).
- Tham dự vòng chung kết liên tiếp: 22,  Brasil (1930–2022).
- Các kỳ World Cup liên tiếp có 2 đội phải thi đá luân lưu 11 mét tới 2 trận: 3 kỳ (2014–2022).
- Liên tiếp không phải thi đấu vòng loại: 2 lần:  Brasil (1930–1934 và 1962–1966),  Argentina (1930–1934  và 1978–1982),  Anh (1966–1970),  Tây Đức (1974–1978),  Ý (1986–1990),  Pháp (1998–2002).
- Liên tiếp nhận 1 bàn phản lưới nhà của đối thủ: 3 kỳ,  Ý (1970–1978).
- Liên tiếp nhận 2 bàn phản lưới nhà của đối thủ: 2 kỳ, Pháp (2014–2018).
- Liên tiếp phản lưới nhà qua các kỳ World Cup: 2 lần: Hà Lan (1974–1978), Tây Ban Nha (1998–2002), Bồ Đào Nha (2002–2006), Brasil (2014–2018), Nigeria (2014–2018), Maroc (2018–2022).
- Số lần liên tiếp vượt qua vòng loại[35]: 9,  Tây Ban Nha (1986–2022).
- Số lần liên tiếp không vượt qua vòng loại: 21,  Luxembourg (1934–2022).
- Chuỗi thắng liên tiếp: 11 trận,  Brasil (từ trận thắng 2-1 trước Thổ Nhĩ Kỳ (2002) tới trận thắng 3-0 trước Ghana (2006)).
- Chuỗi bất bại liên tiếp: 13 trận,  Brasil (từ trận thắng 3-0 trước Áo (1958) tới trận thắng 2-0 trước Bulgaria (1966)).
- Chuỗi bất bại dài nhất tại vòng bảng: 17 trận,  Brasil (từ sau trận thua Na Uy ở trận cuối cùng vòng bảng năm 1998 đến trước trận thua Cameroon ở lượt trận cuối vòng bảng năm 2022).
- Chuỗi thua liên tiếp: 9 trận,  México (từ trận thua 1-4 trước Pháp (1930) tới trận thua 0-3 trước Thụy Điển (1958)).
- Chuỗi không thắng liên tiếp: 17 trận,  Bulgaria (từ trận thua 0-1 trước Argentina (1962) tới trận thua 0-3 trước Nigeria (1994)).
- Chuỗi hòa liên tiếp: 5 trận,  Bỉ (từ trận hòa 0-0 trước Hà Lan (1998) tới trận hòa 1-1 trước Tunisia (2002)).
- Chuỗi trận không hòa liên tiếp: 16,  Bồ Đào Nha (từ trận thắng 3-1 trước Hungary (1966) tới trận thắng 1-0 trước Hà Lan (2006)).
- Số trận liên tiếp ghi được ít nhất một bàn: 18,  Brasil (1930–1958) và  Đức (1934–1958).
- Số trận liên tiếp ghi được ít nhất hai bàn: 11,  Uruguay (1930–1954).
- Số trận liên tiếp ghi được ít nhất ba bàn: 4,  Bồ Đào Nha (1966),  Đức (1970) và  Brasil (1970).
- Số trận liên tiếp ghi được ít nhất bốn bàn: 4,  Uruguay (1930–1950) và  Hungary (1954).
- Số trận liên tiếp ghi được ít nhất sáu / tám bàn: 2,  Hungary (1954) (8 bàn);  Brasil (1950) (6 bàn).
- Số trận liên tiếp không ghi được bàn: 5,  Bolivia (1930–1994).
- Giữ sạch lưới liên tiếp: 5 trận,  Ý (1990).
- Số trận liên tiếp bị thủng lưới ít nhất một bàn: 22,  Thụy Sĩ (1934–1994).
- Số trận liên tiếp bị thủng lưới ít nhất hai bàn: 9,  México (1930–1958).
- Số trận liên tiếp bị thủng lưới ít nhất ba bàn: 5,  México (1930–1950).
- Số trận liên tiếp bị thủng lưới ít nhất bốn bàn: 3,  Bolivia (1930–1950),  México (1930–1950).
- Số trận liên tiếp bị thủng lưới ít nhất năm / sáu / bảy bàn: 2,  Hàn Quốc (1954) (7 bàn);  Hoa Kỳ (1930–1934) (6 bàn);  Áo (1954) (5 bàn).
- Giữ sạch lưới lâu nhất: 517 phút,  Thụy Sĩ (2006–2010).

## Loạt sút luân lưu

### Thống kê chung theo liên đoàn và giải đấu
- Số trận vòng đấu loại trực tiếp phải giải quyết bằng loạt sút luân lưu: 35 trận (1 trận năm 1982, 3 trận năm 1986, 4 trận năm 1990, 3 trận năm 1994, 3 trận năm 1998, 2 trận năm 2002, 4 trận năm 2006, 2 trận năm 2010, 4 trận năm 2014, 4 trận năm 2018, 5 trận năm 2022). Tính theo giai đoạn thì 13 trận thuộc vòng 1/8, 14 trận tứ kết, 5 trận bán kết và 3 trận chung kết. Có 15 trận đội thắng cuộc không cần phải thực hiện quả đá thứ 5 và 3 trận đội thua chỉ sút được đến quả thứ 3 đã kết thúc, ngoài ra còn có 2 trường hợp các cầu thủ đôi bên phải sút đến lượt thứ 6 mới phân định thắng bại. Có 19 trận đội đá trước giành chiến thắng trong loạt đá luân lưu.
- Tổng số đội tuyển tham gia loạt sút luân lưu: 31 đội (châu Á 2 đội, châu Phi 2 đội, Bắc Mỹ 2 đội, Nam Mỹ 6 đội và châu Âu 19 đội). Tổng cộng đã diễn ra 13 trận nội bộ châu Âu, 1 trận nội bộ Nam Mỹ, 21 trận còn lại giữa đại diện của hai liên đoàn châu lục khác nhau. Số lần phải thi đá luân lưu của các đội như sau: 1 đội 7 lần, 3 đội 5 lần, 5 đội 4 lần, 6 đội 2 lần và 16 đội 1 lần.
- Tổng số những cú sút luân lưu được thực hiện: 312 (trong đó 218 quả làm rung lưới đối phương, 72 quả bị thủ môn cản phá, còn lại không sút chệch khung thành thì cũng bị xà ngang hoặc cột dọc từ chối). Xét theo tổng số lượt đá của cả 2 bên thì có 2 trận cần tới 12 cú sút mới kết thúc, 12 trận 10 cú sút, 11 trận 9 cú sút và 7 trận 8 cú sút, 3 trận còn lại tới cú sút thứ 7 đã xác định được đội chiến thắng.
- Tổng số cầu thủ tham gia sút phạt 11 mét: 273 người (trong đó có 3 cầu thủ đá 3 quả, 33 cầu thủ đá 2 quả, 237 cầu thủ đá 1 quả). Về số quả luân lưu mà các cầu thủ đá hỏng tính theo thứ tự thực hiện thì có 19 quả đầu tiên, 18 quả thứ 2, 20 quả thứ 3, 22 quả thứ 4, 13 quả thứ 5 và 2 quả thứ 6.
- Tổng số thủ môn tham gia cản phá luân lưu 11 mét: 59 người (trong đó 11 thủ môn bắt 2 loạt và 48 thủ môn bắt 1 loạt). Số quả luân lưu các thủ môn đã cản phá theo thứ tự lượt sút: 14 quả đầu tiên, 13 quả thứ 2, 16 quả thứ 3, 16 quả thứ 4, 8 quả thứ 5 và 1 quả thứ 6. Xét theo số quả bị cản phá thì có 4 người cản được 4 quả, 3 người cản được 3 quả, 13 người cản được 2 quả, 24 người cản được 1 quả và 15 người không cản được quả nào.
- Tỷ số các trận đấu trước loạt đá luân lưu: 2 trận hòa 3–3, 4 trận hòa 2–2, 17 trận hòa 1–1 và 12 trận kết thúc không bàn thắng nào được ghi. Trong đó: 
  - 10 trận đội dẫn bàn trước bị đối thủ gỡ hòa nhưng vẫn giành chiến thắng chung cuộc;
  - 9 trận đội bị dẫn bàn tuy đã gỡ hòa nhưng cuối cùng lại thất bại;
  - 3 trận đội bị dẫn trước gỡ hòa rồi dẫn bàn lại nhưng chung cuộc vẫn thua;
  - 1 trận đội bị dẫn bàn gỡ hòa rồi dẫn trước lại đối thủ và cuối cùng là đội đi tiếp.
- Tỷ số các loạt sút luân lưu: 4 trận tỷ số 5–4, 3 trận tỷ số 5–3, 9 trận tỷ số 4–3, 6 trận tỷ số 4–2, 1 trận tỷ số 4–1, 5 trận tỷ số 3–2, 3 trận tỷ số 3–1 và 2 trận tỷ số 3–0.
- Số trận đối đầu giữa châu Âu và Nam Mỹ: 12 trận (Nam Mỹ thua 4 trận, châu Âu thua 8 trận), trong đó Nam Mỹ đều thắng trong 2 trận chung kết.
  -  Pháp thắng  Brasil (1986)
  -  Argentina thắng  Nam Tư (1990)
  -  Argentina thắng  Ý (1990)
  -  Brasil thắng  Ý (1994)
  -  Argentina thắng  Anh (1998)
  -  Brasil thắng  Hà Lan (1998)
  -  Đức thắng  Argentina (2006)
  -  Argentina thắng  Hà Lan (2014)
  -  Anh thắng  Colombia (2018)
  -  Croatia thắng  Brasil (2022)
  -  Argentina thắng  Hà Lan (2022)
  -  Argentina thắng  Pháp (2022)
- Số trận đối đầu giữa châu Âu và Bắc Mỹ: 4 trận (châu Âu thắng 3, Bắc Mỹ thắng 1)
  -  Đức thắng  México (1986)
  -  Bulgaria thắng  México (1994)
  -  Costa Rica thắng  Hy Lạp (2014)
  -  Hà Lan thắng  Costa Rica (2014)
- Số trận đối đầu giữa châu Âu và châu Á: 2 trận (mỗi bên đều thắng 1 trận)
  -  Hàn Quốc thắng  Tây Ban Nha (2002)
  -  Croatia thắng  Nhật Bản (2022)
- Số trận đối đầu giữa châu Âu và châu Phi: 1 trận (châu Phi thắng)
  -  Maroc thắng  Tây Ban Nha (2022)
- Số trận đối đầu giữa châu Phi và Nam Mỹ: 1 trận (Nam Mỹ thắng)
  -  Uruguay thắng  Ghana (2010)
- Số trận đối đầu giữa châu Á và Nam Mỹ: 1 trận (Nam Mỹ thắng)
  -  Paraguay thắng  Nhật Bản (2010)
- Vòng chung kết có nhiều trận phải giải quyết bằng đá luân lưu nhất: 5 trận năm 2022
  -  Croatia gặp  Nhật Bản (vòng 1/8)
  -  Maroc gặp  Tây Ban Nha (vòng 1/8)
  -  Croatia gặp  Brasil (tứ kết)
  -  Argentina gặp  Hà Lan (tứ kết)
  -  Argentina gặp  Pháp (chung kết)
- Vòng chung kết có ít trận phải thi đấu luân lưu nhất: 0 trận năm 1978 (lần đầu tiên thể thức đá luân lưu được áp dụng, tuy nhiên cả giải chỉ có 2 trận vòng knock-out và đều đã được giải quyết trước khi đến loạt đá 11 mét).
- Vòng chung kết duy nhất không có đội châu Âu nào phải thi đấu luân lưu 11 mét: 2010, có 2 trận thì 2 đội Nam Mỹ đấu với 1 đội châu Á và 1 đội châu Phi.
- Vòng chung kết duy nhất tất cả các đội thi đấu đều là tân binh của những loạt sút luân lưu: 2010, cả 4 đội đều có lần đầu tham dự thể thức này (trừ năm 1982 Pháp và Đức là 2 đội khai màn).
- Vòng chung kết tất cả các đội đá luân lưu trước đều giành chiến thắng: 3 (1998, 2006, 2010).
- Vòng chung kết duy nhất tất cả các đội đá luân lưu sau đều giành chiến thắng: 2018.

### Thống kê theo đội tuyển và trận đấu
- Đội duy nhất phải thi đá luân lưu ở tất cả các giai đoạn của vòng knock-out: 
  -  Argentina (vòng 1/8 năm 1998; tứ kết các năm 1990, 2006, 2022; bán kết các năm 1990, 2014; chung kết năm 2022).
- Những đội chủ nhà phải thi đấu luân lưu 11 mét: 7 đội
  -  México (1986) thua
  -  Ý (1990) thua
  -  Pháp (1998) thắng
  -  Hàn Quốc (2002) thắng
  -  Đức (2006) thắng
  -  Brasil (2014) thắng
  -  Nga (2018) thắng 1 trận thua 1 trận
- Những đội đương kim vô địch phải thi đá luân lưu 11 mét: 3 đội
  -  Argentina (1990) thắng 2 trận liên tiếp
  -  Brasil (1998) thắng
  -  Pháp (2022) thua
- Đội phải phân định thắng thua trên chấm luân lưu nhiều nhất ở các trận chung kết: 2 lần
  -  Ý (1994, 2006) - thắng 1 trận và thua 1 trận
  -  Pháp (2006, 2022) - thua cả 2 trận
- Đội sút luân lưu cân bằng nhất ở các trận chung kết: 1 thắng 1 thua 
  -  Ý (thua Brasil năm 1994 và thắng Pháp năm 2006)
- Đội thua tuyệt đối trên chấm luân lưu ở các trận chung kết: 2/2 lần 
  -  Pháp (thua Ý năm 2006 và thua Argentina năm 2022)
- Đội phải phân định thắng thua bằng loạt đá luân lưu nhiều nhất ở vòng bán kết: 2 lần
  -  Đức (thắng Pháp năm 1982 và thắng Anh năm 1990)
  -  Argentina (thắng Ý năm 1990 và thắng Hà Lan năm 2014)
  -  Hà Lan (thua Brasil năm 1998 và thua Argentina năm 2014)
- Đội thắng tuyệt đối trên chấm luân lưu ở vòng bán kết: 2/2 lần
  -  Đức (1982,1990)
  -  Argentina (1990, 2014)
- Đội thua tuyệt đối trên chấm luân lưu ở vòng bán kết: 2/2 lần
  -  Hà Lan (1998, 2014)
- Đội phải phân định thắng thua bằng loạt đá luân lưu nhiều nhất ở vòng tứ kết: 3 lần 
  -  Argentina (năm 1990 thắng Nam Tư, năm 2006 thua Đức và năm 2022 thắng Hà Lan).
- Đội thắng tuyệt đối trên chấm luân lưu ở vòng tứ kết: 2/2 lần
  -  Đức (1986, 2006)
  -  Pháp (1986, 1998)
  -  Croatia (2018, 2022)
- Đội thua tuyệt đối trên chấm luân lưu ở vòng tứ kết: 2/2 lần
  -  Brasil (1986, 2022)
  -  Tây Ban Nha (1986, 2002)
- Đội có thành tích đá luân lưu cân bằng nhất ở vòng tứ kết: 1 thắng 1 thua
  -  Hà Lan (thắng Costa Rica năm 2014, thua Argentina năm 2022).
- Đội phải phân định thắng thua trên chấm luân lưu nhiều nhất ở vòng 1/8: 3 lần
  -  Tây Ban Nha (2002, 2018, 2022)
- Đội thắng tuyệt đối trên chấm luân lưu ở vòng 1/8: 2/2 lần
  -  Croatia (năm 2018 thắng Nga và năm 2022 thắng Nhật Bản).
- Đội thua tuyệt đối trên chấm luân lưu ở vòng 1/8: 2/2 lần
  -  Nhật Bản (năm 2010 thua Paraguay và năm 2022 thua Croatia).
- Đội có thành tích đá luân lưu cân bằng nhất ở vòng 1/8: 1 thắng 1 thua
  -  Cộng hòa Ireland (năm 1990 thắng Romania, năm 2002 thua Tây Ban Nha).
- Hai đội phải loại nhau bằng loạt đá luân lưu nhiều lần nhất: 2 lần
  -  Pháp và  Ý (1998 Pháp thắng, 2006 Ý thắng)
  -  Argentina và  Hà Lan (2014, 2022 Argentina đều thắng)
- Đội thắng liên tiếp tại vòng knock-out đều bằng những loạt sút luân lưu trong một kỳ World Cup: 2 trận
  -  Argentina (thắng  Nam Tư ở tứ kết và  Ý ở bán kết năm 1990).
  -  Croatia (thắng  Đan Mạch ở vòng 16 đội và  Nga ở tứ kết năm 2018).
  -  Croatia (thắng Nhật Bản ở vòng 16 đội và Brasil ở tứ kết năm 2022).
- Đội liên tiếp thi đá luân lưu tại vòng knock-out có thành tích cân bằng nhất: 1 thắng 1 thua
  -  Tây Ban Nha (thắng  Cộng hòa Ireland, thua  Hàn Quốc năm 2002).
  -  Costa Rica (thắng  Hy Lạp, thua  Hà Lan năm 2002).
  -  Hà Lan (thắng  Costa Rica, thua  Argentina năm 2014).
  -  Nga (thắng  Tây Ban Nha, thua  Croatia năm 2018).
- Đội phải thi đấu luân lưu 2 trận trong một kỳ World Cup nhiều lần nhất: 2 lần
  -  Argentina (1990, 2022)
  -  Croatia (2018, 2022)
- Đội duy nhất thắng 2 trận liên tiếp trong hai giải đấu liên tiếp đều bằng loạt sút luân lưu:
  -  Croatia (2018–2022)
- Đội phải giải quyết thắng thua bằng loạt đá luân lưu nhiều nhất: 7 lần
  -  Argentina (2 lần năm 1990, 1 lần năm 1998, 1 lần năm 2006, 1 lần năm 2014 và 2 lần năm 2022).
- Đội phải giải quyết thắng thua bằng loạt đá luân lưu ít nhất: 1 lần
  -  Bỉ (1986) thắng
  -  Nam Tư (1990) thua
  -  Bulgaria (1994) thắng
  -  Thụy Điển (1994) thắng
  -  Hàn Quốc (2002) thắng
  -  Ukraina (2006) thắng
  -  Thụy Sĩ (2006) thua
  -  Bồ Đào Nha (2006) thắng
  -  Paraguay (2010) thắng
  -  Uruguay (2010) thắng
  -  Ghana (2010) thua
  -  Chile (2014) thua
  -  Hy Lạp (2014) thua
  -  Đan Mạch (2018) thua
  -  Colombia (2018) thua
  -  Maroc (2022) thắng
- Đội thắng nhiều nhất trong các loạt sút luân lưu: 6 trận
  -  Argentina (thắng Nam Tư ở tứ kết năm 1990, thắng Ý ở bán kết năm 1990, thắng Anh ở vòng 1/8 năm 1998, thắng Hà Lan ở bán kết năm 2014, thắng Hà Lan ở tứ kết năm 2022, thắng Pháp ở chung kết năm 2022).
- Đội thua nhiều nhất trong các loạt sút luân lưu: 4 trận
  -  Tây Ban Nha (thua Bỉ ở tứ kết năm 1986, thua Hàn Quốc ở tứ kết năm 2002, thua Nga ở vòng 1/8 năm 2018, thua Maroc ở vòng 1/8 năm 2022).
- Đội thắng liên tiếp trong các loạt sút luân lưu mà họ tham dự: 
  - 4 trận:
    -  Đức (thắng Pháp năm 1982, thắng Mexico năm 1986, thắng Anh năm 1990 và thắng Argentina năm 2006).
    -  Croatia (thắng Đan Mạch và Nga năm 2018, thắng Nhật và Brasil ở năm 2022).

  - 3 trận:
    -  Argentina (thắng Nam Tư và Ý năm 1990, thắng Anh năm 1998).
    -  Brasil (thắng Ý năm 1994, thắng Hà Lan năm 1998 và thắng Chile năm 2014).
    -  Argentina (thắng Hà Lan năm 2014, thắng Hà Lan và Pháp năm 2022).

  - 2 trận:
    -  Pháp (thắng Brasil năm 1986 và thắng Ý năm 1998)
- Đội thua liên tiếp trong các loạt sút luân lưu mà họ tham dự: 
  - 3 trận:
    -  Ý (năm 1990 thua Argentina, năm 1994 thua Brasil và năm 1998 thua Pháp).
    -  Anh (năm 1990 thua Đức, năm 1998 thua Argentina, năm 2006 thua Bồ Đào Nha).
    -  Tây Ban Nha (năm 2002 thua Hàn Quốc, năm 2018 thua Nga, năm 2022 thua Maroc).

  - 2 trận:
    -  México (thua Đức năm 1986 và thua Bulgaria năm 1994).
    -  România (thua Ireland năm 1990 và thua Thụy Điển ở năm 1994).
    -  Pháp (thua Ý năm 2006 và thua Argentina năm 2022).
    -  Nhật Bản (thua Paraguay năm 2010 và thua Croatia năm 2022).
- Đội liên tiếp phải đá luân lưu qua mỗi giải đấu:
  -  Pháp (1982–1986)
  -  Tây Đức (1982–1986–1990)
  -  Ý (1990–1994–1998)
  -  România (1990–1994)
  -  Brasil (1994–1998)
  -  Tây Ban Nha (2018–2022)
  -  Croatia (2018–2022)
- Đội phải cách một giải đấu mới có trận cần đá luân lưu:
  -  México (1986–1994)
  -  Brasil (1986–1994 & 2014–2022)
  -  Argentina (1990–1998–2006–2014–2022)
  -  Anh (1990–1998–2006)
  -  Pháp (1998–2006)
  -  Ý (1998–2006)
  -  Hà Lan (2014–2022)
- Đội phải cách hai giải đấu mới có trận cần đá luân lưu:
  -  Pháp (1986–1998)
  -  Cộng hòa Ireland (1990–2002)
  -  Anh (2006–2018)
  -  Nhật Bản (2010–2022)
- Đội phải cách ba giải đấu mới có trận cần đá luân lưu:
  -  Tây Ban Nha (1986–2002–2018)
  -  Đức (1990–2006)
  -  Hà Lan (1998–2014)
  -  Brasil (1998–2014)
  -  Pháp (2006–2022)
- Đội thắng tuyệt đối trong các loạt sút luân lưu: 2 đội (đều thắng 4/4 trận)
  -  Đức (thắng Pháp năm 1982, thắng Mexico năm 1986, thắng Anh năm 1990 và thắng Argentina năm 2006).
  -  Croatia (thắng Đan Mạch và Nga năm 2018, thắng Nhật và Brasil ở năm 2022).
- Đội thua tuyệt đối trong các loạt sút luân lưu: 3 đội (đều thua 2/2 trận)
  -  México (thua Đức ở tứ kết năm 1986 và thua Bulgaria ở vòng 1/8 năm 1994).
  -  România (thua Ireland ở vòng 1/8 năm 1990 và thua Thụy Điển ở tứ kết năm 1994).
  -  Nhật Bản (thua Paraguay ở vòng 1/8 năm 2010 và thua Croatia ở vòng 1/8 năm 2022).
- Những đội có thành tích sút luân lưu 11 mét kém nhất: 4 đội 
  -  Tây Ban Nha (thua 4/5 trận)
  -  Ý (thua 3/4 trận)
  -  Anh (thua 3/4 trận)
  -  Hà Lan (thua 3/4 trận)
- Những đội có thành tích sút luân lưu 11 mét cân bằng nhất: 1 thắng 1 thua
  -  Cộng hòa Ireland (năm 1990 thắng Romania ở vòng 1/8, năm 2002 thua Tây Ban Nha ở vòng 1/8).
  -  Costa Rica (năm 2014 thắng Hy Lạp ớ vòng 1/8 và thua Hà Lan ở tứ kết).
  -  Nga (năm 2018 thắng Tây Ban Nha ở vòng 1/8 và thua Croatia ở tứ kết).
- Những loạt sút luân lưu dài nhất: 2 loạt (mỗi đội phải đá 6 lượt, tổng cộng 12 lượt sút)[36]
  -  Đức và  Pháp, bán kết năm 1982.
  -  Thụy Điển và  România, tứ kết năm 1994.
- Những loạt sút luân lưu ngắn nhất: 3 loạt (đều phân thắng bại sau cú sút thứ 7)
  -  Đức và  México, tứ kết năm 1986
  -  Ukraina và  Thụy Sĩ , vòng 1/8 năm 2006
  -  Maroc và  Tây Ban Nha, vòng 1/8 năm 2022
- Đội giành chiến thắng khi chỉ sút đến quả luân lưu thứ 4: 15 đội
  - 3 lần: 2 đội
    -  Đức (thắng Mexico 1986, thắng Anh năm 1990 và thắng Argentina năm 2006).
    -  Argentina (thắng Ý năm 1990, thắng Hà Lan năm 2014 và thắng Pháp năm 2022).

  - 2 lần: 2 đội
    -  Brasil (thắng Ý năm 1994, thắng Hà Lan năm 1998).
    -  Croatia (thắng Nhật Bản và Brazil cùng năm 2022).

  - 1 lần: 5 đội
    -  Bulgaria (thắng Mexico năm 1994)
    -  Ukraina (thắng Thụy Sĩ năm 2006)
    -  Hà Lan (thắng Costa Rica năm 2014)
    -  Nga (thắng Tây Ban Nha năm 2018)
    -  Maroc (thắng Tây Ban Nha năm 2022)
- Đội để thua nhiều lần nhất khi đối thủ mới sút đến quả luân lưu thứ 4: 2 lần
  -  México (thua Đức năm 1986 và thua Bulgaria năm 1994).
  -  Ý (thua Argentina năm 1990 và thua Brazil năm 1994).
  -  Hà Lan (thua Brazil năm 1998 và thua Argentina năm 2014).
  -  Tây Ban Nha (thua Nga năm 2018 và thua Maroc năm 2022).
- Đội phải dừng bước nhiều nhất khi mới sút đến quả luân lưu thứ 4: 2 lần
  -  Hà Lan (1998, 2014)
  -  Pháp (2006, 2022)
  -  Nhật Bản (2010, 2022)
- Đội thua tuyệt đối khi mới sút đến quả luân lưu thứ 4: 2/2 lần
  -  Nhật Bản (2010, 2022)
- Đội phải sút đến quả thứ 6 mới phân định thắng bại: 4 đội
  -  Đức (trận thắng Pháp năm 1982)
  -  Pháp (trận thua Đức năm 1982)
  -  Thụy Điển (trận thắng Romania năm 1994)
  -  România (trận thua Thụy Điển năm 1994)
- Đội giành chiến thắng với số cú sút luân lưu trúng đích ít nhất: 3 quả
  -  Bulgaria (thắng Mexico năm 1994)
  -  Brasil (thắng Ý năm 1994)
  -  Tây Ban Nha (thắng Ireland năm 2002)
  -  Ukraina (thắng Thụy Sĩ năm 2006)
  -  Bồ Đào Nha (thắng Anh năm 2006)
  -  Brasil (thắng Chile năm 2014)
  -  Croatia (thắng Đan Mạch năm 2018)
  -  Croatia (thắng Nhật Bản năm 2022)
  -  Maroc (thắng Tây Ban Nha năm 2022)
- Đội giành chiến thắng với số cú sút luân lưu trúng đích nhiều nhất: 5 quả
  -  Đức (thắng Pháp năm 1982)
  -  Bỉ (thắng Tây Ban Nha năm 1986)
  -  Cộng hòa Ireland (thắng Romania năm 1990)
  -  Thụy Điển (thắng Romania năm 1994)
  -  Hàn Quốc (thắng Tây Ban Nha năm 2002)
  -  Ý (thắng Pháp năm 2006)
  -  Paraguay (thắng Nhật Bản năm 2010)
  -  Costa Rica (thắng Hy Lạp năm 2014)
- Đội sút luân lưu chính xác tuyệt đối trong một trận đấu:
  - 5/5 quả:
    -  Bỉ (thắng Tây Ban Nha năm 1986)
    -  Cộng hòa Ireland (thắng Romania năm 1990)
    -  Hàn Quốc (thắng Tây Ban Nha năm 2002)
    -  Ý (thắng Pháp năm 2006)
    -  Paraguay (thắng Nhật Bản năm 2010)
    -  Costa Rica (thắng Hy Lạp năm 2014)

  - 4/4 quả:
    -  Đức (thắng Mexico năm 1986)
    -  Argentina (thắng Ý năm 1990)
    -  Đức (thắng Anh năm 1990)
    -  Brasil (thắng Hà Lan năm 1998)
    -  Đức (thắng Argentina năm 2006)
    -  Hà Lan (thắng Costa Rica năm 2014)
    -  Argentina (thắng Hà Lan năm 2014)
    -  Nga (thắng Tây Ban Nha năm 2018)
    -  Croatia (thắng Brazil năm 2022)
    -  Argentina (thắng Pháp năm 2022)
- Đội thất bại sút trúng đích nhiều nhất trong 1 trận đấu: 4 quả
  -  Pháp (thua Đức năm 1982)
  -  Tây Ban Nha (thua Bỉ năm 1986)
  -  România (thua Ireland năm 1990)
  -  România (thua Thụy Điển năm 1994)
- Đội thất bại sút trúng đích ít nhất trong 1 trận đấu: 1 quả
  -  México (thua Bulgaria năm 1994)
- Đội toàn thua có hiệu suất sút 11 mét tốt nhất: 8 quả/11 cú sút
  -  România (trong 2 lần phải giải quyết trận đấu trên chấm phạt đền, Romania đã sút trúng đích 8 quả và chỉ đá hỏng 3 quả).
- Đội toàn thắng có hiệu suất sút 11 mét tốt nhất: 17 quả/18 cú sút
  -  Đức (trong 4 lần phải giải quyết trận đấu trên chấm phạt đền, Đức đã thực hiện thành công 17 quả và chỉ đá hỏng đúng 1 quả).[37]
- Đội toàn bại có hiệu suất sút 11 kém nhất: 5 quả/7 cú sút
  -  México (trong 2 lần phải giải quyết trận đấu trên chấm phạt đền, Mexico chỉ sút đến lượt thứ 3 trận gặp Đức và lượt thứ 4 trận gặp Bulgaria đã thua, họ đá trượt 5 quả trên tổng số 7 cú sút).
- Đội sút luân lưu 11 mét kém hiệu quả nhất trong 1 trận đấu: 3 đội[38]
  -  México năm 1994 (đá hỏng 3 lượt sút đầu tiên, nhưng được đá thêm quả thứ 4 trúng đích vì cầu thủ sút đầu tiên của đội Bulgaria đá sau đã sút trượt).
  -  Thụy Sĩ năm 2006 (đá hỏng cả 3 lượt sút đầu tiên).
  -  Tây Ban Nha năm 2022 (đá hỏng cả 3 lượt sút đầu tiên).
- Đội thua ngay khi mới sút đến quả thứ ba: 3 đội
  -  México năm 1986 (sút 3 quả vào 1 hỏng 2, nhưng do Đức đá trước sút vào cả 4 quả nên không phải đá tiếp quả thứ 4).
  -  Thụy Sĩ năm 2006 (thua ngay sau 3 lượt sút đầu tiên).
  -  Tây Ban Nha năm 2022 (thua ngay sau 3 lượt sút đầu tiên).
- Đội sút luân lưu hỏng nhiều nhất trong 1 trận đấu: 3 quả
  -  Nam Tư (1990) - quả thứ 1, 4, 5.
  -  México (1994) - quả thứ 1, 2, 3.
  -  Ý (1994) - quả thứ 1, 4, 5.
  -  Cộng hòa Ireland (2002) - quả thứ 2, 3, 4.
  -  Thụy Sĩ (2006) - quả thứ 1, 2, 3.
  -  Anh (2006) - quả thứ 1, 3, 4.
  -  Chile (2014) - quả thứ 1, 2, 5.
  -  Đan Mạch (2018) - quả thứ 1, 2, 5.
  -  Nhật Bản (2022) - quả thứ 1, 2, 4.
  -  Tây Ban Nha (2022) - quả thứ 1, 2, 3.
- Đội sút luân lưu hỏng ít nhất trong 1 trận đấu: 1 quả (có 14 đội giành chiến thắng và 6 đội thất bại)
  -  Đức (1982) - quả thứ 3.
  -  Tây Ban Nha (1986) - quả thứ 2.
  -  Pháp (1986) - quả thứ 4.
  -  România (1990) - quả thứ 5.
  -  Thụy Điển (1994) - quả đầu tiên.
  -  Bulgaria (1994) - quả đầu tiên.
  -  Brasil (1994) - quả đầu tiên.
  -  Argentina (1998) - quả thứ 2.
  -  Pháp (1998) - quả thứ 2.
  -  Tây Ban Nha (2002) - quả thứ 4 trận thua Hàn Quốc.
  -  Ukraina (2006) - quả đầu tiên.
  -  Pháp (2006) - quả thứ 2.
  -  Nhật Bản (2010) - quả thứ 3.
  -  Uruguay (2010) - quả thứ 4.
  -  Hy Lạp (2014) - quả thứ 4.
  -  Anh (2018) - quả thứ 3.
  -  Croatia (2018) - quả thứ 2 trận thắng Nga.
  -  Croatia (2022) - quả thứ 3 trận thắng Nhật Bản.
  -  Maroc (2022) - quả thứ 3.
  -  Argentina (2022) quả thứ 4 trận thắng Hà Lan.
- Đội sút hỏng luân lưu nhiều nhất: 9 quả 
  -  Tây Ban Nha (1 quả năm 1986, 3 quả năm 2002, 2 quả năm 2018 và 3 quả năm 2022).
- Đội có tỷ lệ sút luân lưu hỏng nhiều nhất: 2 đội
  -  Anh (8 quả/4 trận)
  -  Nhật Bản (4 quả/2 trận)
- Đội có thủ môn cản được nhiều cú sút luân lưu nhất trong 1 trận đấu: 3 quả
  -  Bồ Đào Nha (trận gặp Anh năm 2006)
  -  Croatia (trận gặp Đan Mạch năm 2018)
  -  Croatia (trận gặp Nhật năm 2022)
- Đội có thủ môn cản được nhiều cú sút luân lưu nhất trong 1 giải đấu: 4 quả
  -  Argentina (2 quả trận thắng Nam Tư và 2 quả trận thắng Ý năm 1990)
  -  Croatia (3 quả trận thắng Đan Mạch và 1 quả trận thắng Nga năm 2018)
  -  Croatia (3 quả trận thắng Nhật và 1 quả trận thắng Brasil năm 2022)
- Đội có hiệu suất thủ môn cản phá cú sút luân lưu tốt nhất: 8 quả/4 trận
  -  Croatia (3 quả trận gặp Đan Mạch và 1 quả trận gặp Nga năm 2018, 3 quả trận gặp Nhật Bản và 1 quả trận gặp Brazil năm 2022).
- Đội có hiệu suất cản luân lưu 11 mét kém nhất: 
  -  Tây Ban Nha (2 quả/5 trận)
  -  Anh (1 quả/4 trận)
- Đội cản được nhiều cú sút luân lưu nhất: 11 quả
  -  Argentina (4 quả năm 1990, 2 quả năm 1998, 2 quả năm 2014 và 3 quả năm 2022).
- Đội bị thủ môn đối phương cản nhiều cú sút luân lưu nhất: 7 quả 
  -  Anh (1 quả năm 1990, 2 quả năm 1998, 3 quả năm 2006, 1 quả năm 2018).
- Đội có tất cả các cú sút hỏng đều bị thủ môn đối phương cản phá: 
  - 6/6 quả: 
    -  Hà Lan (2 quả năm 1998, 2 quả năm 2014 và 2 quả năm 2002).

  - 4/4 quả: 
    -  Croatia (3 quả năm 2018 và 1 quả năm 2022).

  - 3/3 quả: 
    -  România (1 quả năm 1990 và 2 quả năm 1994).
- Đội có tất cả các cú sút hỏng đều bị thủ môn đối phương cản phá trong một trận đấu: 
  - 3/3 quả:
    -  Anh (2006)
    -  Đan Mạch (2018)
    -  Nhật Bản (2022)

  - 2/2 quả:
    -  Pháp (1982)
    -  México (1986)
    -  Ý (1990)
    -  Anh (1998)
    -  Argentina (2006)
    -  Ghana (2010)
    -  Costa Rica (2014) trận thua Hà Lan
    -  Tây Ban Nha (2018)

  - 1/1 quả:
    -  Tây Đức (1982)
    -  Tây Ban Nha (1986)
    -  Bulgaria (1994)
    -  Argentina (1998)
    -  Tây Ban Nha (2002) trận thua Hàn Quốc
    -  Ukraina (2006)
    -  Hy Lạp (2014)
    -  Nhật Bản (2022)
    -  Maroc (2022)
- Đội có tất cả các cú sút hỏng đều không do thủ môn ngăn cản trong một trận đấu: 
  - 2 quả:
    -  Tây Ban Nha (2002) trận thắng Ireland
    -  Bồ Đào Nha (2006)

  - 1 quả:
    -  Thụy Điển (1994)
    -  Uruguay (2010)
- Trận đấu có nhiều cú sút luân lưu bị thủ môn cản phá nhất: 5 quả 
  -  Croatia và  Đan Mạch, vòng 1/8 năm 2018 (thủ môn Croatia cản được 3 quả, thủ môn Đan Mạch cản được 2 quả)
- Trận đấu cầu thủ cả 2 đội đều sút hỏng quả luân lưu đầu tiên: 4 trận
  -  Bulgaria và  México, vòng 1/8 năm 1994 (Alberto García Aspe của Mexico và Krasimir Balakov của Bulgaria)
  -  Brasil và  Ý, trận chung kết năm 1994 (Franco Baresi của Ý và Márcio Roberto dos Santos của Brasil)
  -  Ukraina và  Thụy Sĩ, vòng 1/8 năm 2006 (Andriy Shevchenko của Ukraine và Marco Streller của Thụy Sĩ)
  -  Croatia và  Đan Mạch, vòng 1/8 năm 2018 (Christian Eriksen của Đan Mạch và Milan Badelj của Croatia)
- Đội duy nhất đá hỏng quả luân lưu đầu tiên khi đối thủ đá trúng nhưng vẫn giành thắng lợi chung cuộc:  Thụy Điển (thắng Romania năm 1994)[h]
- Đội thất bại chung cuộc khi đá hỏng quả luân lưu đầu tiên: 10 đội[i]
  -  Brasil (1986)
  -  Nam Tư (1990)
  -  Anh (2006)
  -  Chile (2014)
  -  Hà Lan (2014)
  -  Nga (2018)
  -  Nhật Bản (2022)
  -  Tây Ban Nha (2022)
  -  Brasil (2022)
  -  Hà Lan (2022)
- Đội sút trượt quả luân lưu đầu tiên nhiều nhất: 3 lần
  -  Brasil (1986, 1994, 2022)
- Đội sút trượt quả luân lưu thứ 2 nhiều nhất: 3 lần
  -  Pháp (1998, 2006, 2022)
- Đội sút trượt quả luân lưu thứ 3 nhiều nhất: 3 lần
  -  Tây Ban Nha (2002, 2018, 2022)
- Đội sút trượt quả luân lưu thứ 4 nhiều nhất: 3  lần
  -  Argentina (1990, 2006, 2022)
- Đội sút trượt quả luân lưu thứ 5 nhiều nhất: 3 lần
  -  Ý (1990, 1994, 1998)
- Đội đá hỏng 2 quả luân lưu nhiều lần nhất trong 1 loạt sút: 3 lần
  -  Brasil (1986, 2014, 2022)
  -  Hà Lan (1998, 2014, 2022)
- Những trận tất cả các cú sút hỏng đều do thủ môn cản phá: 15 trận
  - 5/5 quả: 1 trận
    -  Croatia thắng  Đan Mạch năm 2018.

  - 4/4 quả: 1 trận
    -  Croatia thắng  Nhật Bản năm 2022.

  - 3/3 quả: 2 trận
    -  Đức thắng  Pháp năm 1982.
    -  Argentina thắng  Anh năm 1998.

  - 2/2 quả: 7 trận
    -  Đức thắng  México năm 1986.
    -  Argentina thắng  Ý năm 1990.
    -  Brasil thắng  Hà Lan năm 1998.
    -  Đức thắng  Argentina năm 2006.
    -  Hà Lan thắng  Costa Rica năm 2014.
    -  Argentina thắng  Hà Lan năm 2014.
    -  Nga thắng  Tây Ban Nha năm 2018.

  - 1/1 quả: 4 trận
    -  Bỉ thắng  Tây Ban Nha năm 1986.
    -  Cộng hòa Ireland thắng  România năm 1990.
    -  Hàn Quốc thắng  Tây Ban Nha năm 2002.
    -  Costa Rica thắng  Hy Lạp 2014.
- Những loạt đá luân lưu có nhiều cầu thủ sút hỏng nhất: 5 loạt (tất cả đều có 5 quả đá hỏng, đội thắng hỏng 2 quả còn đội thua hỏng 3 quả):
  -  Argentina và  Nam Tư (1990) thủ môn đẩy 3.
  -  Tây Ban Nha và  Cộng hòa Ireland (2002) thủ môn đẩy 2.
  -  Bồ Đào Nha và  Anh (2006) thủ môn đẩy 3.
  -  Brasil và  Chile (2014) thủ môn đẩy 3.
  -  Croatia và  Đan Mạch (2018) thủ môn đẩy 5.
- Những loạt đá luân lưu có ít cầu thủ sút hỏng nhất: 6 loạt (chỉ duy nhất đội thua cuộc đá hỏng 1 quả, còn lại đều trúng đích) 
  -  Tây Ban Nha và  Bỉ (1986)
  -  Cộng hòa Ireland và  România (1990)
  -  Tây Ban Nha và  Hàn Quốc (2002)
  -  Ý và  Pháp (2006)
  -  Paraguay và  Nhật Bản (2010)
  -  Costa Rica và  Hy Lạp (2014)
- Những loạt đá luân lưu thủ môn không cản được quả nào: 2 loạt (đều có 8/9 quả sút trúng đích, chỉ duy nhất 1 quả cầu thủ đội thua sút bật xà ngang văng ra ngoài khung thành)
  -  Ý &  Pháp (2006)
  -  Paraguay &  Nhật Bản (2010)
- Đội có nhiều cầu thủ sút luân lưu hỏng nhất không do thủ môn cản phá trong một trận đấu: 2 quả
  -  Ý (trận thua Brazil ở chung kết 1994).
  -  Tây Ban Nha (trận thắng Ireland ở vòng 1/8 năm 2002).
  -  Bồ Đào Nha (trận thắng Anh ở tứ kết năm 2006).
- Đội có nhiều cầu thủ sút hỏng nhất không do thủ môn cản phá qua các kỳ World Cup: 3 quả 
  -  Pháp (1 quả năm 1986, 1 quả năm 2006 và 1 quả năm 2022).
  -  Brasil (1 quả năm 1986, 1 quả năm 2014 và 1 quả năm 2022).
  -  Ý (2 quả năm 1994 và 1 quả năm 1998).
  -  Tây Ban Nha (2 quả năm 2002 và 1 quả năm 2022).
- Trận có nhiều quả luân lưu bị cầu thủ sút hỏng không do thủ môn cản phá nhất: 3 quả
  -  Tây Ban Nha và  Cộng hòa Ireland năm 2002 (cầu thủ Tây Ban Nha sút trượt 2 quả, cầu thủ Ireland sút trượt 1 quả).
- Đội cùng lúc nắm giữ 2 kỷ lục trong 1 trận đấu: thủ môn cản nhiều nhất và cầu thủ sút trượt ra ngoài khung thành nhiều nhất:  Bồ Đào Nha (trận thắng Anh năm 2006, thủ môn cản được 3 cú sút của đối thủ, 2 cầu thủ sút trượt ra ngoài khung thành đội tuyển Anh).
- Đội không bị lọt lưới trong 1 loạt sút luân lưu: 2 đội (đối thủ đều thất bại vì đá hỏng 3 quả đầu tiên)
  -  Ukraina (thắng Thụy Sĩ năm 2006).
  -  Maroc (thắng Tây Ban Nha năm 2022).
- Đội đá hỏng liên tiếp luân lưu trong một loạt sút:
  - 3 quả:
    -  México (1994) - 3 quả đầu tiên
    -  Cộng hòa Ireland (2002) - quả thứ 2, 3, 4
    -  Thụy Sĩ (2006) - 3 quả đầu tiên
    -  Tây Ban Nha (2022) - 3 quả đầu tiên

  - 2 quả:
    -  México (1986) - quả 2, 3
    -  Argentina (1990) - quả 3, 4 trận thắng Nam Tư
    -  Nam Tư (1990) - quả 4, 5
    -  Anh (1990) - quả 4, 5
    -  Ý (1994) - quả 4, 5
    -  Hà Lan (1998) - quả 3, 4
    -  Tây Ban Nha (2002) - quả 3, 4 trận thắng Ireland
    -  Bồ Đào Nha (2006) - quả 2, 3
    -  Anh (2006) - quả 3, 4
    -  Ghana (2010) - quả 3, 4
    -  Chile (2014) - quả 1, 2
    -  Đan Mạch (2018) - quả 4, 5
    -  Colombia (2018) - quả 4, 5
    -  Nhật Bản (2022) - quả 1, 2
    -  Hà Lan (2022) - quả 1, 2
    -  Pháp (2022) - quả 2, 3
- Đội thực hiện nhiều cú sút nhất: 31 quả
  -  Argentina (9 quả năm 1990, 5 quả năm 1998, 4 quả năm 2006, 4 quả năm 2014 và 9 quả năm 2022)
- Đội thực hiện ít cú sút nhất: 3 quả
  -  Thụy Sĩ (năm 2006)
- Đội đá trước giành chiến thắng: 19 đội
  -  Đức (1986)
  -  Cộng hòa Ireland (1990)
  -  Argentina (1990) thắng Nam Tư
  -  Đức (1990)
  -  Thụy Điển (1994)
  -  Argentina (1998)
  -  Pháp (1998)
  -  Brasil (1998)
  -  Hàn Quốc (2002)
  -  Ukraina (2006)
  -  Đức (2006)
  -  Bồ Đào Nha (2006)
  -  Ý (2006)
  -  Paraguay (2010)
  -  Uruguay (2010)
  -  Brasil (2014)
  -  Costa Rica (2014) thắng Hy Lạp
  -  Maroc (2022)
  -  Croatia (2022) thắng Brasil
- Đội đá sau giành chiến thắng: 16 đội
  -  Đức (1982)
  -  Pháp (1986)
  -  Bỉ (1986)
  -  Argentina (1990) thắng Ý
  -  Bulgaria (1994)
  -  Brasil (1994)
  -  Tây Ban Nha (2002) thắng Ireland
  -  Hà Lan (2014) thắng Costa Rica
  -  Argentina (2014)
  -  Nga (2018) thắng Tây Ban Nha
  -  Croatia (2018) thắng Đan Mạch
  -  Anh (2018)
  -  Croatia (2018) thắng Nga
  -  Croatia (2022) thắng Nhật Bản
  -  Argentina (2022) thắng Hà Lan
  -  Argentina (2022) thắng Pháp
- Đội đá trước để thua nhiều lần nhất: 2 lần
  -  Pháp (1982 ,2022)
  -  Tây Ban Nha (1986, 2018)
  -  Ý (1990, 1994)
  -  Hà Lan (2014, 2022)
- Đội đá sau để thua nhiều lần nhất: 3 lần
  -  Anh (1990, 1998, 2006)
- Đội đá sau toàn thua: 2/2 trận
  -  România (1990, 1994)
- Đội thất bại khi đá hỏng cú sút chính thức cuối cùng trong loạt luân lưu của mình: 13 đội
  -  Brasil (1986)
  -  România (1990)
  -  Nam Tư (1990)
  -  Ý (1990)
  -  Anh (1990)
  -  Ý (1994)
  -  Anh (1998)
  -  Ý (1998)
  -  Chile (2014)
  -  Costa Rica (2014)
  -  Tây Ban Nha (2018)
  -  Đan Mạch (2018)
  -  Colombia (2018)
- Trận đấu cả 2 đội đều phải sút đủ 5 quả luân lưu để phân thắng bại: 12 trận
  -  Brasil &  Pháp (1986)
  -  Tây Ban Nha &  Bỉ (1986)
  -  Cộng hòa Ireland &  România (1990)
  -  Argentina &  Nam Tư (1990)
  -  Argentina &  Anh (1998)
  -  Ý &  Pháp (1998)
  -  Tây Ban Nha &  Cộng hòa Ireland (2002)
  -  Brasil &  Chile (2014)
  -  Croatia &  Đan Mạch (2018)
  -  Colombia &  Anh (2018)
  -  Croatia &  Nga (2018)
  -  Argentina &  Hà Lan (2022)
- Trận đấu mỗi đội chỉ sút đến quả luân lưu thứ 4 đã kết thúc: 7 trận
  -  México &  Bulgaria (1994)
  -  Hà Lan &  Brasil (1998)
  -  Argentina &  Đức (2006)
  -  Hà Lan &  Argentina (2014)
  -  Nhật Bản &  Croatia (2022)
  -  Brasil &  Croatia (2022)
  -  Pháp &  Argentina (2022)
- Đội bị đối thủ dẫn trước sau đó gỡ hòa nhưng thất bại trên chấm luân lưu: 10 đội
  -  Tây Ban Nha (1986)
  -  Anh (1990)
  -  México (1994)
  -  Hà Lan (1998)
  -  Cộng hòa Ireland (2002)
  -  Chile (2014)
  -  Hy Lạp (2014)
  -  Colombia (2018)
  -  Hà Lan (2022)
  -  Pháp (2022)
- Đội gỡ hòa khi bị đối thủ dẫn trước và thắng trong loạt đá luân lưu: 9 đội
  -  Pháp (1986)
  -  Argentina (1990) trận thắng Ý
  -  Đức (2006)
  -  Ý (2006)
  -  Uruguay (2010)
  -  Nga (2018) trận thắng Tây Ban Nha
  -  Croatia (2018) trận thắng Nga
  -  Croatia (2022) trận thắng Nhật Bản
  -  Croatia (2022) trận thắng Brasil
- Đội duy nhất vươn lên dẫn trước, bị đối thủ dẫn ngược sau đó gỡ hòa nhưng phải dừng bước trên chấm luân lưu:
  -  Nga (trận thua Croatia năm 2018)
- Đội bị dẫn trước đã lội ngược dòng nhưng đối thủ lại gỡ hòa và thất bại trên chấm luân lưu: 3 đội
  -  Pháp (trận thua Đức năm 1982)
  -  România (trận thua Thụy Điển năm 1994)
  -  Anh (trận thua Argentina năm 1998)
- Đội sở hữu một tỷ số nhiều lần nhất trước loạt đá 11 mét:
  - Tỷ số 3–3: 2 lần
    -  Pháp (1982, 2022)

  - Tỷ số 2–2: 2 lần
    -  Argentina (1998, 2022)

  - Tỷ số 1–1: 4 lần
    -  Brasil (1986, 1998, 2014, 2022)

  - Tỷ số 0–0: 2 lần
    -  Argentina (1990, 2014)
    -  Ý (1994, 1998)
    -  Tây Ban Nha (2002, 2022)
    -  Hà Lan (2 trận năm 2014)
- Tỷ số phổ biến nhất trong các loạt sút luân lưu: 4–3 (có 9/35 trận kết thúc với tỷ số này)
  -  Pháp thắng  Brasil (1986)
  -  Argentina thắng  Ý (1990)
  -  Đức thắng  Anh (1990)
  -  Argentina thắng  Anh (1998)
  -  Pháp thắng  Ý (1998)
  -  Hà Lan thắng  Costa Rica (2014)
  -  Nga thắng  Tây Ban Nha (2018)
  -  Anh thắng  Colombia (2018)
  -  Croatia thắng  Nga (2018)
  -  Argentina thắng  Hà Lan (2022)
- Tỷ số hiếm gặp nhất trong các loạt sút luân lưu: 4–1 (chỉ 1 trận kết thúc với tỷ số này)
  -  Tây Đức thắng  México (1986)
- Tỷ số cao nhất trong các loạt sút luân lưu: 5–4 (có 4 trận kết thúc với tỷ số này)
  -  Tây Đức thắng  Pháp (1982)
  -  Bỉ thắng  Tây Ban Nha (1986)
  -  Cộng hòa Ireland thắng  România (1990)
  -  Thụy Điển thắng  România (1994)
- Tỷ số thấp nhất trong các loạt sút luân lưu: 3–0 (có 2 trận kết thúc với tỷ số này)
  -  Ukraina thắng  Thụy Sĩ (2006)
  -  Maroc thắng  Tây Ban Nha (2022)
- Nhánh đấu phải đá luân lưu 11 mét liên tiếp nhiều nhất: 3 trận năm 2014 
  -  Hy Lạp thua  Costa Rica ở vòng 1/8
  -  Costa Rica thua  Hà Lan ở tứ kết
  -  Hà Lan thua  Argentina ở bán kết
- Nhánh đấu có 2 đội thi đá luân lưu 11 mét ở trận trước loại nhau ở trận sau cũng bằng đá luân lưu: 3 trận năm 2018 
  -  Nga thắng  Tây Ban Nha ở vòng 1/8
  -  Croatia thắng  Đan Mạch ở vòng 1/8
  -  Croatia thắng  Nga ở tứ kết

### Thống kê theo cá nhân
- Cầu thủ tham gia sút luân lưu nhiều nhất: 3 lần
  - Roberto Baggio ( Ý): bán kết năm 1990 sút trúng, chung kết năm 1994 sút trượt và tứ kết năm 1998 sút trúng.
  - Lionel Messi ( Argentina): bán kết năm 2014, tứ kết năm 2022 và chung kết năm 2022 đều sút trúng.
  - Luka Modrić ( Croatia): vòng 1/8 năm 2018, tứ kết năm 2018 và tứ kết năm 2022 đều sút trúng.
- Cầu thủ đá luân lưu 11 mét chính xác nhất: 
  - 3/3 quả: 2 cầu thủ
    - Lionel Messi ( Argentina)
    - Luka Modrić ( Croatia)

  - 2/2 quả: 23 cầu thủ
    - Pierre Littbarski ( Tây Đức, trước Pháp năm 1982 và Mexico năm 1986)
    - Manuel Amoros ( Pháp, trước Tây Đức năm 1982 và Brasil năm 1986)
    - Andreas Brehme và Lothar Matthäus ( Tây Đức, đều trước Mexico năm 1986 và Anh năm 1990)
    - Cláudio Ibrahim Vaz Leal ( Brasil, trước Pháp năm 1986 và Ý năm 1994)
    - José Serrizuela và Jorge Burruchaga ( Argentina, đều trước Nam Tư và Ý năm 1990)
    - Gheorghe Hagi và Ioan Lupescu  România (đều trước Ireland năm 1990 và Thụy Điển năm 1994)
    - Dunga ( Brasil, trước Ý năm 1994 và Hà Lan năm 1998)
    - Fernando Hierro và Rubén Baraja ( Tây Ban Nha, đều trước Ireland và Hàn Quốc năm 2002)
    - Maxi Rodríguez ( Argentina, trước Đức năm 2006 và Hà Lan năm 2014)
    - Celso Borges và Giancarlo González ( Costa Rica, đều trước Hy Lạp và Hà Lan năm 2014)
    - Dirk Kuijt và Arjen Robben ( Hà Lan, đều trước Costa Rica và Argentina năm 2014)
    - Ivan Rakitić ( Croatia, trước Đan Mạch và Nga năm 2018)
    - Sergei Nikolaievich Ignashevich ( Nga, trước Tây Ban Nha và Croatia năm 2018)
    - Marcelo Brozović ( Croatia, trước Nga năm 2018 và Nhật Bản năm 2022)
    - Nikola Vlašić ( Croatia, trước Nhật Bản và Brasil năm 2022)
    - Leandro Paredes và Gonzalo Montiel ( Argentina, đều trước Hà Lan và Pháp năm 2022)
- Cầu thủ duy nhất sút luân lưu bằng cả 2 chân và đều thành công: Andreas Brehme ( Tây Đức), sút chân trái vào lưới Mexico năm 1986 và chân phải vào lưới Anh năm 1990.
- Cầu thủ duy nhất đã sút bật cột dọc văng ra ngoài nhưng lại trúng người thủ môn đối phương và dội ngược trở lại lưới: Bruno Bellone ( Pháp), lượt thứ 3 trận tứ kết gặp Brasil năm 1986.
- Cầu thủ duy nhất đã sút trúng đích nhưng bị từ chối vì phạm quy, khi đá lại bị thủ môn đối phương bắt gọn: Jamie Carragher ( Anh), lượt cuối trận tứ kết gặp Bồ Đào Nha năm 2006.
- Những cầu thủ đá luân lưu 11 mét vào 1 quả và hỏng 1 quả: 10 người 
  - Michel Platini ( Pháp): đá vào trận gặp Tây Đức năm 1982 và đá hỏng trận gặp Brasil năm 1986.
  - Diego Maradona ( Argentina): đá hỏng trận gặp Nam Tư và đá vào trận gặp Ý cùng năm 1990.
  - Franco Baresi ( Ý): đá vào trận gặp Argentina năm 1990 và đá hỏng trận gặp Brasil năm 1994.
  - Demetrio Albertini ( Ý): đá vào trận gặp Brasil năm 1994 và đá hỏng trận gặp Pháp năm 1998.
  - Roberto Ayala ( Argentina): đá vào trận gặp Anh năm 1998 và đá hỏng trận gặp Đức năm 2006.
  - David Trezeguet ( Pháp): đá vào trận gặp Ý năm 1998 và sút hỏng trận gặp Ý năm 2006.
  - Bryan Ruiz và Michael Umaña ( Costa Rica): đều đá vào trận gặp Hy Lạp và đá hỏng trận gặp Hà Lan năm 2014.
  - Wesley Sneijder ( Hà Lan): đá vào trận gặp Costa Rica và đá hỏng trận gặp Argentina năm 2014.
  - Fyodor Smolov ( Nga): đá vào trận gặp Tây Ban Nha và đá hỏng trận gặp Croatia năm 2018.
- Cầu thủ đá hỏng phạt đền nhưng sút trúng luân lưu trong một trận đấu: 3 người[39]
  - Zico ( Brasil), trận thua Pháp năm 1986.
  - Asamoah Gyan ( Ghana), trận thua Uruguay năm 2010.
  - Luka Modric ( Croatia), trận thắng Đan Mạch năm 2018.
- Cầu thủ sút phạt đền trúng nhưng đá luân lưu trượt trong một trận đấu:
  - Alberto García Aspe ( México), trận thua Bulgaria năm 1994.
- Cầu thủ sút phạt đền và đá luân lưu đều thành công trong một trận đấu: 
  - 2 lần: 1 người
    - Lionel Messi ( Argentina), trận gặp Hà Lan và trận gặp Pháp năm 2022.

  - 1 lần: 5 người
    - Michel Platini ( Pháp), trận gặp Đức năm 1982.
    - Alan Shearer ( Anh), trận gặp Argentina năm 1998.
    - Robbie Keane ( Cộng hòa Ireland), trận gặp Tây Ban Nha năm 2002.
    - Harry Kane ( Anh), trận gặp Colombia năm 2018.
    - Kylian Mbappé ( Pháp), trận gặp Argentina năm 2022.
- Cầu thủ sút luân lưu bật cột dọc: 5 người 
  - Júlio César da Silva ( Brasil 1986) - quả thứ 5.
  - Pedro Troglio ( Argentina 1990) - quả thứ 4 trận gặp Nam Tư.
  - Gonzalo Jara ( Chile 2014) - quả thứ 5.
  - Marquinhos ( Brasil 2022) - quả thứ 4.
  - Pablo Sarabia ( Tây Ban Nha 2022) - quả thứ 1.
- Cầu thủ sút luân lưu bật xà ngang: 7 người 
  - Dragan Stojković ( Nam Tư 1990) - quả thứ 1.
  - Luigi Di Biagio ( Ý 1998) - quả thứ 5.
  - Matt Holland ( Cộng hòa Ireland 2002) - quả thứ 2.
  - Tranquillo Barnetta ( Thụy Sĩ 2006) - quả thứ 2.
  - David Trezeguet ( Pháp 2006) - quả thứ 2.
  - Komano Yūichi ( Nhật Bản 2010) - quả thứ 3.
  - Mateus Uribe ( Colombia 2018) - quả thứ 4.
- Cầu thủ sút luân lưu vọt xà ngang: 7 người 
  - Michel Platini ( Pháp 1986) - quả thứ 4.
  - Chris Waddle ( Anh 1990) - quả thứ 5.
  - Alberto García Aspe ( México 1994) - quả thứ 1.
  - Håkan Mild ( Thụy Điển 1994) - quả thứ 1.
  - Franco Baresi ( Ý 1994) - quả thứ 1.
  - Roberto Baggio ( Ý 1994) - quả thứ 5.
  - Maxi Pereira ( Uruguay 2010) - quả thứ 4.
- Cầu thủ sút luân lưu chệch cột dọc: 8 người 
  - Juan Francisco García ( Tây Ban Nha 2002) - quả thứ 3 trận gặp Ireland.
  - Juan Carlos Valerón ( Tây Ban Nha 2002) - quả thứ 4 trận gặp Ireland.
  - Hugo Viana ( Bồ Đào Nha 2006) - quả thứ 2.
  - Petit ( Bồ Đào Nha 2006) - quả thứ 3.
  - Willian Borges da Silva ( Brasil 2014) - quả thứ 2.
  - Mário Fernandes ( Nga 2018) - quả thứ 3.
  - Enzo Fernández ( Argentina 2022) - quả thứ 4 trận gặp Hà Lan.
  - Aurélien Tchouaméni ( Pháp 2022) - quả thứ 3.
- Cầu thủ ít tuổi nhất tham gia sút luân lưu: Michael Owen ( Anh), sinh ngày 14 tháng 12 năm 1979 sút luân lưu trận gặp Argentina ngày 30 tháng 6 năm 1998, lúc 18 tuổi 6 tháng 16 ngày.
- Cầu thủ nhiều tuổi nhất tham gia sút luân lưu: Sergei Ignashevich ( Nga), sinh ngày 14 tháng 7 năm 1979 sút luân lưu trận gặp Croatia ngày 7 tháng 7 năm 2018, 39 tuổi kém 1 tuần.
- Thủ môn lớn tuổi nhất tham gia cản phá loạt luân lưu: Peter Shilton ( Anh), sinh ngày 18 tháng 9 năm 1949 trấn giữ khung thành trận gặp Đức ngày 5 tháng 7 năm 1990, lúc 40 tuổi 9 tháng 17 ngày.
- Thủ môn trẻ nhất tham gia cản phá loạt luân lưu: Iker Casillas ( Tây Ban Nha), sinh ngày 20 tháng 5 năm 1981, trấn giữ khung thành trận gặp Ireland ngày 16 tháng 6 năm 2002, lúc 21 tuổi 27 ngày.
- Thủ môn tham dự nhiều loạt đá 11 mét nhất: 11 người (đều tham gia 2 loạt, có 4 người bắt chính ở hai giải đấu khác nhau)
  - Harald Schumacher ( Tây Đức), 1982 & 1986
  - Sergio Goycochea ( Argentina), 1990
  - Gianluca Pagliuca ( Ý), 1994 & 1998
  - Cláudio Taffarel ( Brasil), 1994 & 1998
  - Fabien Barthez ( Pháp), 1998 & 2006
  - Iker Casillas ( Tây Ban Nha), 2002
  - Keilor Navas ( Costa Rica), 2014
  - Akinfeev ( Nga), 2018
  - Danijel Subasic ( Croatia), 2018
  - Dominik Livaković ( Croatia), 2022
  - Emiliano Martínez ( Argentina), 2022
- Thủ môn duy nhất được thay vào ở phút bù giờ cuối cùng chỉ để bắt luân lưu 11 mét: Tim Krul ( Hà Lan), trận gặp Costa Rica năm 2014.
- Trọng tài thổi còi nhiều trận phải đá phạt 11 mét nhất: 2 trận
  - José Roberto Wright (Brasil), năm 1990: trận Romania gặp Ireland và trận Anh gặp Đức.
  - Horacio Elizondo (Argentina), năm 2006: trận Anh gặp Bồ Đào Nha và trận Pháp gặp Ý.
- Trọng tài ít tuổi nhất điều khiển trận đấu phải đá luân lưu: Jesús Díaz (Colombia), sinh ngày 16 tháng 10 năm 1954, cầm còi trận Đức gặp Mexico ngày 21 tháng 6 năm 1986, lúc 31 tuổi 8 tháng 5 ngày.
- Trọng tài nhiều tuổi nhất điều khiển trận đấu phải đá luân lưu: Charles Corver (Hà Lan), sinh ngày 16 tháng 1 năm 1936, cầm còi trận Đức gặp Pháp ngày 8 tháng 7 năm 1982, lúc 46 tuổi 5 tháng 22 ngày.
- Trọng tài duy nhất sử dụng thẻ phạt trong loạt sút luân lưu: Antonio Mateu Lahoz (Tây Ban Nha), trận Argentina gặp Hà Lan năm 2022
- Huấn luyện viên chỉ đạo đội tuyển tham gia nhiều loạt sút luân lưu nhất: Zlatko Dalić ( Croatia), 4 trận (2 trận năm 2018, 2 trận năm 2022)
- Huấn luyện viên trẻ tuổi nhất chỉ đạo đội tuyển sút luân lưu 11 mét: Henri Michel ( Pháp), sinh ngày 28 tháng 10 năm 1947, chỉ đạo đội Pháp trong loạt sút luân lưu với đội Brasil ngày 22 tháng 6 năm 1986, lúc 38 tuổi 7 tháng 24 ngày.
- Huấn luyện viên lớn tuổi nhất chỉ đạo đội tuyển sút luân lưu 11 mét: Louis van Gaal ( Hà Lan), sinh ngày 8 tháng 8 năm 1951, chỉ đạo đội Hà Lan trong loạt sút luân lưu với đội Argentina ngày 9 tháng 12 năm 2022, lúc 71 tuổi 4 tháng 1 ngày.

## Cầu thủ
- Tham dự nhiều vòng chung kết nhất: Antonio Carbajal ( México, 1950–1966), Lothar Matthäus ( Đức, 1982–1998), Gianluigi Buffon ( Ý, 1998–2014), Rafael Márquez ( México, 2002–2018), Andrés Guardado ( México, 2006–2022), Lionel Messi ( Argentina, 2006–2022), Cristiano Ronaldo ( Bồ Đào Nha, 2006–2022) - đều 5 lần. Ngoài ra Gianluigi Buffon (Ý, 1998–2014) và Guillermo Ochoa (Mexico, 2006–2022) cũng có năm lần được đăng ký trong danh sách cầu thủ tham dự vòng chung kết, nhưng các cầu thủ này đều có tối thiểu một lần tham dự giải mà không thi đấu trận nào.
- Vô địch nhiều lần nhất: Pelé ( Brasil), 3 lần (1958, 1962 và 1970).
- Nhiều lần nhận giải cầu thủ xuất sắc nhất giải đấu nhất: Lionel Messi ( Argentina), 2 lần (2014 và 2022).
- Nhiều trận giành giải cầu thủ xuất sắc nhất trong một vòng chung kết: Lionel Messi ( Argentina), 5 lần năm 2022.[40]
- Nhiều lần nhận giải cầu thủ xuất sắc nhất trận nhất: Lionel Messi ( Argentina), 10 lần (4 lần năm 2014, 1 lần năm 2018, 5 lần năm 2022).
- Chơi nhiều trận nhất tại các vòng chung kết: Lionel Messi ( Argentina), 26 trận (2006–2022).[41]
- Thi đấu nhiều phút nhất tại các vòng chung kết: Lionel Messi ( Argentina), 2.314 phút (2006–2022).[41]
- Tham gia vào nhiều bàn thắng nhất: Lionel Messi ( Argentina), 21 bàn (13 bàn thắng và 8 đường kiến tạo).
- Chơi nhiều trận nhất tại vòng loại: Iván Hurtado ( Ecuador), 68 trận (1994–2010).
- Thắng nhiều trận nhất: Cafu ( Brasil), 16 trận (1994–2006).
- Chơi nhiều trận chung kết nhất: Cafu ( Brasil), 3 trận (1994–2002). Bốn cầu thủ khác gồm Pelé, Lothar Matthäus, Pierre Littbarski và Ronaldo cũng có cùng ba lần góp mặt trong danh sách thi đấu ở trận chung kết, nhưng tất cả đều có tối thiểu một lần không được tung vào sân.
- Nhiều lần mang băng đội trưởng nhất: Lionel Messi ( Argentina), 19 trận (2010–2022).[42]
- Nhiều lần vào sân từ băng ghế dự bị nhất: Denílson ( Brasil), 11 trận (1998–2002).
- Cầu thủ trẻ nhất: Norman Whiteside ( Bắc Ireland), 17 tuổi và 41 ngày, trong trận gặp Nam Tư năm 1982.[43]
- Cầu thủ trẻ nhất chơi một trận chung kết: Pelé ( Brasil), 17 tuổi và 249 ngày, trong trận gặp Thụy Điển năm 1958.
- Cầu thủ trẻ nhất chơi một trận vòng loại: Souleymane Mamam ( Togo), 13 tuổi và 310 ngày, trong trận gặp Zambia năm 2002.[44]
- Đội trưởng trẻ nhất: Tony Meola ( Hoa Kỳ), 21 tuổi và 109 ngày, trong trận gặp Tiệp Khắc năm 1990.
- Đội trưởng lớn tuổi nhất: Essam El-Hadary (Ai Cập), 45 tuổi 161 ngày, trong trận gặp Ả Rập Xê Út năm 2018).[45]
- Cầu thủ lớn tuổi nhất (không kể thủ môn): Roger Milla ( Cameroon), 42 tuổi 1 tháng 8 ngày, trong trận cuối cùng vòng bảng gặp đội tuyển Nga năm 1994.[46]
- Cầu thủ lớn tuổi nhất thi đấu một trận chung kết: Dino Zoff ( Ý), 40 tuổi và 133 ngày, trong trận gặp Đức năm 1982.
- Cầu thủ lớn tuổi nhất thi đấu một trận vòng loại: MacDonald Taylor ( Quần đảo Virgin thuộc Mỹ), 46 tuổi và 180 ngày, trong trận gặp St. Kitts và Nevis năm 2006.[47]
- Tham dự hai giải đấu ở hai đội tuyển khác nhau: 
  - Luis Monti, người mang 2 quốc tịch Argentina và Italia. Ở trận chung kết World Cup 1930, Luis Monti khoác áo đội tuyển  Argentina. Bốn năm sau, Luis Monti khoác áo đội tuyển  Ý tham dự giải năm 1934.[43]
  - Ferenc Puskás, người mang 2 quốc tịch Hungary và Tây Ban Nha. Ở trận chung kết World Cup 1954, Ferenc Puskás khoác áo đội tuyển  Hungary. Tám năm sau, Ferenc Puskás khoác áo đội tuyển  Tây Ban Nha tham gia giải đấu năm 1962.
- Ghi bàn thắng liên tiếp nhiều nhất cho một đội tuyển ở các vòng chung kết: Valencia ( Ecuador), 6 bàn (3 bàn năm 2014 và 3 bàn năm 2022).[48]
- Ghi bàn thắng liên tiếp nhiều nhất cho một đội tuyển trong một giải đấu: Eusebio ( Bồ Đào Nha, 2 trận năm 1966), Paolo Rossi ( Ý, 3 trận năm 1982), Oleg Salenko ( Nga, 2 trận năm 1994) - đều 6 bàn.
- Cầu thủ giành được nhiều huy chương nhất: Miroslav Klose ( Đức), 4 huy chương (1 vàng năm 2014, 1 bạc năm 2002, 2 đồng các năm 2006 và 2010).
- Cầu thủ duy nhất gặt hái được huy chương ở tất cả các kỳ World Cup từng tham gia: Miroslav Klose ( Đức), 2002–2014.
- Những cầu thủ sở hữu đủ bộ huy chương: 7 cầu thủ - Franz Beckenbauer, Jürgen Grabowski, Horst-Dieter Höttges, Sepp Maier và Wolfgang Overath cùng của Đức (á quân năm 1966, hạng 3 năm 1970 và vô địch năm 1974), Franco Baresi của Ý (vô địch năm 1982, hạng 3 năm 1990 và á quân năm 1994), Miroslav Klose của Đức (á quân năm 2002, hạng 3 các năm 2006 và 2010, vô địch năm 2014).
- Cầu thủ duy nhất bị chính thành viên đội nhà đánh đập: Ernst Jean-Joseph ( Haiti) tại World Cup 1974 đã bị chính ban huấn luyện của đội bạo hành vì từ chối kiểm tra doping.[49]

## Khoảng cách thời gian

### Khoảng cách của châu lục
- Khoảng cách xa nhất giữa hai kỳ World Cup mà các đội bóng châu Âu áp đảo hoàn toàn về số lượng ở vòng tứ kết nhưng người Nam Mỹ vẫn lên ngôi vô địch: 36 năm (1958-1994) -  Brasil vô địch năm 1958 và năm 1994 khi vòng tứ kết có tới 7 đối thủ đến từ châu Âu.
- Khoảng cách xa nhất một đội bóng Nam Mỹ lên ngôi vô địch: 20 năm (1930–1950 và 2002–2022)
- Khoảng cách gần nhất một đội bóng Nam Mỹ lên ngôi vô địch: 4 năm (1958–1962)
- Khoảng cách gần nhất giữa hai kỳ World Cup có trận chung kết toàn Nam Mỹ: 20 năm (1930–1950)
- Khoảng cách xa nhất giữa hai kỳ World Cup có trận chung kết toàn châu Âu: 24 năm (1982–2006)
- Khoảng cách gần nhất giữa hai kỳ World Cup có trận chung kết toàn châu Âu: 4 năm (1934–1938 và 2006–2010)
- Khoảng cách xa nhất giữa hai kỳ World Cup có trận chung kết giữa châu Âu và Nam Mỹ: 12 năm (2002–2014)
- Khoảng cách gần nhất giữa hai kỳ World Cup có trận chung kết giữa châu Âu và Nam Mỹ: 4 năm (1958–1962 và 1986–1990–1994–1998–2002)
- Khoảng cách xa nhất giữa hai kỳ World Cup có vòng bán kết toàn châu Âu: 32 năm (1934–1966)
- Khoảng cách gần nhất giữa hai kỳ World Cup có vòng bán kết toàn châu Âu: 12 năm (2006–2018)
- Khoảng cách xa nhất giữa hai kỳ World Cup có vòng bán kết nửa châu Âu nửa Nam Mỹ: 36 năm (1978–2014)
- Khoảng cách gần nhất giữa hai kỳ World Cup có vòng bán kết nửa châu Âu nửa Nam Mỹ: 8 năm (1962–1970–1978)
- Khoảng cách xa nhất giữa hai kỳ World Cup có đội không thuộc châu Âu và Nam Mỹ lọt tới vòng bán kết: 72 năm (1930–2002)
- Khoảng cách gần nhất giữa hai kỳ World Cup có đội không thuộc châu Âu và Nam Mỹ lọt tới vòng bán kết: 20 năm (2002–2022)
- Khoảng cách xa nhất mọt đội không thuộc châu Âu hoặc Nam Mỹ lọt tới vòng tứ kết: 28 năm (1934–1966)
- Khoảng cách gần nhất một đội không thuộc châu Âu hay Nam Mỹ lọt tới vòng tứ kết: 4 năm (1966–1970, 1986–1990, 2010–2014)
- Khoảng cách xa nhất vòng chung kết được tổ chức ở một châu lục: 36 năm (1978–2014), từ Argentina đến Brasil.
- Khoảng cách gần nhất vòng chung kết được tổ chức ở một châu lục: 4 năm (1934–1938, 1954–1958), ở châu Âu.
- Khoảng cách xa nhất giữa các chuỗi 2 kỳ World Cup liên tiếp có các trận chung kết toàn châu Âu: 68 năm (1938–2006) - Ý gặp Tiệp Khắc (1934) và Ý gặp Hungary (1938); Ý gặp Pháp (2006) và Tây Ban Nha gặp Hà Lan (2010).
- Khoảng cách xa nhất một đội châu Á thi đấu luân lưu với một đội châu Âu: 20 năm (2002–2022) - từ khi Hàn Quốc gặp Tây Ban Nha đến lúc Croatia chạm trán Nhật Bản.
- Khoảng cách xa nhất một đội châu Âu thi đấu luân lưu với một đội Bắc Mỹ: 20 năm (1994–2014) từ khi Mexico gặp Đức năm 1994 đến lúc Costa Rica gặp Hy Lạp năm 2014.
- Khoảng cách gần nhất một đội châu Âu thi đấu luân lưu với một đội Bắc Mỹ: 7 ngày (29 tháng 6–5 tháng 7 năm 2014) Costa Rica thắng Hy Lạp ở vòng 1/8, đến vòng tứ kết thì thua Hà Lan.

### Khoảng cách của một đội tuyển
- Khoảng cách xa nhất một đội chủ nhà giành chức vô địch: 32 năm (1934–1966), từ Ý đến Anh.
- Khoảng cách gần nhất một đội chủ nhà giành chức vô địch: 4 năm (1930–1934 và 1974–1978).
- Khoảng cách gần nhất một đội chủ nhà giành ngôi á quân: 8 năm (1950–1958), từ Brasil đến Thụy Điển.
- Khoảng cách xa nhất một đội chủ nhà giành hạng ba: 28 năm (1962–1990), từ Chile đến Ý.
- Khoảng cách gần nhất một đội chủ nhà giành hạng ba: 16 năm (1990–2006), từ Ý đến Đức.
- Khoảng cách xa nhất một đội chủ nhà cán đích ở vị trí thứ tư: 12 năm (2002–2014), từ Hàn Quốc đến Brasil.
- Khoảng cách xa nhất một đội chủ nhà dừng bước ở vòng tứ kết: 32 năm (1986–2018), từ Mexico đến Nga.
- Khoảng cách gần nhất một đội chủ nhà dừng bước ở vòng tứ kết: 16 năm (1938–1954–1970–1986).
- Khoảng cách xa nhất một đội chủ nhà bị loại ngay từ vòng bảng: 12 năm (2010–2022), từ Nam Phi đến Qatar.
- Khoảng cách gần nhất giữa hai chức vô địch của một đội tuyển (bảo vệ thành công ngôi vương): 4 năm, Ý (1934–1938) và Brasil (1958–1962).
- Khoảng cách xa nhất một đội đương kim vô địch bảo vệ chức vô địch thành công: 28 năm (1938–1962), từ Ý đến Brasil.
- Khoảng cách xa nhất giữa hai chức vô địch đầu tiên của một đội tuyển: 20 năm - Uruguay (1930–1950), Tây Đức (1954–1974), Pháp (1998–2018).
- Khoảng cách gần nhất giữa chức vô địch thứ hai và ba của một đội tuyển: 8 năm, Brasil (1962–1970).
- Khoảng cách xa nhất giữa chức vô địch thứ hai và ba, cũng là khoảng cách xa nhất giữa hai chức vô địch của một đội tuyển: 44 năm,  Ý (1938–1982).
- Khoảng cách xa nhất giữa chức vô địch thứ ba và tư của một đội tuyển: 24 năm - Brasil (1970–1994), Ý (1982–2006), Đức (1990–2014).
- Khoảng cách gần nhất giữa chức vô địch thứ tư và năm của một đội tuyển: 8 năm, Brasil (1994–2002).
- Khoảng cách xa nhất giữa 2 trận chung kết của một đội bóng: 48 năm,  Argentina (1930–1978).
- Khoảng cách xa nhất một đội đương kim vô địch thất bại trong trận chung kết: 24 năm (1998–2022), Brasil thua Pháp năm 1998 và Pháp thua Argentina năm 2022.
- Khoảng cách gần nhất một đội đương kim vô địch thất bại ở trận chung kết: 8 năm (1990–1998), từ Argentina đến Brasil.
- Khoảng cách gần nhất một đội đương kim vô địch giành hạng tư: 4 năm (1954–1958), từ Uruguay đến Tây Đức.
- Khoảng cách xa nhất một đội đương kim vô địch giành hạng tư: 16 năm (1958–1974), từ Tây Đức đến Brasil.
- Khoảng cách xa nhất một đội thất bại trong trận chung kết: 60 năm, Argentina (1930–1990).
- Khoảng cách ngắn nhất một đội thất bại trong trận chung kết: 4 năm, Hà Lan (1974–1978) và Đức (1982–1986).
- Khoảng cách gần nhất một đội đương kim vô địch bị loại ngay từ vòng bảng: 4 năm -  Ý (2010),  Tây Ban Nha (2014) và  Đức (2018).
- Khoảng cách xa nhất một đội đương kim vô địch bị loại ngay từ vòng bảng: 36 năm (1966–2002), từ Brasil đến Pháp.
- Khoảng cách xa nhất đội đương kim vô địch bị loại ngay từ vòng đấu bảng, tái lập kỷ lục của chính mình: 60 năm (1950–2010); Ý là đội duy nhất hai lần thất bại ở giai đoạn này với tư cách là đương kim vô địch.
- Khoảng cách xa nhất giữa hai lần tham dự vòng chung kết của một đội tuyển: 64 năm,  Wales (1958–2022).
- Khoảng cách xa nhất giữa 2 lần đoạt huy chương đồng của một đội tuyển: 44 năm,  Thụy Điển (1950–1994).
- Khoảng cách gần nhất giữa 2 lần đoạt huy chương đồng của một đội tuyển: 4 năm,  Đức (2006–2010).
- Khoảng cách xa nhất giữa 2 lần cán đích ở vị trí thứ tư của một đội tuyển: 40 năm,  Uruguay (1970–2010) và  Brasil (1974–2014).
- Khoảng cách gần nhất giữa 2 lần cán đích ở vị trí thứ tư của một đội tuyển: 16 năm,  Uruguay (1954–1970).
- Khoảng cách xa nhất một đội tuyển xếp nhì bảng đoạt chức vô địch: 20 năm, Đức (1954–1974).
- Khoảng cách gần nhất một đội tuyển xếp nhì bảng đoạt chức vô địch: 4 năm (1974–1978–1982); ba kỳ World Cup liên tục những đội vô địch đều chỉ xếp thứ nhì ở vòng bảng thứ nhất là Đức, Argentina và Ý.
- Khoảng cách xa nhất một đội bóng thất bại ở trận ra quân nhưng đoạt cúp vàng chung cuộc: 12 năm (2010–2022); năm 2010 Tây Ban Nha thua Thụy Sĩ ở trận đấu đầu tiên, đến năm 2022 Argentina thất bại trước Ả Rập Xê Út trong trận mở màn.
- Khoảng cách gần nhất giữa hai lần tham dự của một đội tuyển với tư cách chủ nhà: 16 năm, Mexico (1970–1986).
- Khoảng cách xa nhất giữa hai lần tham dự của một đội tuyển với tư cách chủ nhà: 64 năm, Brasil (1950–2014).
- Khoảng cách xa nhất một đội cựu vô địch không vượt qua vòng loại: 60 năm, Ý (1958–2018).
- Khoảng cách gần nhất một đội cựu vô địch không vượt qua vòng loại: 4 năm -  Anh (1974–1978),  Uruguay (1978–1982 và 1994–1998),  Ý (2018–2022).
- Khoảng cách xa nhất một đội bóng được đặc cách tham dự World Cup: 64 năm (1930–1994), Hoa Kỳ lần đầu tham dự giải đấu không có vòng loại cho đến khi tham dự với tư cách chủ nhà.
- Khoảng cách ngắn nhất một đội bóng được đặc cách tham dự World Cup: 4 năm -  Brasil (1930–1934 và 1962–1966),  Argentina (1930–1934 và 1978–1982),  Anh (1966–1970),  Tây Đức (1974–1978),  Ý (1986–1990),  Pháp (1998–2002).
- Khoảng cách xa nhất một đội tuyển tham dự World Cup bị loại ngay từ vòng đầu: 80 năm,  Đức (1938–2018) (trừ năm 1950 bị cấm thi đấu do tàn dư của Thế chiến II).
- Khoảng cách gần nhất một đội tuyển tham dự World Cup bị loại ngay từ vòng đầu: 4 năm - Brasil (1930–1934), Bỉ (1930–1934–1938), Argentina (1958–1962), Algérie (1982–1986), Úc (2010–2014–2018), Bulgaria (1962–1966–1970–1974),  Cameroon (1994–1998–2002 và 2010–2014), Colombia (1994–1998), Costa Rica (2002–2006 và 2018–2022), Croatia (2002–2006), Tiệp Khắc (1954–1958), Pháp (1930–1934), Đức (2018–2022), Honduras (2010–2014), Hungary (1958–1962–1966), Iran (2014–2018–2022), Ý (1950–1954, 1962–1966 và 2010–2014), Bờ Biển Ngà (2006–2010–2014), Hàn Quốc (1986–1990–1994–1998 và 2014–2018), Mexico (1950–1954–1958–1962–1966), Maroc (1994–1998), Hà Lan (1934–1938), Ba Lan (2002–2006), Romania (1930–1934–1938), Nga (1990–1994), Saudi Arabia (1998–2002–2006 và 2018–2022), Scotland (1954–1958 và 1974–1978–1982–1986–1990), Serbia (2006–2010 và 2018–2022), Nam Phi (1998–2002), Tây Ban Nha (1962–1966), Thụy Sĩ (1962–1966), Tunisia (1998–2002–2006 và 2018–2022).
- Khoảng cách gần nhất một đội tuyển thắng liên tiếp 2 trận đều bằng đá phạt 11 mét ở vòng knock-out của một kỳ World Cup: 4 năm,  Croatia (2018–2022).
- Khoảng cách xa nhất một đội tuyển thắng liên tiếp 2 trận đều bằng đá phạt 11 mét ở vòng knock-out của một kỳ World Cup: 28 năm (1990–2018), từ Argentina đến Croatia.
- Khoảng cách xa nhất một đội bóng phải thi đấu 3 trận liên tiếp ở vòng knock-out bằng hiệp phụ: 28 năm (1990–2018), từ Anh đến Croatia.
- Khoảng cách xa nhất một đội tuyển thua ngay sau khi đá hỏng cả ba cú sút luân lưu đầu tiên: 16 năm (2006-2022) Thụy Sĩ và Tây Ban Nha.
- Khoảng cách xa nhất một đội tuyển phải giải quyết 2 trận ở vòng knock-out bằng đá luân lưu: 32 năm, Argentina (1990–2022) - thắng Nam Tư và Ý năm 1990 và thắng Hà Lan và Pháp năm 2022.
- Khoảng cách gần nhất một đội bóng phải giải quyết thắng thua bằng đá luân lưu tới 2 lần: 12 năm (1990–2002), từ Argentina thắng Nam Tư và Ý cho đến lúc Tây Ban Nha thắng Ireland và thua chủ nhà Hàn Quốc.
- Khoảng cách xa nhất có một đội lần đầu tham dự trận chung kết: 24 năm (1974–1998), từ Hà Lan đến Pháp.
- Khoảng cách gần nhất có một đội lần đầu tham dự trận chung kết: 4 năm (1950–1954–1958).

### Khoảng cách của hai đội tuyển
- Khoảng cách xa nhất hai đội tái ngộ ở trận chung kết: 24 năm, Brasil gặp Ý (1970–1994) và Đức gặp Argentina (1990–2014).
- Khoảng cách gần nhất hai đội tái ngộ ở trận chung kết: 4 năm, Argentina và Đức (1986–1990).
- Khoảng cách xa nhất hai đội tái ngộ trong trận tranh hạng ba: 40 năm,  Đức gặp  Uruguay (1970–2010).
- Khoảng cách xa nhất hai đội tái ngộ ở bán kết: 36 năm, Ý gặp Đức (1970–2006).
- Khoảng cách gần nhất hai đội tái ngộ ở bán kết: 4 năm, Pháp gặp Đức (1982–1986).
- Khoảng cách xa nhất hai đội tái ngộ ở tứ kết: 60 năm, Ý gặp Tây Ban Nha (1934–1994) và Ý gặp Pháp (1938–1998).
- Khoảng cách gần nhất hai đội tái ngộ ở tứ kết: 4 năm, Đức gặp Nam Tư (1954–1958–1962) và Đức gặp Argentina (2006–2010).
- Khoảng cách gần nhất hai đội tái ngộ ở vòng 1/8: 4 năm, Argentina và Mexico (2006–2010).
- Khoảng cách xa nhất hai đội tái ngộ ở vòng 1/8: 16 năm, Brasil và Chile (1998–2014).
- Khoảng cách gần nhất hai đội cùng bảng gặp lại trong trận tranh hạng ba: 4 năm (Bỉ và Anh năm 2018, Croatia và Maroc năm 2022).
- Khoảng cách gần nhất hai đội cùng bảng gặp lại ở vòng bán kết: 8 năm (Brasil và Thụy Điển năm 1994, Brasil và Thổ Nhĩ Kỳ năm 2002).
- Khoảng cách xa nhất hai đội bóng cùng bảng gặp lại ở vòng đấu loại trực tiếp: 40 năm (Tây Đức và Hungary năm 1954, Brasil và Thụy Điển năm 1994).
- Khoảng cách gần nhất hai đội cựu vô địch gặp nhau ở trận chung kết: 4 năm (1982–1986–1990–1994 và 2002–2006).
- Khoảng cách xa nhất hai đội cựu vô địch gặp nhau ở trận chung kết: 12 năm (1970–1982).
- Khoảng cách gần nhất hai đội lần đầu tham dự trận chung kết: 4 năm (1930–1934).
- Khoảng cách gần nhất hai đội từng tham dự trận chung kết gặp nhau: 8 năm (1962–1970–1978, 1994–2002 và 2006–2014–2022).
- Khoảng cách xa nhất hai đội từng tham dự trận chung kết gặp nhau: 16 năm (1978–1994).
- Khoảng cách gần nhất hai đội gặp nhau ở những loạt đá luân lưu: 8 năm, Pháp gặp Ý (1998–2006) và Argentina gặp Hà Lan (2014–2022).
- Khoảng cách gần nhất giữa hai kỳ World Cup có hai đội bóng phải đá luân lưu tới 2 trận: 4 năm (2014–2018–2022) - Costa Rica và Hà Lan năm 2014, Nga và Croatia năm 2018, Croatia và Argentina năm 2022.

### Khoảng cách của cá nhân và bàn thắng
- Khoảng cách gần nhất của một cá nhân tham dự giải đấu với hai vai trò khác nhau: 8 năm - Mário Zagallo, cựu tuyển thủ Brasil từng dự World Cup 1962 đến năm 1970 trở lại với tư cách huấn luyện viên.
- Khoảng cách xa nhất của một cá nhân tham dự giải đấu với hai vai trò khác nhau: 44 năm - Tim, cựu tuyển thủ Brasil từng dự World Cup 1938 trở lại trong vai trò huấn luyện viên đội tuyển Peru năm 1982.[50]
- Khoảng cách tuổi tác lớn nhất giữa hai cầu thủ trong cùng một đội tuyển: 24 năm, giữa Rigobert Song (17 tuổi 358 ngày) và Roger Milla (42 tuổi 35 ngày) của đội Cameroon tại World Cup 1994.
- Khoảng cách xa nhất một cầu thủ được ra sân tại hai kỳ World Cup: 16 năm, Faryd Mondragón ( Colombia, 1998–2014).
- Khoảng cách xa nhất một cầu thủ được tham dự hai kỳ World Cup: 20 năm, Faryd Mondragón ( Colombia, 1994–2014).
- Khoảng cách xa nhất giữa bàn đầu tiên và bàn cuối cùng: 16 năm, Cristiano Ronaldo ( Bồ Đào Nha, 2006–2022) và Lionel Messi ( Argentina, 2006–2022).
- Khoảng cách xa nhất giữa hai bàn thắng liên tiếp: 12 năm, Michael Laudrup ( Đan Mạch, 1986–1998) và Ivica Olić ( Croatia, 2002–2014).
- Khoảng cách xa nhất giữa hai kỳ World Cup không có bàn phản lưới nhà: 28 năm (1962–1990).
- Khoảng cách gần nhất giữa hai kỳ World Cup không có bàn phản lưới nhà: 4 năm (1958–1962).
- Khoảng cách gần nhất một trận chung kết phải phân định thắng thua bằng loạt sút luân lưu: 12 năm (1994–2006).
- Khoảng cách xa nhất một trận chung kết phải phân định thắng thua bằng loạt sút luân lưu: 16 năm (2006–2022).
- Khoảng cách xa nhất một trận chung kết phải giải quyết thắng thua trong hiệp phụ: 32 năm (1934–1966 và 1978–2010).
- Khoảng cách gần nhất một trận chung kết phải giải quyết thắng thua trong hiệp phụ: 4 năm (2010–2014).
- Khoảng cách xa nhất giữa hai kỳ World Cup có trận đấu với tỷ số cách biệt lớn nhất: 20 năm (1954–1974), từ khi Hungary thắng Hàn Quốc 9 bàn không gỡ đén lúc Nam Tư thắng đậm Zaire với cùng tỷ số.
- Khoảng cách gần nhất giữa hai kỳ World Cup có trận đấu với tỷ số cách biệt lớn nhất: 8 năm (1974–1982), từ trận Nam Tư thắng Zaire đến trận Hungary thắng 10-1 trước El Salvador
- Khoảng cách xa nhất một đội tuyển tái lập kỷ lục trận đấu có tỷ số đậm nhất: 28 năm, Hungary (1954–1982).
- Khoảng cách xa nhất một trận chung kết có cầu thủ lập hat-trick: 56 năm (1966–2022), từ khi Geoff Hurst của Anh ghi 2 bàn vào lưới và 1 bàn chạm vạch vôi đội Tây Đức cho đến lúc Kylian Mbappé 3 lần lập công cho Pháp trước Argentina.
- Khoảng cách xa nhất một trận chung kết mà đội vô địch có hai cầu thủ lập cú đúp: 20 năm (1938–1958), từ Gino Colaussi và Silvio Piola trong trận Ý thắng Hungary 4–2 đến Vavá và Pelé trong trận Brasil thắng Thụy Điển 5–2.
- Khoảng cách xa nhất một kỳ World Cup có cầu thủ lập cú poker: 20 năm (1966–1986).
- Khoảng cách gần nhất một kỳ World Cup có cầu thủ lập được cú poker: 4 năm (1950–1954–1958).
- Khoảng cách xa nhất một kỳ World Cup có một đội phản lưới nhà tới 2 lần: 52 năm (1966–2018), từ Bulgaria đến Nga.
- Khoảng cách xa nhất một đội tuyển nhận được bàn phản lưới nhà từ các đối thủ khác nhau: 44 năm, Đức (1954-1998) và Pháp (1954-1998)
- Khoảng cách gần nhất một đội tuyển nhận được bàn phản lưới nhà từ các đối thủ khác nhau: 4 năm - Ý (1970–1974–1978), Hoa Kỳ (2002–2006), Paraguay (2002–2006), Argentina (2010–2014), Croatia (2014–2018), Pháp (2014–2018)
- Khoảng cách xa nhất một đội bóng tự phản lưới nhà: 48 năm, Tây Ban Nha (1950–1998).
- Khoảng cách gần nhất một đội bóng tự phản lưới nhà: 4 năm - Hà Lan (1974-1978), Tây Ban Nha (1998–2002), Bồ Đào Nha (2002–2006), Brasil (2014–2018), Nigeria (2014–2018), Maroc (2018–2022).
- Khoảng cách xa nhất một đội tuyển nhận được bàn phản lưới nhà đến từ một đối thủ: 44 năm (1954–1998); trong lịch sử chỉ duy nhất Nam Tư 2 lần phản lưới nhà khi đối đầu với Đức.
- Khoảng cách xa nhất một đội tuyển có hai trận hòa không bàn thắng trong một kỳ World Cup: 36 năm,  Maroc (1986–2022)
- Khoảng cách gần nhất một đội tuyển có hai trận hòa không bàn thắng trong một kỳ World Cup: 12 năm,  Paraguay (1998–2010)
- Khoảng cách gần nhất giữa hai kỳ World Cup có đội bóng thiết lập kỷ lục 3 trận hòa không bàn thắng: 4 năm (1978–1982), từ Tây Đức đến Ba Lan.

## Bàn thắng và kiến tạo

### Cá nhân
- Nhiều bàn thắng nhất: Miroslav Klose ( Đức, 2002–2014), 16 bàn.
- Kiến tạo nhiều nhất: Diego Maradona ( Argentina, 1982–1994) và Lionel Messi ( Argentina, 2006–2022), đều 8 bàn.
- Ghi bàn ở nhiều vòng chung kết nhất: Cristiano Ronaldo ( Bồ Đào Nha), 5 kỳ (2006–2022).
- Kiến tạo và ghi bàn ở nhiều trận đấu nhất: Lionel Messi ( Argentina), 4 trận (1 trận năm 2006 và 3 trận năm 2022).
- Kiến tạo ở nhiều kỳ World Cup nhất: Lionel Messi ( Argentina), 5 kỳ (2006–2022).
- Cầu thủ trẻ nhất vừa ghi bàn vừa kiến tạo trong một trận đấu: Lionel Messi  Argentina), 18 tuổi 357 ngày (trận gặp Serbia & Montenegro ở vòng bảng năm 2006).
- Cầu thủ lớn tuổi nhất vừa ghi bàn vừa kiến tạo trong một trận đấu: Lionel Messi ( Argentina), 35 tuổi 172 ngày (trận bán kết gặp Croatia năm 2022).
- Cầu thủ lớn tuổi nhất ghi được nhiều bàn thắng nhất trong một kỳ World Cup: Lionel Messi ( Argentina), 7 bàn và trên 35 tuổi ở World Cup 2022.
- Nhiều bàn thắng nhất tại vòng loại: Carlos Ruiz ( Guatemala, 2002–2018), 39 bàn.[51]
- Nhiều bàn thắng nhất tại một vòng chung kết: Just Fontaine ( Pháp), 13 bàn năm 1958.
- Nhiều bàn thắng nhất trong một trận vòng loại: Archie Thompson ( Úc), 13 bàn (trong trận gặp Samoa thuộc Mỹ năm 2002).
- Nhiều bàn nhất trong các trận chung kết: Kylian Mbappé ( Pháp), 4 bàn (2018 và 2022)/
- Ghi bàn trong tất cả các trận của một đội bóng tham dự World Cup[52]:
  - 6 trận: Just Fontaine ( Pháp, 1958, 13 bàn), Jairzinho ( Brasil, 1970, 7 bàn).
  - 5 trận: James Rodríguez ( Colombia, 2014, 6 bàn).
- Số trận ghi bàn nhiều nhất: Ronaldo ( Brasil, 1998–2006), 11 trận.
- Số trận liên tiếp ghi bàn nhiều nhất: Just Fontaine ( Pháp, 1958) và Jairzinho ( Brasil, 1970), đều 6 trận.
- Ghi bàn ở tất cả các giai đoạn của giải: Lionel Messi ( Argentina) năm 2022 (vòng bảng, vòng 1/8, tứ kết, bán kết, chung kết).
- Ghi bàn tại tất cả các trận đấu tại một kỳ World Cup[j]: Alcides Ghiggia ( Uruguay), 4 bàn trong 4 trận (1950); Just Fontaine ( Pháp), 13 bàn trong 6 trận (1958); Jairzinho ( Brasil), 7 bàn trong 6 trận (1970) và James Rodríguez ( Colombia), 6 bàn trong 5 trận (2014).
- Số giải đấu ghi được ít nhất hai bàn: 4 giải - Uwe Seeler ( Tây Đức, 1958–1970) và Miroslav Klose ( Đức, 2002–2014).
- Số giải đấu ghi được ít nhất ba bàn: 3 giải - Jürgen Klinsmann ( Đức, 1990–1998), Ronaldo ( Brasil, 1998–2006) và Miroslav Klose ( Đức, 2002–2010).
- Số giải đấu ghi được ít nhất bốn bàn: 3 giải - Miroslav Klose ( Đức, 2002–2010).
- Số giải đấu ghi được ít nhất năm bàn: 2 giải - Teófilo Cubillas ( Perú 1970, 1978), Miroslav Klose ( Đức, 2002–2006) và Thomas Müller ( Đức, 2010–2014).
- Cầu thủ trẻ nhất ghi bàn: Pelé ( Brasil), 17 tuổi và 239 ngày, trong trận gặp Xứ Wales năm 1958.
- Cầu thủ trẻ nhất ghi bàn trong một trận chung kết: Pelé ( Brasil), 17 tuổi và 249 ngày, trong trận gặp Thụy Điển năm 1958)
- Cầu thủ lớn tuổi nhất ghi bàn: Roger Milla ( Cameroon), 42 tuổi và 39 ngày, trong trận gặp Nga năm 1994)
- Cầu thủ lớn tuổi nhất ghi bàn trong một trận chung kết: Nils Liedholm ( Thụy Điển), 35 tuổi và 264 ngày, trong trận gặp Brasil năm 1958).
- Bàn thắng nhanh nhất: 11 giây - Hakan Şükür ( Thổ Nhĩ Kỳ), trong trận gặp Hàn Quốc năm 2002.
- Bàn thắng nhanh nhất trong lượt đấu vòng bảng: 29 giây - Clint Dempsey ( Hoa Kỳ), trong trận gặp Ghana năm 2014.
- Bàn thắng nhanh nhất khi được vào sân từ băng ghế dự bị: 16 giây - Ebbe Sand ( Đan Mạch), trong trận gặp Nigeria năm 1998.
- Bàn thắng nhanh nhất trong một trận chung kết: 90 giây - Johan Neeskens ( Hà Lan), trong trận gặp Tây Đức năm 1974.
- Bàn thắng nhanh nhất trong một trận vòng loại: 8.1 giây - Christian Benteke ( Bỉ), trong trận gặp Gibraltar năm 2018.
- Bàn thắng muộn nhất trong thời gian thi đấu hiệp phụ: Phút thứ 120+1 - Alessandro Del Piero ( Ý), trong trận gặp Đức năm 2006 và Abdelmoumene Djabou ( Algérie), trong trận gặp Đức năm 2014.
- Bàn thắng muộn nhất trong thời gian thi đấu chính thức được ghi do đá phạt đền thành công: Phút thứ 90+13 - Mehdi Taremi ( Iran), trong trận gặp Anh năm 2022.
- Bàn thắng muộn nhất trong thời gian thi đấu chính thức được tạo bởi tình huống bóng sống: Phút thứ 90+11 - Ramin Rezaeian ( Iran) trong lượt trận 2 vòng bảng gặp  Wales và Wout Weghorst ( Hà Lan) trong trận tứ kết gặp  Argentina, đều ở World Cup 2022.
- Bàn thắng muộn nhất trong một trận chung kết: Phút thứ 120 - Geoff Hurst ( Anh), trong trận gặp Tây Đức năm 1966.
- Bàn thẳng mở tỉ số muộn nhất: Phút thứ 119 - David Platt ( Anh) trong trận gặp Bỉ năm 1990 và Fabio Grosso ( Ý) trong trận gặp Đức năm 2006.
- Bàn thắng mở tỉ số muộn nhất trong một trận chung kết: Phút thứ 116 - Andrés Iniesta ( Tây Ban Nha, trong trận gặp Hà Lan năm 2010.
- Bàn thắng đầu tiên được ghi trong bối cảnh vào sân thay người ở trận chung kết: Mario Götze ( Đức), trong trận gặp Argentina năm 2014.
- Bàn thắng duy nhất được ghi bằng sút trực tiếp từ chấm phạt góc: Marcos Coll ( Colombia), phút thứ 68 trận hòa 4–4 với Liên Xô năm 1962.
- Bàn thắng duy nhất được ghi bằng tay nhưng trọng tài vẫn công nhận do không nhìn thấy: Diego Maradona ( Argentina) trong trận tứ kết gặp Anh năm 1986, sau này được biết đến với tên gọi "Bàn tay của Chúa".

### Các cú đúp trở lên

#### Kỷ lục của trận đấu
- Tổng số cú repoker: 1. Oleg Salenko ( Nga) là người duy nhất ghi 5 bàn thắng trong trận đấu lượt cuối vòng bảng thắng Cameroon 6-1 ở World Cup 1994.[43]
- Tổng số cú poker: 6 (1 năm 1938, 1 năm 1950, 1 năm 1954, 1 năm 1958, 1 năm 1966, 1 năm 1986)
- Tổng số cú hat-trick: 46 (3 năm 1930, 3 năm 1934, 3 năm 1938, 1 năm 1950, 7 năm 1954, 2 năm 1958, 1 năm 1962, 1 năm 1966, 2 năm 1970, 2 năm 1974, 2 năm 1978, 4 năm 1982, 3 năm 1986, 2 năm 1990, 1 năm 1994, 1 năm 1998, 1 năm 2002, 1 năm 2010, 2 năm 2014, 2 năm 2018, 2 năm 2022)
- Tổng số cú đúp: 259[k] (11 năm 1930, 9 năm 1934, 10 năm 1938, 9 năm 1950, 21 năm 1954, 17 năm 1958, 11 năm 1962, 10 năm 1966, 10 năm 1970, 6 năm 1974, 13 năm 1978, 9 năm 1982, 8 năm 1986, 10 năm 1990, 14 năm 1994, 15 năm 1998, 10 năm 2002, 15 năm 2006, 9 năm 2010, 13 năm 2014, 10 năm 2018, 19 năm 2022)
- Trận đấu duy nhất có đồng thời 1 cú đúp, 1 cú hat-trick và 1 cú poker: Brasil 6–5 Ba Lan, World Cup 1938 (Ernst Wilimowski của Ba Lan ghi 4 bàn, Leônidas da Silva của Brasil ghi 3 bàn, José Perácio của Brasil ghi 2 bàn).
- Trận đấu duy nhất có 2 cú hat-trick và 2 cú đúp: Áo 7–5 Thụy Sĩ, World Cup 1954 (Theodor Wagner của Áo và Josef Hügi của Thụy Sĩ mỗi người ghi 3 bàn, Robert Körner của Áo và Robert Ballaman của Thụy Sĩ mỗi người ghi 2 bàn).
- Trận đấu có 1 cú hat-trick và 2 cú đúp: 4 trận
  - Argentina 6–3 Mexico, World Cup 1930 (Guillermo Stábile của Argentina ghi được 3 bàn, Adolfo Zumelzú của Argentina và Manuel Rosas của Mexico mỗi người ghi được 2 bàn)
  - Hungary 9–0 Hàn Quốc, World Cup 1954 (Sándor Kocsis ghi 3 bàn, Ferenc Puskás và Péter Palotás mỗi người ghi 2 bàn)
  - Uruguay 7–0 Scotland, World Cup 1954 (Carlos Borges ghi được 3 bàn, Óscar Míguez và Julio Abbadie mỗi người ghi 2 bàn)
  - Hungary 10–1 El Salvador, World Cup 1982 (László Kiss ghi 3 bàn, Tibor Nyilasi và Gábor Pölöskei mỗi người ghi 2 bàn)
- Trận đấu có 2 cú hat-trick: Thụy Điển 8-0 Cuba, World Cup 1938 (HarryAndersson và Gustav Wetterström mỗi người ghi 3 bàn)
- Trận đấu có 1 cú poker và 1 cú đúp: 2 trận
  - Brasil 7–1 Thụy Điển, World Cup 1950 (Ademir Marques de Menezes ghi 4 bàn và Francisco Aramburu ghi 2 bàn)
  - Hungary 8–3 Đức, vòng bảng World Cup 1954 (các cầu thủ Hungary là Sándor Kocsis ghi 4 bàn và Nándor Hidegkuti ghi 2 bàn)
- Trận đấu có 1 cú hat-trick và 1 cú đúp: 14 trận
  - Uruguay 6–1 Nam Tư, World Cup 1930 (Pedro Cea ghi 3 bàn và Peregrino Anselmo ghi 2 bàn)
  - Ý 7–1 Hoa Kỳ, World Cup 1934 (Angelo Schiavio ghi 3 bàn và Raimundo Orsi ghi 2 bàn)
  - Đức 5–2 Bỉ, World Cup 1934 (Edmund Conen của Đức ghi 3 bàn, Bernard Voorhoof của Bỉ ghi 2 bàn)
  - Uruguay 8–0 Bolivia, World Cup 1950 (Óscar Míguez ghi 3 bàn và Juan Alberto Schiaffino ghi 2 bàn)
  - Thổ Nhĩ Kỳ 7–0 Hàn Quốc  ở World Cup 1954 (Burhan Sargun ghi 3 bàn và Suat Mamat ghi 2 bàn),
  - Tây Đức 7–2 Thổ Nhĩ Kỳ, World Cup 1954 (các cầu thủ Đức là Max Morlock ghi 3 bàn và Hans Schäfer ghi 2 bàn)
  - Áo 5–0 Tiệp Khắc, World Cup 1954 (Erich Probst ghi 3 bàn và Ernst Stojaspal ghi 2 bàn)
  - Pháp 7–3 Paraguay, World Cup 1958 (Just Fontaine của Pháp ghi 3 bàn và Florencio Amarilla của Paraguay ghi 2 bàn)
  - Hungary 6–1 Bulgaria, World Cup 1962 (Flórián Albert ghi 3 bàn và Lajos Tichy ghi 2 bàn)
  - Ba Lan 7–1 Haiti, World Cup 1974 (Andrzej Szarmach ghi 3 bàn và Grzegorz Lato ghi 2 bàn)
  - Argentina 5–0 Jamaica, World Cup 1998 (Gabriel Batistuta ghi 3 bàn và Ariel Ortega ghi 2 bàn)
  - Bồ Đào Nha 3–3 Tây Ban Nha, World Cup 2018 (Cristiano Ronaldo của Bồ Đào Nha ghi 3 bàn và Diego Costa của Tây Ban Nha ghi 2 bàn)
  - Anh 6–1 Panama, World Cup 2018 (Harry Kane ghi 3 bàn và John Stones ghi 2 bàn)
  - Argentina 3–3 Pháp, World Cup 2022 (Kylian Mbappé của Pháp ghi 3 bàn và Lionel Messi của Argentina ghi 2 bàn)
- Trận đấu có 3 cú đúp: Anh 4-4 Bỉ, World Cup 1954 (Léopold Anoul và Nat Lofthouse của Anh, Ivor Broadis của Bỉ mỗi cầu thủ ghi 2 bàn)
- Trận đấu có 2 cú đúp (tính riêng những trận có 2 cú đúp, không tính các trận có trên 3 cú đúp và những cú trên 3 bàn): 25 trận (2 trận năm 1930, 1 trận năm 1934, 2 trận năm 1938, 4 trận năm 1954, 2 trận năm 1958, 2 trận năm 1962, 1 trận năm 1966, 2 trận năm 1978, 1 trận năm 1982, 1 trận năm 1998, 1 trận năm 2006, 3 trận năm 2014, 1 trận năm 2018, 2 trận năm 2022).

#### Kỷ lục của đội tuyển và cá nhân
- Đội lập nhiều cú đúp nhất:  Brasil, 29 cú đúp.
- Đội lập nhiều cú đúp nhất trong một giải đấu:  Hungary (1954), 5 cú.
- Đội lập nhiều cú đúp nhất trong 1 trận đấu:  Hungary (1938, 1954, 1982) và  Brasil (1958, 1962, 1998) - 3 trận mỗi trận 2 cú.
- Đội lập nhiều cú hat-trick nhất qua các kỳ World Cup:  Đức, 7 cú (1 năm 1934, 1 năm 1954, 2 năm 1970, 1 năm 1982, 1 năm 2002, 1 năm 2014).
- Đội lập được 2 hat-trick trong 1 giải đấu:  Áo (1954) và  Đức (1970).
- Đội duy nhất lập được 2 cú hat-trick trong 1 trận đấu:  Thụy Điển trong trận thắng Cuba 8-0 ở World Cup 1938.
- Đội lập được 1 cú poker và 1 cú đúp trong 1 trận đấu: Brasil (trận thắng Thụy Điển 7-1 ở World Cup 1950) và  Hungary (trận thắng Tây Đức 8-3 ở World Cup 1954).
- Đội lập được 1 cú hat-trick và 2 cú đúp trong 1 trận đấu:  Hungary (trận thắng Hàn Quốc 9-0 ở World Cup 1954 và trận thắng El Salvador 10-1 ở World Cup 1982),  Uruguay (trận thắng Scotland 7-0 ở World Cup 1954).
- Cầu thủ lớn tuổi nhất lập hat-trick: Cristiano Ronaldo ( Bồ Đào Nha), 33 tuổi và 130 ngày, trong trận hòa 3-3 với Tây Ban Nha ở World Cup 2018.
- Cầu thủ trẻ nhất lập hat-trick: Pelé ( Brasil), 17 tuổi và 244 ngày, trong trận thắng Pháp 5-2 ở bán kết năm 1958).
- Khoảng thời gian hoàn thành cú hat-trick ngắn nhất: 8 phút - László Kiss ( Hungary) ghi bàn ở các phút 69, 72 và 76 trong trận gặp El Salvador năm 1982.
- Ghi được nhiều hat-trick nhất trong 1 giải đấu: Sándor Kocsis ( Hungary, 1954), Just Fontaine ( Pháp, 1958), Gerd Müller ( Tây Đức, 1970) - đều 2 cú.
- Cầu thủ lập hat-trick trong 2 giải đấu liên tiếp: Gabriel Batistuta ( Argentina), trận gặp Hy Lạp năm 1994 và trận gặp Jamaica năm 1998.
- Số trận liên tiếp ghi được hat-trick: Sándor Kocsis ( Hungary, 1954) và Gerd Müller ( Tây Đức, 1970) - 2 trận.
- Cầu thủ lập 1 cú poker, 1 cú hat-trick và 2 cú đúp trong 1 giải đấu: 2 người
  - Sándor Kocsis ( Hungary) năm 1954: ghi 4 bàn trong trận gặp Tây Đức và 3 bàn trong trận gặp Hàn Quốc ở vòng bảng, ghi 2 bàn trong trận tứ kết gặp Brasil, ghi 2 bàn trong trận bán kết gặp Uruguay.
  - Just Fontaine ( Pháp) năm 1958: ghi 4 bàn trong trận tranh hạng ba gặp Tây Đức, ghi 3 bàn trong trận gặp Paraguay và 2 bàn trong trận gặp Nam Tư ở vòng bảng, ghi 2 bàn trong trận gặp Bắc Ireland ở tứ kết.
- Cầu thủ lập nhiều cú đúp nhất trong một giải đấu: Mario Kempes (1978), 3 cú.
- Ghi nhiều bàn nhất trong một trận thua: Ernest Wilimowski ( Ba Lan), 4 bàn trong trận gặp Brasil năm 1938).
- Số trận ghi được ít nhất hai bàn thắng: 4 - Sándor Kocsis ( Hungary, 1954), Just Fontaine ( Pháp, 1958), Ronaldo ( Brasil, 1998–2006).
- Số trận liên tiếp ghi ít nhất được hai bàn thắng: 4 - Sándor Kocsis ( Hungary, 1954).
- Ghi nhiều bàn nhất trong một trận chung kết: 3 - Geoff Hurst ( Anh, trong trận gặp Tây Đức năm 1966) và Kylian Mbappé ( Pháp, trong trận gặp Argentina năm 2022).
- Lập cú đúp trong thời gian nhanh nhất: 1 phút
  - Phút 45 và phút 46: Javier Valdivia ( México) trong trận vòng bảng World Cup 1970 gặp El Salvador.
  - Phút 80 và phút 81: Kylian Mbappé ( Pháp) trong trận chung kết World Cup 2022 gặp Argentina.

### Đội tuyển
- Tỉ số cách biệt nhất giữa 2 đội: 9 bàn
  - Hungary  9–0  Hàn Quốc (1954)
  - Nam Tư  9–0  Zaire (1974)
  - Hungary  10–1  El Salvador (1982)
- Tỉ số cách biệt nhất giữa 2 đội trong một trận vòng loại: 31 bàn - Úc  31–0  Samoa thuộc Mỹ (11 tháng 4 năm 2001)
- Trận đấu có tỷ số cách biệt sát nút nhiều bàn thắng nhất: 11 bàn, Brasil 6-5 Ba Lan (1938)
- Đội ghi được nhiều bàn thắng nhất trong một trận: 10 bàn - Hungary, trong trận gặp El Salvador năm 1982.
- Trận đấu có tỷ số cách biệt nhiều bàn thắng nhất: 12 bàn -  Áo 7–5 Thụy Sĩ (1954)
- Trận hoà nhiều bàn thắng nhất: 8 bàn
  - Anh  4–4  Bỉ (1954)
  - Liên Xô  4–4  Colombia (1962)
- Trận bán kết nhiều bàn thắng nhất: 8 bàn - Brasil 1–7 Đức (2014)
- Trận bán kết ít bàn thắng nhất: 0 bàn - Hà Lan 0–0 (2–4 p) Argentina (2014)
- Đội ghi được nhiều bàn thắng nhất trong một trận chung kết: 5 bàn - Brasil trong trận gặp Thụy Điển năm 1958.
- Trận chung kết có nhiều bàn thắng nhất: 7 bàn, Thụy Điển 2–5 Brasil (1958).
- Trận chung kết có ít bàn thắng nhất: 0 bàn, Brasil 0–0 (4–3 p) Ý (1994).
- Trận đấu có nhiều bàn thắng được ghi trong hiệp phụ nhất: 5 bàn, Ý 4–3 Tây Đức (1970).
- Nhiều cầu thủ nhất cùng ghi bàn cho một đội trong một trận đấu: 7 cầu thủ - Nam Tư, trong trận gặp Zaire năm 1974 (Dušan Bajević, Dragan Džajić, Ivica Šurjak, Josip Katalinski, Vladislav Bogićević, Branko Oblak, Ilija Petković).
- Nhiều cầu thủ nhất cùng ghi bàn cho một đội trong một giải đấu: 11 cầu thủ - Bỉ năm 2018 (Michy Batshuayi, Nacer Chadli, Kevin De Bruyne, Marouane Fellaini, Eden Hazard, Adnan Januzaj, Romelu Lukaku, Dries Mertens, Thomas Meunier, Jan Vertonghen và một bàn phản lưới của Fernandinho (Brasil)).[l]
- Đội chủ nhà bị thủng lưới nhiều nhất trong một trận đấu: 7 bàn -   Thụy Sĩ (thua Áo 5–7 năm 1954) và  Brasil (thua Đức 1–7 năm 2014)
- Đội chủ nhà thua cách biệt lớn nhất: 6 bàn -  Brasil (thua Đức 1–7 năm 2014)
- Đội thua ghi được nhiều bàn thắng nhất: 5 bàn -  Ba Lan (thua Brasil 5–6 năm 1938) và  Thụy Sĩ (thua Áo 5–7 năm 1954)
- Hai bàn thắng liên tiếp được ghi nhanh nhất bởi cầu thủ hai bên: 1 phút
  - Ý gặp Cameroon (1982): Francesco Graziani của Ý ghi bàn ở phút 60, Grégoire M'Bida của Cameroon ghi bàn ở phút 61.
  - Algérie gặp Đức (2014): Mesut Özil của Đức ghi bàn ở phút 120, Abdelmoumene Djabou của Algerie ghi bàn ở phút 120+1.
  - Đức gặp Ý (1970): Gerd Müller của Đức ghi bàn ở phút 110, Gianni Rivera của Ý ghi bàn ở phút 111.
  - Bỉ gặp Liên Xô (1986): Nico Claesen của Bỉ ghi bàn ở phút 110 Ігор Іванович Беланов của Liên Xô ghi bàn ở phút 111.
- Hai bàn thắng liên tiếp được ghi bởi hai cầu thủ cùng một đội bóng trong thời gian ngắn nhất: 69 giây, Đức trong trận gặp Brasil năm 2014 (Miroslav Klose ở phút 23 và Toni Kroos ở phút 24).
- Hai bàn gỡ liên tiếp được ghi bởi hai cầu thủ cùng một đội bóng trong thời gian nhanh nhất: 151 giây, Cameroon trong trận gặp Serbia năm 2022 (Vincent Aboubakar ở phút 63 và Maxim Choupo-Moting ở phút 66).
- Ba bàn thắng được nhiều cầu thủ ghi trong thời gian ngắn nhất cho một đội tuyển: 4 phút, trận Thụy Sĩ gặp Áo năm 1954 (Robert Ballaman ở phút 16, Josef Hügi ở phút 17 và 19).
- Ba bàn gỡ được nhiều cầu thủ ghi trong thời gian ngắn nhất cho 1 đội tuyển: 3 phút, trận Áo gặp Thụy Sĩ năm 1954 (Theodor Wagner ở phút 25 và 27, Robert Körner ở phút 26).
- Sáu bàn thắng được ghi trong thời gian nhanh nhất cho cả hai đội bóng: 11 phút, trận Áo gặp Thụy Sĩ năm 1954 (Thụy Sĩ ghi liên tiếp 3 bàn ở các phút 16, 17 và 19 và Áo gỡ liên tiếp 3 bàn ở các phút 25, 26 và 27).

### Phản lưới nhà
- Tổng số bàn phản lưới nhà: 55 bàn (1 bàn năm 1930, 2 bàn năm 1938, 1 bàn năm 1950, 4 bàn năm 1954, 2 bàn năm 1966, 1 bàn năm 1970, 3 bàn năm 1974, 3 bàn năm 1978, 1 bàn năm 1982, 2 bàn năm 1986, 1 bàn năm 1994, 6 bàn năm 1998, 3 bàn năm 2002, 4 bàn năm 2006, 2 bàn năm 2010, 5 bàn năm 2014, 12 bàn năm 2018, 2 bàn năm 2022).
- Nhiều bàn phản lưới nhà nhất trong một giải đấu: 12 bàn (2018).
- Ít bàn phản lưới nhà nhất trong một giải đấu: 1 bàn (1930, 1970, 1982, 1994).
- Giải đấu không có bàn phản lưới nhà: 1934, 1958, 1962, 1990.
- Trận đấu có nhiều bàn phản lưới nhà nhất:  Hoa Kỳ và  Bồ Đào Nha (2002), mỗi đội 1 bàn của Jorge Costa và Jeff Agoos.
- Đội vừa tự phản lưới nhà vừa được nhận bàn phản lưới của đối thủ trong 1 giải đấu: 
  -  Tây Ban Nha (1998): Andoni Zubizarreta Urreta phản lưới nhà trận gặp Nigeria và nhận bàn thắng do Georgi Bachev phản lưới nhà trong trận đấu với Bulgaria.
  -  Paraguay (2006): Carlos Alberto Gamarra Pavon phản lưới nhà trận gặp Anh và nhận bàn thắng do Brent Sancho phản lưới nhà trong trận gặp Trinidad & Tobago.
  -  Nga (2018): Denis Dmitriyevich Cheryshev phản lưới nhà trong trận gặp Uruguay ở vòng bảng và Sergei Nikolaievich Ignashevich phản lưới nhà trong trận gặp Tây Ban Nha ở vòng 1/8 World Cup 2018, nhưng lại nhận được bàn phản lưới nhà của Ahmed Fathy trong trận gặp Ai Cập.
  -  Croatia (2018): Mario Mandžukić phản lưới nhà trong trận chung kết gặp Pháp nhưng trước đó cũng nhận một bàn phản lưới nhà của Oghenekaro Etebo (Nigeria) ở vòng bảng.
- Cầu thủ ghi bàn cho cả hai đội trong một trận đấu: 2 người 
  - Ernie Brandts ( Hà Lan), trong trận gặp Ý năm 1978 – phản lưới nhà vào phút thứ 18, ghi bàn vào phút thứ 50.
  - Mario Mandžukić ( Croatia, trong trận chung kết gặp Pháp năm 2018 – phản lưới nhà vào phút thứ 18, ghi bàn vào phút thứ 69.
- Cầu thủ vừa ghi bàn vừa phản lưới nhà trong một giải đấu: 7 người
  - Manuel Rosas ( México, 1930): Phản lưới nhà trong trận gặp Chile và ghi bàn từ chấm phạt đền thành công trong trận gặp Argentina.
  - Rudolf Jozef Krol ( Hà Lan, 1974): Phản lưới nhà trong trận gặp Bulgaria và ghi bàn trong trận gặp Argentina.
  - Ernie Brandts ( Hà Lan): Ngoài bàn thắng ghi vào lưới đội Ý còn có 1 bàn thắng nữa ghi vào lưới đội Áo.
  - Siniša Mihajlović ( Nam Tư, 1998): Phản lưới nhà trong trận gặp Đức và ghi bàn trong trận thắng Iran.
  - Park Chu-young ( Hàn Quốc): Phản lưới nhà trong trận gặp Argentina và ghi bàn trong trận gặp Nigeria.
  - Denis Dmitriyevich Cheryshev ( Nga, 2018): Phản lưới nhà trong trận gặp Uruguay và ghi 4 bàn thắng tại giải đấu.
  - Mario Mandžukić ( Croatia, 2018): Ghi được 2 bàn và 1 bàn phản lưới ở trận chung kết gặp Pháp.
  - Enzo Fernández ( Argentina, 2022): Phản lưới nhà trận gặp Úc nhưng đã ghi bàn trong trận gặp Mexico.
- Cầu thủ đầu tiên phản lưới nhà ở trận chung kết: Mario Mandžukić ( Croatia) năm 2018.[45]
- Bàn phản lưới nhà đầu tiên: Manuel Rosas ( México), trận gặp Chile ở World Cup 1930.
- Những bàn phản lưới nhà sớm nhất: Carlos Gamarra ( Paraguay), phút thứ 3 trận gặp Anh năm 2006; Sead Kolasinac  Bosna và Hercegovina, phút thứ 3 trận gặp Argentina năm 2014.[53]
- Bàn phản lưới nhà muộn nhất: Aziz Bouhaddouz ( Maroc), phút thứ 95 trận gặp Iran năm 2018.
- Đội bóng có nhiều lần đá phản lưới nhà nhất trong một giải đấu: 2 lần,  Bulgaria (Ivan Vutsov phản lưới nhà trong trận gặp Bồ Đào Nha và Ivan Davidov phản lưới nhà trong trận gặp Hungary đều ở vòng bảng World Cup 1966),  Nga (Denis Dmitriyevich Cheryshev phản lưới nhà trong trận gặp Uruguay ở vòng bảng và Sergei Nikolaievich Ignashevich phản lưới nhà trong trận gặp Tây Ban Nha ở vòng 1/8 World Cup 2018)
- Đội bóng có nhiều lần đá phản lưới nhà nhất: 4 lần,  México (trận gặp Chile năm 1930, trận gặp Pháp năm 1954, trận gặp Ý năm 1970, trận gặp Thụy Điển năm 2018), 3 lần,  Bulgaria (các trận gặp Bồ Đào Nha và Hungary năm 1966 với trận gặp Tây Ban Nha năm 1998),  Tây Ban Nha (trận gặp Brasil năm 1950, trận gặp Nigeria năm 1998 và trận gặp Paraguay năm 2002),  Maroc (trận gặp Na Uy năm 1998, trận gặp Iran năm 2018 và trận gặp Canada năm 2022)
- Đội bóng được nhận nhiều bàn thắng từ đối thủ phản lưới nhà nhất: 6 bàn,  Pháp (1 bàn năm 1954, 1 bàn năm 1998, 2 bàn năm 2014, 2 bàn năm 2018), 4 bàn  Đức (1938,1954,1998,2006) và  Ý (1970,1974,1978,1986)
- Đội bóng được nhận nhiều bàn thắng từ đối thủ phản lưới nhà nhất trong 1 giải đấu: 2 bàn,  Pháp (năm 2014) và Pháp (năm 2018)
- Đội duy nhất có số pha phản lưới nhiều hơn số bàn thắng:  Trinidad và Tobago (1 bàn phản lưới nhà của Brent Sancho ở lượt trận cuối vòng bảng World Cup 2006 thua Paraguay 0-2)
- Đội phản lưới nhà vào 1 đối thủ nhiều nhất: 2 lần, Nam Tư (năm 1954 và năm 1998) đều gặp Đức
- Đội nhận bàn phản lưới nhà của 1 đối thủ nhiều nhất: 2 lần, Đức (năm 1954 và năm 1998) đều gặp Nam Tư
- Cầu thủ đầu tiên và duy nhất của đội chủ nhà phản lưới nhà ngay trong ngày khai mạc: Marcelo  Brasil (trận thắng Croatia 3-1 ở World Cup 2014)
- Thủ môn phản lưới nhà: 2 người, Valladares [[File:|23x15px|border |alt=|link=]] Honduras (trận thua 0-2 ở vòng bảng World Cup 2014 gặp Pháp, cú sút của cầu thủ Pháp Benzema bật cột dọc văng qua tay thủ môn này đổi hướng bay vào lưới), Yann Sommer  Thụy Sĩ (trận hòa Costa Rica 2-2 ở vòng bảng World Cup 2018, cú sút phạt đền của cầu thủ đội Costa Rica Bryan Ruiz đập xà ngang dội xuống trúng lưng thủ môn này rồi bay ngược vào lưới)
- Cầu thủ duy nhất bị ám sát do phản lưới nhà: Andrés Escobar ( Colombia), phản lưới nhà trong trận gặp Mỹ ở World Cup 1994, sau khi về nước đã bị bắn chết.

### Phạt đền
- Tổng số những cú sút phạt đền thành công: 204 quả (1 quả năm 1930, 3 quả năm 1934, 3 quả năm 1938, 3 quả năm 1950, 7 quả năm 1954, 7 quả năm 1958, 7 quả năm 1962, 7 quả năm 1966, 5 quả năm 1970, 6 quả năm 1974, 12 quả năm 1978, 8 quả năm 1982, 12 quả năm 1986, 12 quả năm 1990, 14 quả năm 1994, 17 quả năm 1998, 13 quả năm 2002, 12 quả năm 2006, 9 quả năm 2010, 12 quả năm 2014, 22 quả năm 2018, 14 quả năm 2022).
- Giải đấu có nhiều quả phạt đền nhất: 2018 (có tới 29 quả phạt đền và 22 bàn thắng được ghi trên chấm phạt đền).[45]
- Giải đấu có ít quả phạt đền nhất: 1930 (1 quả duy nhất)
- Giải đấu có nhiều pha đá hỏng phạt đền nhất: 7/29 quả (2018), 6/18 quả (1990), 6/20 quả (2022),[54] 5/14 quả (2010), 5/18 quả (2022)
- Giải đấu có ít pha đá hỏng phạt đền bị đá hỏng nhất: 2014, 1/13 quả.
- Quả phạt đền đầu tiên thành bàn: Manuel Rosas ( México) trong trận thua Argentina 3–6 năm 1930.
- Đội được hưởng phạt đền nhiều nhất: Tây Ban Nha và Argentina, đều 18 quả.
- Đội bị thổi phạt đền nhiều nhất: Brasil, 12 quả
- Đội được hưởng phạt đền nhiều nhất trong một giải đấu:   Argentina (2022), 5 quả.[55]
- Đội bị thổi phạt đền nhiều nhất trong một giải đấu:  Iran (1978) và   Pháp (2022), đều 4 quả.
- Nhiều quả phạt đền nhất một đội được hưởng trong một trận đấu, cũng là số lượng quả phạt đền nhiều nhất đối phương bị thổi phạt trong một trận đấu: 2 quả
  - Đức (trận gặp Áo năm 1954)
  - Bồ Đào Nha (trận gặp Triều Tiên năm 1966)
  - Hà Lan (trận gặp Bulgaria năm 1974)
  - Hà Lan (trận gặp Iran năm 1978)
  - Peru (trận gặp Iran năm 1978)
  - Brasil (trận gặp Ba Lan năm 1986)
  - Tây Ban Nha (trận gặp Đan Mạch năm 1986)
  -  Anh (trận gặp Cameroon năm 1990)
  - Bulgaria (trận gặp Hy Lạp năm 1994)
  - Saudi Arabia (trận gặp Nam Phi năm 1998)
  - Bờ Biển Ngà (trận gặp Serbia & Montenegro năm 2006)
  -  Anh (trận gặp Panama năm 2018)
  -  Anh (trận tứ kết gặp Pháp năm 2022)
  -  Pháp (trận chung kết gặp Argentina năm 2022)
- Trận đấu có nhiều quả phạt đền nhất: Đan Mạch và Tây Ban Nha (vòng 1/8 năm 1986),  Anh và Cameroon (tứ kết năm 1990), Nam Phi và Ả Rập Xê Út (vòng bảng năm 1998), Argentina và Pháp (chung kết năm 2002), đều 3 quả
- Trận đấu có hai quả phạt đền bị sút hỏng, chia đều cho hai đội: Xabi Alonso ( Tây Ban Nha) và Oscar Cardozo ( Paraguay) mỗi người sút hỏng 1 quả phạt đền trong trận tứ kết năm 2010.[56]
- Sút hỏng phạt đền trong trận chung kết: Antonio Cabrini ( Ý), trận gặp Đức năm 1982.
- Sút hỏng phạt đền nhiều nhất: 2 quả
  - Asamoah Gyan ( Ghana), trận vòng bảng gặp Czech năm 2006 và trận tứ kết gặp Uruguay năm 2010.
  - Lionel Messi ( Argentina), trận vòng bảng gặp Iceland năm 2018 và trận vòng bảng gặp Ba Lan năm 2022.
- Cầu thủ ghi nhiều bàn thắng trên chấm phạt đền nhất trong một trận đấu: 2, Fritz Walter  Tây Đức (trận gặp Áo ở bán kết năm 1954), Eusébio  Bồ Đào Nha (trận gặp Bắc Triều Tiên ở tứ kết năm 1966), Johan Neeskens  Hà Lan (trận gặp Bulgaria ở vòng bảng World Cup 1974), Rob Rensenbrink  Hà Lan (trận gặp Iran ở vòng bảng World Cup 1978), José Velásquez  Perú (trận gặp Iran ở vòng bảng World Cup 1978), Gary Lineker  Anh (trận gặp Cameroon ở tứ kết năm 1990), Hristo Stoichkov  Bulgaria (trận gặp Hy Lạp ở vòng bảng World Cup 1994), Harry Kane  Anh (trận gặp Panama ở vòng bảng World Cup 2018), Kylian Mbappé  Pháp (trận gặp Argentina ở chung kết năm 2022)
- Cầu thủ ghi nhiều bàn thắng từ chấm phạt đền nhất trong một giải đấu: 4 bàn, Eusebio  Bồ Đào Nha (World Cup 1966), Rob Rensenbrink  Hà Lan (World Cup 1978), Lionel Messi  Argentina (World Cup 2022)
- Cầu thủ ghi nhiều bàn thắng từ chấm phạt đền nhất: 4 lần, Gabriel Batistuta  Argentina (2 bàn ở World Cup 1994 và 2 bàn ở World Cup 1998), Harry Kane  Anh (3 bàn ở World Cup 2018 và 1 bàn ở World Cup 2022), 3 bàn, Cristiano Ronaldo  Bồ Đào Nha (1 bàn ở World Cup 2006, 1 bàn ở World Cup 2018 và 1 bàn ở World Cup 2022)
- Cầu thủ tham gia sút phạt đền nhiều nhất trong một giải đấu: Lionel Messi ( Argentina), 5 lần năm 2022 (1 lần bị thủ môn cản phá và 4 lần thành công).
- Cầu thủ tham gia sút phạt đền nhiều nhất qua các kỳ World Cup: Lionel Messi ( Argentina), 6 lần (1 lần đá hỏng ở World Cup 2018, 1 lần bị thủ môn cản phá và 4 lượt thành công ở World Cup 2022).
- Cầu thủ vừa ghi bàn vừa sút hỏng đều trên chấm phạt đền trong một trận đấu (không tính loạt sút luân lưu): Harry Kane ( Anh), trong trận gặp Pháp năm 2022.[57]
- Quả phạt đền sớm nhất: phút thứ 2, Johan Neeskens ( Hà Lan) ghi bàn trong trận chung kết gặp Đức năm 1974.
- Quả phạt đền muộn nhất trong giờ thi đấu chính thức: phút thứ 90+13, Mehdi Taremi ( Iran) ghi bàn trong trận gặp Anh năm 2022.
- Quả phạt đền muộn nhất trong hiệp phụ: phút thứ 120+2, Asamoah Gyan ( Ghana) sút hỏng trong trận tứ kết gặp Uruguay năm 2010.
- Thủ môn nhiều tuổi nhất cản thành công một quả phạt đền: Essam El-Hadary ( Ai Cập), 45 tuổi 161 ngày trong trận vòng bảng gặp Ả Rập Xê Út năm 2018.[58]
- Quả phạt đền duy nhất sút hỏng nhưng vẫn có bàn thắng do phản lưới nhà: Bryan Ruiz ( Costa Rica) trong trận gặp Thụy Sĩ năm 2018, cú sút phạt đền của cầu thủ này đập xà ngang dội xuống trúng lưng thủ môn Yann Sommer của Thụy Sĩ rồi bay ngược vào lưới.
- Quả phạt đền duy nhất sút hỏng nhưng vẫn có bàn thắng do cú đá bồi: Hernan Crespo ( Argentina) trong trận gặp Thụy Điển ở vòng bảng năm 2002, cú sút phạt đền của Ortega bị thủ môn Hedman đẩy ra, nhưng Crespo kịp lao vào sút bồi tung lưới đối thủ.
- Quả phạt đền duy nhất đã sút hỏng nhưng đá lại thành bàn do cầu thủ của đối phương phạm quy: Robert Lewandowski ( Ba Lan) trong trận gặp Pháp ở vòng 1/8 năm 2022, cú sút phạt bị thủ môn bắt gọn nhưng trọng tài phát hiện có cầu thủ khác của Pháp di chuyển vào vòng cấm khi Lewandowski chưa sút nên yêu cầu đá lại.
- Quả phạt đền duy nhất đã sút thành công nhưng đá lại không có bàn thắng do cầu thủ khác của đội được hưởng phạt đền phạm quy: Xabi Alonso ( Tây Ban Nha) trong trận gặp Paraguay ở tứ kết năm 2010, cú sút trúng đích nhưng trọng tài phát hiện có cầu thủ Tây Ban Nha di chuyển vào trong vòng cấm khi Alonso chưa sút nên yêu cầu đá lại, lần này thì trái bóng đã bị thủ môn bắt gọn.
- Đội sút hỏng phạt đền nhiều nhất:  Argentina, 5 lần (Mario Kempes trận cuối vòng bảng năm 1978, Diego Maradona trận cuối vòng bảng năm 1986, Ortega trận gặp Thụy Điển năm 2002, Lionel Messi trận gặp Iceland năm 2018 và trận gặp Ba Lan năm 2022[59]).
- Đội sút hỏng phạt đền nhiều nhất trong một giải đấu:  Tây Ban Nha, 2 lần (David Villa trong trận gặp Honduras ở vòng bảng và Xabi Alonso trong trận tứ kết gặp Paraguay tại World Cup 2010).
- Bảng đấu có nhiều bàn thắng ghi từ chấm phạt đền nhất:  Bảng 4 (1978) gồm Hà Lan, Peru, Scotland và Iran, có tới 3 trận trọng tài thổi 2 quả phạt đền và có 6 bàn được ghi, chiếm 1 nửa số pha phạt đền ở giải đấu đó.
- Hai bàn thắng trên chấm phạt đền được ghi gần nhau nhất trong một trận đấu: 3 phút, Teófilo Cubillas ( Perú) thực hiện thành công ở các phút 36 và 39 trong trận thắng Iran 4-1 năm 1978.

### Sút phạt ngoài vòng cấm thành bàn thắng
Tất cả các pha sút phạt ngoài vòng cấm thành bàn trong các kỳ World Cup:
- 2002: 3 bàn (Roberto Carlos của Brasil trong trận gặp Trung Quốc, Svensson của Thụy Điển trong trận gặp Argentina, Ronaldinho của Brasil trong trận gặp Anh).
- 2006: 3 bàn (Lee Chun-soo của Hàn Quốc trong trận gặp Togo, Robin van Persie của Hà Lan trong trận gặp Bờ Biển Ngà, David Beckham của Anh trong trận gặp Ecuador ở vòng 1/8).
- 2010: 6 bàn (Kalu Uche của Nigeria trong trận thua Hy Lạp 1-2, Keisuke Honda của Nhật Bản trong trận thắng Đan Mạch 3-, Diego Forlan của Uruguay trong trận hòa Ghana 1-1 ở tứ kết).
- 2014: 3 bàn (Dzemaili của Thụy Sĩ trong trận gặp Pháp, Lionel Messi của Argentina trong trận gặp Nigeria, David Luiz của Brasil trong trận tứ kết gặp Colombia).[60]
- 2018: 6 bàn (Aleksandr Golovin của Nga trong trận gặp Ả Rập Xê Út, Luis Suárez của Urugay trong trận gặp Nga, Aleksandar Kolarov của Serbia trong trận gặp Costa Rica, Cristiano Ronaldo của Bồ Đào Nha trong trận gặp Tây Ban Nha, Quintero của Colombia trong trận gặp Nhật Bản, Kieran Trippier của Anh trong trận bán kết gặp Croatia).
- 2022: 3 bàn (Abdelhamid Sabiri của Maroc trong trận gặp Bỉ, Marcus Rashford của Anh trong trận gặp Xứ Wales, Luis Chavez của Mexico trong trận gặp Ả Rập Xê Út).

### Thẻ phạt

#### Kỷ lục thẻ phạt theo trận đấu
- Tổng số thẻ đỏ trong lịch sử giải đấu: 174 thẻ (những giải nhiều thẻ đỏ nhất: 16 thẻ năm 1990, 15 thẻ năm 1994, 22 thẻ năm 1998, 17 thẻ năm 2002, 28 thẻ năm 2006, 17 thẻ năm 2010, 10 thẻ năm 2014).
- Trận đấu có nhiều thẻ vàng nhất: 19 thẻ vàng, 1 thẻ đỏ tại trận tứ kết giữa Hà Lan và Argentina năm 2022. Trong số 19 thẻ vàng trọng tài Antonio Mateu Lahoz phạt thành viên của 2 đội, có 2 thẻ dành cho huấn luyện viên Lionel Scaloni và trợ lý Walter Samuel của Argentina. Hậu vệ cánh Denzel Dumfries (Hà Lan) bị 2 thẻ vàng trong loạt sút luân lưu, thành 1 thẻ đỏ.[61][62]
- Trận đấu có nhiều thẻ đỏ nhất: 4 thẻ đỏ và 16 thẻ vàng tại trận Bồ Đào Nha thắng Hà Lan 1-0 ở vòng 1/8 năm 2006.
- Trận chung kết có nhiều thẻ phạt nhất: 13 thẻ vàng và 1 thẻ đỏ tại trận chung kết năm 2010 giữa Tây Ban Nha và Hà Lan.

#### Kỷ lục thẻ phạt theo cá nhân
- Đội tuyển duy nhất có tới hai cầu thủ bị phạt thẻ đỏ khi ở vị trí dự bị:  Argentina. Claudio Caniggia đuổi đánh một trọng tài và nhận thẻ đỏ trong một trận vòng bảng năm 2002, và Leandro Cufre đá vào đùi và háng hậu vệ Đức Per Mertesacker sau khi đội nhà thua Đức một quả phạt đền trong trận tứ kết năm 2006.[63]
- Cầu thủ đầu tiên phải nhận thẻ đỏ: Carlos Caszely  Chile (World Cup 1974)
- Cầu thủ nhận thẻ vàng sớm nhất: Jesus Gallardo (Mexico), giây thứ 15 trong trận vòng bảng gặp Thụy Điển năm 2018.
- Cầu thủ nhận thẻ đỏ sớm nhất: Jose Batista ( Uruguay), giây thứ 56 trong trận gặp Sotland năm 1986.
- Cầu thủ nhận thẻ đỏ muộn nhất: Luis Suárez ( Uruguay), phút 120+1 trong trận tứ kết gặp Ghana năm 2010.
- Cầu thủ duy nhất nhận cả thẻ vàng và thẻ đỏ trong loạt sút luân lưu: Denzel Dumfries ( Hà Lan), trong trận tứ kết gặp Argentina năm 2022 (bị phạt 2 thẻ vàng thành 1 thẻ đỏ).
- Cầu thủ nhận nhiều thẻ nhất trong một trận đấu: Josip Simunic ( Croatia), 3 thẻ vàng 1 thẻ đỏ trong trận gặp Úc năm 2006. Trọng tài Graham Poll đã có tới 3 lần rút thẻ vàng cho Simunic (phút 61, phút 90 và 90+3) trước khi rút thẻ đỏ truất quyền thi đấu của cầu thủ này, lý do là trọng tài đã bỏ quên thẻ vàng đầu tiên của cầu thủ này và tưởng rằng chưa phạt thẻ.
- Cầu thủ trẻ nhất phải nhận thẻ đỏ: Rigobert Song ( Cameroon), 18 tuổi 4 tháng (trong trận gặp Brasil năm 1994).
- Cầu thủ nhận nhiều thẻ đỏ nhất: 2 thẻ 
  - Zinedine Zidane ( Pháp): vòng bảng năm 1998 gặp Ả Rập Xê Út và trận chung kết năm 2006 gặp Ý.
  - Rigobert Song ( Cameroon): trận gặp Brasil năm 1994, 1 năm 1998.
- Cầu thủ nhận 2 thẻ vàng liên tiếp nhanh nhất trong một trận đấu: Igor Smolnikov ( Nga), 9 phút (trong trận gặp Uruguay năm 2018).
- Cầu thủ nhận nhiều thẻ vàng nhất: Javier Mascherano ( Argentina), 7 thẻ.
- Cầu thủ bị cấm thi đấu nhiều trận nhất: Luis Suárez ( Uruguay) bị treo giò 9 trận quốc tế và bị cấm tham gia bất kỳ hoạt động nào liên quan đến bóng đá (bao gồm cả vào sân vận động) trong bốn tháng, sau hành vi cắn vào vai của Giorgio Chiellini (Ý) ở World Cup 2014.

## Thủ môn
- Thủ môn lớn tuổi nhất từng tham dự giải đấu: Faryd Mondragon ( Ai Cập), 45 tuổi 161 ngày trong trận cuối ở vòng bảng gặp Ả Rập Xê Út năm 2018.
- Thi đấu nhiều trận nhất: Manuel Neuer ( Đức, 2010–2022), 19 trận.
- Giữ sạch lưới nhiều nhất: Peter Shilton ( Anh, 1982–1990) và Fabien Barthez ( Pháp, 1998–2006), đều 10 trận.
- Thời gian giữ sạch lưới liên tục lâu nhất: Walter Zenga ( Ý, 1990), 517 phút.
- Để thủng lưới nhiều bàn nhất: 25, Antonio Carbajal ( México) và Mohamed Al-Deayea ( Ả Rập Xê Út)
- Để thủng lưới nhiều bàn nhất trong một giải đấu: Hong Duk-Yung ( Hàn Quốc), 16 bàn năm 1954.
- Để thủng lưới nhiều bàn nhất trong một trận: Luis Guevara Mora ( El Salvador), 10 bàn trong trận Hungary năm 1982.
- Để thủng lưới ít bàn nhất trong một giải đấu: Pascal Zuberbühler ( Thụy Sĩ, 2006), 0 bàn.
- Thủ môn đội vô địch để thủng lưới ít bàn nhất: Fabien Barthez ( Pháp, 1998), Gianluigi Buffon ( Ý, 2006), Iker Casillas ( Tây Ban Nha, 2010), đều 2 bàn.
- Cản phá nhiều cú sút luân lưu nhất trong một trận đấu: 3 quả
  - Ricardo Pereira ( Bồ Đào Nha), trận thắng Anh ở tứ kết năm 2006.
  - Danijel Subasic ( Croatia), trận thắng Đan Mạch ở vòng 1/8 năm 2018.
  - Dominik Livaković ( Croatia), trận thắng Nhật Bản ở vòng 1/8 năm 2022.[64]
- Cản phá nhiều cú sút luân lưu nhất trong một giải đấu: 4 quả
  - Sergio Goycochea ( Argentina, 1990): 2 quả trong trận thắng Nam Tư ở tứ kết và 2 quả trong trận thắng Ý ở bán kết.[65]
  - Danijel Subasic ( Croatia, 2018): 3 quả trong trận thắng Đan Mạch ở vòng 1/8 và 1 quả trong trận thắng Nga ở vòng tứ kết.
  - Dominik Livaković ( Croatia, 2022): 3 quả trong trận thắng Nhật Bản ở vòng 1/8 và 1 quả trong trận tứ kết thắng Brasil.
- Cản phá nhiều cú sút luân lưu nhất qua các kỳ World Cup: Harald Schumacher ( Tây Đức), 4 quả (2 quả trong trận bán kết thắng Pháp năm 1982 và 2 quả trong trận tứ kết thắng Mexico năm 1986).
- Cứu thua nhiều nhất trong 1 trận đấu: Tim Howard ( Hoa Kỳ), 16 lần trong trận gặp Bỉ ở vòng 1/8 năm 2014.
- Thủ môn đẩy được nhiều quả phạt đền nhất (không tính các loạt sút luân lưu) trong một giải đấu: 2 lần
  - Jan Tomaszewski ( Ba Lan), vòng bảng năm 1974.
  - Brad Friedel ( Hoa Kỳ), vòng bảng năm 2002 trận gặp Hàn Quốc và trận gặp Ba Lan.
  - Wojciech Szczęsny ( Ba Lan), vòng bảng năm 2022 trận gặp Ả Rập Xê Út và trận gặp Argentina).[66]
- Thủ môn đẩy được nhiều quả phạt đền nhất (không tính các loạt sút luân lưu) qua các kỳ World Cup: Iker Casillas ( Tây Ban Nha), 2 quả (trận gặp Cộng hòa Ireland ở vòng 1/8 năm 2002 và trận gặp Paraguay ở tứ kết năm 2010).
- Thủ môn cản được quả phạt đền do chính mình phạm lỗi tạo ra: Joel Bats ( Pháp), trận tứ kết gặp Brasil năm 1986; Wojciech Szczęsny ( Ba Lan), trận cuối vòng bảng gặp Argentina năm 2022.
- Thủ môn bị truất quyền thi đấu: Gianluca Pagliuca ( Ý), trận gặp Na Uy năm 1994; Itumeleng Khune ( Nam Phi), trận gặp Uruguay năm 2010; Wayne Hennessey ( Wales), trong trận gặp Iran năm 2022.
- Thủ môn gây chấn thương kinh hoàng nhất cho cầu thủ đối phương: Harald Schumacher ( Đức), va chạm với hậu vệ Patrick Battiston của Pháp trong trận bán kết năm 1982. Pha va chạm khiến Battiston bất tỉnh trên sân và bị gãy 4 chiếc răng, trong đó có 2 răng cửa.
- Thủ môn đầu tiên và duy nhất bị thay ra giữa chừng mà không gặp bất kỳ một chấn thương nào: Kazadi Mwamba ( Zaire), trong trận gặp Nam Tư năm 1974; thủ môn này bị thay ra khi trận đấu mới chỉ trôi qua được 20 phút do những sai lầm khiến đội nhà bị dẫn tới 3 bàn.

## Việt vị
- Đội bị thổi phạt việt vị nhiều nhất trong một hiệp đấu:  Argentina (2022), 7 lần bị thổi phạt việt vị ngay ở hiệp 1 trong đó có 3 bàn thắng bị từ chối.
- Đội có nhiều cầu thủ bị thổi phạt việt vị nhất ở một tình huống trong một trận đấu:  Đức (2022), 6 cầu thủ bị việt vị trong trận vòng bảng gặp Tây Ban Nha).[67]
- Bàn thắng duy nhất đã được công nhận nhưng vẫn bị hủy do việt vị sau khi trận đấu chấm dứt: Antoine Griezmann ( Pháp), ghi bàn ở phút bù giờ cuối cùng (90+8) trận gặp Tunisia lượt cuối vòng bảng năm 2022. Trọng tài chính đã lập tức công nhận bàn thắng này và thổi còi kết thúc trận đấu, tuy nhiên khi tổ VAR yêu cầu xem lại thì cầu thủ Pháp khi sút quả bóng đã ở tư thế việt vị.[68]

## Tỷ số

### Hòa và cách biệt sát nút
- Tổng số trận đấu có tỷ số hòa: 220 trận (tính cả những trận hòa trong thời gian hiệp phụ ở vòng đấu loại trực tiếp).
  - Những trận hòa 4-4: 2 trận (Anh gặp Bỉ năm 1954 và Liên Xô gặp Colombia năm 1962).
  - Những trận hòa 3-3: 7 trận (Cuba gặp România năm 1938, Paraguay gặp Nam Tư năm 1958, Đức gặp Pháp năm 1982, Senegal gặp Uruguay năm 2002, Tây Ban Nha gặp Bồ Đào Nha năm 2018, Serbia gặp Cameroon và Argentina gặp Pháp năm 2022).
  - Những trận hòa 2-2: 34 trận (3 trận năm 1950, 4 trận năm 1958, 1 trận năm 1978, 2 trận năm 1982, 1 trận năm 1986, 2 trận năm 1994, 7 trận năm 1998, 2 trận năm 2002, 3 trận năm 2006, 2 trận năm 2010, 2 trận năm 2014, 4 trận năm 2018, 1 trận năm 2022).
  - Những trận hòa 1-1: 99 trận (1 trận năm 1934, 2 trận năm 1938, 1 trận năm 1954, 3 trận năm 1958, 2 trận năm 1966, 1 trận năm 1970, 5 trận năm 1974, 2 trận năm 1978, 7 trận năm 1982, 9 trận năm 1986, 7 trận năm 1990, 5 trận năm 1994, 8 trận năm 1998, 9 trận năm 2002, 5 trận năm 2006, 7 trận năm 2010, 4 trận năm 2014, 7 trận năm 2018, 4 trận năm 2022).
  - Những trận hòa 0-0: 78 trận (2 trận năm 1958, 4 trận năm 1962, 3 trận năm 1966, 3 trận năm 1970, 5 trận năm 1974, 6 trận năm 1978, 7 trận năm 1982, 4 trận năm 1986, 5 trận năm 1990, 3 trận năm 1994, 4 trận năm 1998, 3 trận năm 2002, 7 trận năm 2006, 7 trận năm 2010, 7 trận năm 2014, 1 trận năm 2018, 7 trận năm 2022).
- Bảng đấu có nhiều trận hòa nhất: Bảng F (1990) gồm Anh, Ireland, Hà Lan, Ai Cập, 5/6 trận.
- Tổng số trận đấu có tỷ số cách biệt 1 bàn: 382 trận (tính cả các trận đá lại và đá thêm).
  - Những trận có tỷ số 6-5: 1 trận (Brasil thắng Ba Lan ở vòng 16 đội năm 1938).
  - Những trận có tỷ số 4-3: 3 trận (Ý thắng Đức năm 1970, Bỉ thắng Liên Xô năm 1986 và Pháp thắng Argentina năm 2018).
  - Những trận có tỷ số 3-2: 42 trận (5 trận năm 1934, 2 trận năm 1950, 2 trận năm 1954, 2 trận năm 1958, 3 trận năm 1970, 1 trận năm 1974, 2 trận năm 1978, 3 trận năm 1982, 2 trận năm 1986, 1 trận năm 1990, 4 trận năm 1994, 2 trận năm 1998, 4 trận năm 2002, 1 trận năm 2006, 3 trận năm 2010, 2 trận năm 2014, 1 trận năm 2018, 3 trận năm 2022).
  - Những trận có tỷ số 2-1: 153 trận (1 trận năm 1930, 1 trận năm 1934, 4 trận năm 1938 có 2 trận đá lại, 2 trận năm 1950, 1 trận năm 1954, 4 trận năm 1958 có 2 trận đá thêm, 6 trận năm 1962, 9 trận năm 1966, 3 trận năm 1970, 5 trận năm 1974, 6 trận năm 1978, 5 trận năm 1982, 5 trận năm 1986, 10 trận năm 1990, 10 trận năm 1994, 12 trận năm 1998, 8 trận năm 2002, 7 trận năm 2006, 11 trận năm 2010, 15 trận năm 2014, 14 trận năm 2018, 11 trận năm 2022).
  - Những trận có tỷ số 1-0: 183 trận (4 trận năm 1930, 2 trận năm 1934 có 1 trận đá lại, 2 trận năm 1950, 2 trận năm 1954, 4 trận năm 1958 có 1 trận đá thêm, 6 trận năm 1962, 3 trận năm 1966, 8 trận năm 1970, 6 trận năm 1974, 7 trận năm 1978, 9 trận năm 1982, 10 trận năm 1986, 15 trận năm 1990, 10 trận năm 1994, 12 trận năm 1998, 15 trận năm 2002, 13 trận năm 2006, 17 trận năm 2010, 13 trận năm 2014, 15 trận năm 2018, 10 trận năm 2022).

### Cách biệt 2 và 3 bàn
- Tổng số trận đấu có tỷ số cách biệt 2 bàn: 195 trận (tính cả một số trận đá lại, đá thêm và hiệp phụ).
  - Những trận có tỷ số 7-5: 1 trận (Áo đánh bại Thụy Sĩ ở World Cup 1954).
  - Những trận có tỷ số 5-3: 1 trận (Bồ Đào Nha thắng Bắc Triều Tiên ở World Cup 1966).
  - Những trận có tỷ số 4-2: 16 trận (1 trận năm 1930, 1 trận năm 1934, 2 trận năm 1938 có 1 trận đá lại, 3 trận năm 1954, 1 trận năm 1962, 1 trận năm 1966, 1 trận năm 1970, 1 trận năm 1974, 1 trận năm 1986, 1 trận năm 2006, 1 trận năm 2014, 1 trận năm 2018, 1 trận năm 2022).
  - Những trận có tỷ số 3-1: 68 trận (2 trận năm 1930, 2 trận năm 1934, 2 trận năm 1938, 2 trận năm 1950, 1 trận năm 1954, 3 trận năm 1958, 7 trận năm 1962, 4 trận năm 1966, 2 trận nằm  1970, 1 trận năm 1974, 7 trận năm 1978, 3 trận năm 1982, 2 trận năm 1986, 1 trận năm 1990, 4 trận năm 1994, 3 trận năm 1998, 4 trận năm 2002, 5 trận năm 2006, 3 trận năm 2010, 5 trận năm 2014, 1 trận năm 2018, 3 trận năm 2022).
  - Những trận có tỷ số 2-0: 109 trận (1 trận năm 1938, 3 trận năm 1950, 3 trận năm 1954, 4 trận năm 1958, 4 trận năm 1962, 5 trận năm 1966, 2 trận năm 1970, 6 trận năm 1974, 1 trận năm 1978, 4 trận năm 1982, 8 trận năm 1986, 6 trận năm 1990, 5 trận năm 1994, 4 trận năm 1998, 10 trận năm 2002, 13 trận năm 2006, 6 trận năm 2010, 4 trận năm 2014, 10 trận năm 2018, 10 trận năm 2022).
- Tổng số trận đấu có tỷ số cách biệt 3 bàn: 96 trận (không có trường hợp nào đá lại, đá thêm và hiệp phụ)
  - Những trận có tỷ số 6-3: 2 trận (Argentina thắng Mexico vòng bảng năm 1930 và Pháp thắng Đức ở trận tranh hạng ba năm 1958).
  - Những trận có tỷ số 5-2: 9 trận (1 trận năm 1934, 1 trận năm 1950, 2 trận năm 1958, 1 trận năm 1970, 1 trận năm 1982, 1 trận năm 2002, 1 trận năm 2014, 1 trận năm 2018).
  - Những trận có tỷ số 4-1: 28 trận (1 trận năm 1930, 1 trận năm 1950, 2 trận năm 1954, 3 trận năm 1970, 2 trận năm 1974, 1 trận năm 1978, 5 trận năm 1982, 3 trận năm 1990, 1 trận năm 1994, 2 trận năm 1998, 2 trận năm 2010, 2 trận năm 2014, 3 trận năm 2022).
  - Những trận có tỷ số 3-0: 57 trận (3 trận năm 1930, 2 trận năm 1938, 1 trận năm 1950, 2 trận năm 1958, 1 trận năm 1962, 2 trận năm 1966, 2 trận năm 1970, 3 trận năm 1974, 2 trận năm 1978, 2 trận năm 1982, 5 trận năm 1986, 3 trận năm 1994, 6 trận năm 1998, 3 trận năm 2002, 4 trận năm 2006, 3 trận năm 2010, 5 trận năm 2014, 5 trận năm 2018, 3 trận năm 2022).

### Cách biệt từ 4 bàn trở lên
- Tổng số trận đấu có tỷ số cách biệt 4 bàn: 31 trận (không có các trường hợp đá lại, đá thêm và hiệp phụ).
  - Những trận có tỷ số 7-3: 1 trận (Pháp thắng Paraguay ở World Cup 1958 vòng bảng).
  - Những trận có tỷ số 6-2: 1 trận (Anh thắng Iran ở World Cup 2022 vòng bảng).
  - Những trận có tỷ số 5-1: 7 trận (1 trận năm 1938, 1 trận năm 1978, 1 trận năm 1982, 1 trận năm 1986, 2 trận năm 1990, 1 trận năm 2014).
  - Những trận có tỷ số 4-0: 22 trận (3 trận năm 1930, 1 trận năm 1950, 1 trận năm 1966, 1 trận năm 1970, 1 trận năm 1974, 1 trận năm 1982, 1 trận năm 1986, 1 trận năm 1990, 3 trận năm 1994, 1 trận năm 1998, 2 trận năm 2002, 2 trận năm 2006, 2 trận năm 2010, 2 trận năm 2014).
- Tổng số trận đấu có tỷ số cách biệt 5 bàn: 20 trận (trong đó có 1 trận đá thêm).
  - Những trận có tỷ số 8-3: 1 trận (Hungary thắng Tây Đức ở vòng bảng World Cup 1954).
  - Những trận có tỷ số 7-2: 1 trận (Tây Đức thắng Thổ Nhĩ Kỳ trong trận đá thêm vì 2 đội bằng điểm nhau ở World Cup 1954).
  - Những trận có tỷ số 6-1: 11 trận (2 trận năm 1930, 1 trận năm 1950, 1 trận năm 1954, 1 trận năm 1958, 1 trận năm 1962, 1 trận năm 1986, 1 trận năm 1994, 1 trận năm 1998, 1 trận năm 2018, 1 trận năm 2022).
  - Những trận có tỷ số 5-0: 7 trận (2 trận năm 1954, 1 trận năm 1962, 1 trận năm 1966, 2 trận năm 1998, 1 trận năm 2018).
- Tổng số trận đấu có tỷ số cách biệt 6 bàn: 8 trận
  - Những trận có tỷ số 7-1: 3 trận (Ý thắng Hoa Kỳ năm 1938, Brasil thắng Thụy Điển năm 1950, Đức thắng Brasil năm 2014).
  - Những trận có tỷ số 6-0: 5 trận (1 trận năm 1938, 2 trận năm 1978, 1 trận năm 1986, 1 trận năm 2006).
- Tổng số trận đấu có tỷ số cách biệt 7 bàn: 5 trận
  - Những trận có tỷ số 7-0: 5 trận (2 trận năm 1954, 1 trận năm 1974, 1 trận năm 2010, 1 trận năm 2022).
- Tổng số trận đấu có tỷ số cách biệt 8 bàn: 3 trận
  - Những trận có tỷ số 8-0: 3 trận (Thụy Điển thắng Cuba 8-0 năm 1938, Uruguay thắng Bolivia năm 1950, Đức thắng Saudi Arabia năm 2002).
- Tổng số trận đấu có tỷ số cách biệt 9 bàn: 3 trận (đây là cách biệt lớn nhất).
  - Những trận có tỷ số 10-1: 1 trận (Hungary thắng El Salvador năm 1982).
  - Những trận có tỷ số 9-0: 2 trận (Hungary thắng Hàn Quốc năm 1954, Nam Tư thắng Zaire năm 1974).

## Huấn luyện viên
- Dẫn dắt nhiều trận nhất: Helmut Schön ( Tây Đức, 1966–1978), 25 trận.
- Thắng nhiều trận nhất: Helmut Schön ( Tây Đức, 1966–1978), 16 trận.
- Vô địch nhiều lần nhất: Vittorio Pozzo ( Ý, 1934–1938), 2 lần
- Tham dự nhiều giải nhất: Bora Milutinović (1986–2002) và Carlos Alberto Parreira (1982, 1990–1998, 2006), cùng 5 lần.
- Dẫn dắt nhiều đội nhất: Bora Milutinović, 5 đội ( México, 1986;  Costa Rica, 1990;  Hoa Kỳ, 1994;  Nigeria, 1998;  Trung Quốc, 2002).
- Chuỗi trận thắng dài nhất: 11 trận, Luiz Felipe Scolari ( Brasil, 2002 - 7 trận;  Bồ Đào Nha, 2006 - 4 trận, Bồ Đào Nha thắng trận tiếp theo sau loạt sút luân lưu nên được tính như một trận hòa).
- Chuỗi trận bất bại dài nhất: 12 trận, Luiz Felipe Scolari ( Brasil, 2002 - 7 trận;  Bồ Đào Nha, 2006 - 5 trận).
- Huấn luyện viên trẻ tuổi nhất: Juan José Tramutola ( Argentina, 1930), 27 tuổi và 267 ngày.
- Những huấn luyện viên lớn tuổi nhất: 
  - Otto Rehhagel ( Hy Lạp), 71 tuổi 318 ngày trong trận lượt cuối vòng bảng gặp Argentina năm 2010.
  - Louis van Gaal ( Hà Lan), 71 tuổi 123 ngày trong trận tứ kết gặp Argentina năm 2022.
  - Cesare Maldini ( Paraguay), 70 tuổi 131 ngày trong trận vòng 1/8 gặp Đức năm 2002.
- Thay người nhanh nhất: phút thứ 4 - Cesare Maldini, cho Giuseppe Bergomi vào thay Alessandro Nesta ( Ý, trong trận gặp Áo năm 1998); Sven-Göran Eriksson, cho Peter Crouch vào thay Michael Owen ( Anh, trong trận gặp Thụy Điển năm 2006).
- Vô địch nhiều nhất với tư cách huấn luyện viên lẫn cầu thủ: Mário Zagallo ( Brasil), 3 lần (1958 & 1962 với tư cách cầu thủ, 1970 với tư cách huấn luyện viên). Zagallo cũng vô địch giải năm 1994 cùng Brasil trong vai trò trợ lý huấn luyện viên trưởng.
- Tham gia nhiều trận chung kết nhất với tư cách huấn luyện viên lẫn cầu thủ: 4 lần
  - Mário Zagallo ( Brasil): 1958 & 1962 với tư cách cầu thủ, 1970 & 1998 với tư cách huấn luyện viên.
  - Franz Beckenbauer ( Tây Đức): 1966 & 1974 với tư cách cầu thủ, 1986 & 1990 với tư cách huấn luyện viên.

## Trọng tài
- Tham dự nhiều giải nhất: Jean Langenus (Bỉ, 1930–1938), Ivan Eklind (Thụy Điển, 1934–1950), Benjamin Griffiths (Wales, 1950–1958), Arthur Ellis (Anh, 1950–1958), Juan Gardeazábal ( Tây Ban Nha, 1958–1966), Jamal Al Sharif ( Syria, 1986–1994), Joël Quiniou ( Pháp, 1986–1994), Ali Mohamed Bujsaim ( UAE, 1994–2002) - cùng 3 lần.
- Điều hành nhiều trận nhất: Joël Quiniou (Pháp), 8 trận (1986–1994).
- Điều hành nhiều trận nhất trong một giải đấu: Benito Archundia (México, 2006) và Horacio Elizondo (Argentina, 2006), đều 5 trận.
- Trọng tài trẻ nhất: Juan Gardeazábal (Tây Ban Nha, 1958), 24 tuổi và 193 ngày.
- Trọng tài lớn tuổi nhất: George Reader ( Anh, 1950), 56 tuổi và 236 ngày.
- Trọng tài nữ đầu tiên bắt chính ở một trận đấu World Cup của nam: Stephanie Frappart (Pháp), trong trận Costa Rica gặp Đức ở vòng bảng năm 2022. Đây cũng là kỳ World Cup đầu tiên FIFA sử dụng các trọng tài nữ cho giải đấu, không tính trợ lý trọng tài xuất hiện trước đó. Ngoài Frappart còn có hai trọng tài nữ khác được chọn, gồm Yoshimi Yamashita (Nhật Bản) và Salima Mukansanga (Rwanda).[69]
- Trọng tài phải rời giải do bị hành hung: Clive Thomas (Xứ Wales), điều khiển trận đấu giữa Brasil và Thụy Điển ở World Cup 1978. Ông đã thổi còi kết thúc trận đấu khi cầu thủ Brasil đang đá phạt góc ở phút cuối cùng, bóng bay thẳng vào lưới nhưng bàn thắng không được công nhận, sau đó ông bị cổ động viên Brasil ném dị vật từ trên khán đài xuống gây nhiều thương tích và buộc phải về nước chữa trị sau đó.[70]

## Khán giả
- Lượng khán giả cao nhất cho một trận chung kết: 199.854, Uruguay gặp Brasil, 16 tháng 7 năm 1950, Sân vận động Maracanã, Rio de Janeiro, Brasil, World Cup 1950.
- Lượng khán giả thấp nhất cho một trận tại vòng chung kết: 300, Romania gặp Peru, 14 tháng 7 năm 1930, Estadio Pocitos, Montevideo, Uruguay, World Cup 1930.
- Lượng khán giả cao nhất cho một trận vòng loại: 162.764, Brasil gặp Colombia, 9 tháng 3 năm 1977, Maracanã Stadium, Rio de Janeiro, Brasil, World Cup 1978.
- Lượng khán giả thấp nhất cho một trận vòng loại: 0, Costa Rica gặp Panama, 26 tháng 3 năm 2005, Saprissa Stadium, San Juan de Tibás, Costa Rica, World Cup 2006.[71]
- Lượng khán giả trung bình mỗi trận cao nhất: 68.991 (1994).
- Lượng khán giả trung bình mỗi trận thấp nhất: 23.235 (1934).

## Quốc gia đăng cai
- Kinh phí tốn kém nhất: Qatar. Nước chủ nhà của World Cup 2022 đã chi 220 tỷ USD cho công tác tổ chức, chưa bao gồm các chi phí khác có thể phát sinh sau khi giải đấu kết thúc. Con số này thậm chí còn vượt cả GDP năm 2022 của Qatar, với 180 tỷ USD Chi phí chủ yếu được tập trung vào việc xây dựng cơ sở hạ tầng bao gồm sân vận động, đường sá, tàu điện ngầm, sân bay mới và nhiều hạng mục khác.[72]

### Tham kháo
1. ↑  "World Cup 1930 finals". RSSSF. Truy cập ngày 14 tháng 12 năm 2022.
2. ↑  "World Cup 1934 finals". RSSSF. Truy cập ngày 14 tháng 12 năm 2022.
3. ↑  "World Cup 1938 finals". RSSSF. Truy cập ngày 14 tháng 12 năm 2022.
4. ↑  "World Cup 1950 finals". RSSSF. Truy cập ngày 14 tháng 12 năm 2022.
5. ↑  "World Cup 1954 finals". RSSSF. Truy cập ngày 14 tháng 12 năm 2022.
6. ↑  "World Cup 1958 finals". RSSSF. Truy cập ngày 14 tháng 12 năm 2022.
7. ↑  "World Cup 1962 finals". RSSSF. Truy cập ngày 14 tháng 12 năm 2022.
8. ↑  "World Cup 1966 finals". RSSSF. Truy cập ngày 14 tháng 12 năm 2022.
9. ↑  "World Cup 1970 finals". RSSSF. Truy cập ngày 14 tháng 12 năm 2022.
10. ↑  "World Cup 1974 finals". RSSSF. Truy cập ngày 14 tháng 12 năm 2022.
11. 1 2 3 4 5 6  Pierrend, José Luis (ngày 28 tháng 1 năm 2016). "FIFA Awards". RSSSF. Truy cập ngày 14 tháng 12 năm 2022.
12. ↑  "World Cup 1978 finals". RSSSF. Truy cập ngày 14 tháng 12 năm 2022.
13. ↑  "World Cup 1982 finals". RSSSF. Truy cập ngày 14 tháng 12 năm 2022.
14. ↑  "World Cup 1986 finals". RSSSF. Truy cập ngày 14 tháng 12 năm 2022.
15. ↑  "World Cup 1990 finals". RSSSF. Truy cập ngày 14 tháng 12 năm 2022.
16. ↑  "World Cup 1994 finals". RSSSF. Truy cập ngày 14 tháng 12 năm 2022.
17. ↑  "World Cup 1998 finals". RSSSF. Truy cập ngày 14 tháng 12 năm 2022.
18. ↑  Manaschev, Erlan (ngày 3 tháng 7 năm 2008). "World Cup 2002 - Match Details". RSSSF. Truy cập ngày 14 tháng 12 năm 2022.
19. ↑  Saaid, Hamdan (ngày 7 tháng 2 năm 2007). "World Cup 2006 - Match Details". RSSSF. Truy cập ngày 14 tháng 12 năm 2022.
20. ↑  Morrison, Neil (ngày 16 tháng 6 năm 2016). "World Cup 2010 - Match Details". RSSSF. Truy cập ngày 14 tháng 12 năm 2022.
21. ↑  "TECHNICAL REPORT AND STATISTICS - 2014 FIFA World Cup Brazil" (PDF). FIFA. Truy cập ngày 12 tháng 12 năm 2022.
22. ↑  Morrison, Neil (ngày 24 tháng 7 năm 2014). "World Cup 2014 - Match Details". RSSSF. Truy cập ngày 14 tháng 12 năm 2022.
23. ↑  "TECHNICAL REPORT - 2018 FIFA WORLD CUP RUSSIA" (PDF). FIFA. Truy cập ngày 12 tháng 12 năm 2022.
24. ↑  Morrison, Neil (ngày 2 tháng 8 năm 2018). "World Cup 2018 - Match Details". RSSSF. Truy cập ngày 14 tháng 12 năm 2022.
25. ↑  "World Cup » All-time league table". worldfootball.net. Truy cập ngày 14 tháng 12 năm 2021.
26. ↑  "FIFA World Cup history: Past winners, runners-up, leading goalscorers and Golden Ball recipients". The Roar (bằng tiếng Anh). Truy cập ngày 16 tháng 12 năm 2022.
27. ↑   Ý gặp Tiệp Khắc (1934),  Ý gặp  Hungary (1938)
28. ↑   Ý gặp  Pháp (2006) và  Tây Ban Nha gặp  Hà Lan (2010)
29. ↑  "Các trận đấu "xấu xí" và đáng xấu hổ nhất lịch sử World Cup | Goal.com Việt Nam". www.goal.com (bằng tiếng vn). ngày 26 tháng 7 năm 2022. Truy cập ngày 27 tháng 5 năm 2023.{{Chú thích web}}:  Quản lý CS1: ngôn ngữ không rõ (liên kết)
30. ↑  "World Cup 2022 thiết lập kỷ lục thời gian đá bù giờ dài nhất lịch sử". https://www.qdnd.vn (bằng tiếng Anh). Truy cập ngày 27 tháng 5 năm 2023. {{Chú thích web}}: Liên kết ngoài trong |website= (trợ giúp)
31. ↑  "Có bao nhiêu thẻ đỏ được rút ra tại World Cup 2022?". www.sportingnews.com. ngày 13 tháng 12 năm 2022. Truy cập ngày 27 tháng 5 năm 2023.
32. ↑  Ngọc Huy (ngày 17 tháng 12 năm 2022). "World Cup 2022: Cầm bóng nhiều dễ thua". VietNamNet. Truy cập ngày 27 tháng 5 năm 2023.
33. ↑  "Qatar bị loại ở World Cup 2022".
34. ↑  "Nhật Bản lập kỷ lục khó tin sau trận thắng Đức tại World Cup 2022". Báo giao thông. Truy cập ngày 7 tháng 6 năm 2023.
35. ↑  Không tính trường hợp vượt qua vòng loại với tư cách là nước chủ nhà, đương kim vô địch hoặc khách mời.
36. ↑  bongda24h.vn. "Những điều thú vị về loạt sút luân lưu tại World Cup". Tin bóng đá 24h. Truy cập ngày 9 tháng 7 năm 2023.{{Chú thích web}}:  Quản lý CS1: tên số: danh sách tác giả (liên kết)
37. ↑  Webthethao. "Làm thế nào để thắng Vua đá luân lưu 11m - ĐT Đức ở World Cup?". webthethao.vn. Truy cập ngày 26 tháng 11 năm 2023.
38. ↑  Trí, Dân (ngày 8 tháng 12 năm 2022). "World Cup 2022 xác lập kỷ lục chưa từng có trên chấm 11m". Báo điện tử Dân Trí. Truy cập ngày 3 tháng 7 năm 2023.
39. ↑  "Thi sút luân lưu 11 m thế nào để thắng?". Giáo dục thủ đô. ngày 4 tháng 12 năm 2022. Truy cập ngày 26 tháng 11 năm 2023.
40. ↑  "Messi lập kỷ lục nhận giải hay nhất trận World Cup". ZingNews.vn. ngày 19 tháng 12 năm 2022. Truy cập ngày 3 tháng 7 năm 2023.
41. 1 2  "Lionel Messi lập hàng loạt kỷ lục vĩ đại sau khi vô địch World Cup".
42. ↑  "Messi lập loạt kỷ lục ở chung kết World Cup 2022".
43. 1 2 3  "Những "kỳ tích" đáng nhớ qua các mùa World Cup".
44. ↑  Báo cáo chính thức của FIFA ghi cầu thủ này sinh năm 1987, nhưng một số tài liệu ghi anh sinh năm 1985, nghĩa là anh đã 15 tuổi và 310 ngày vào thời điểm trận đấu diễn ra.
45. 1 2 3  "Những kỷ lục đáng chú ý ở World Cup 2018".
46. ↑  6 cầu thủ lớn tuổi nhất từng tham dự vòng chung kết
47. ↑  Theo nguồn của "FIFA World Cup Superlatives: Players" Lưu trữ ngày 10 tháng 10 năm 2006 tại Wayback Machine, FIFA report Lưu trữ ngày 28 tháng 9 năm 2006 tại Wayback Machine, Taylor còn thi đấu một trận nữa sau trận này, cung gặp St. Kitts và Nevis vào ngày 31 tháng 3 năm 2004, tức là phá vỡ kỷ lục cũ của anh thành 46 tuổi và 222 ngày.
48. ↑  World cup 2022: Valencia vào lịch sử, Gakpo cân bằng kỷ lục đội tuyển quốc gia
49. ↑  "Lịch sử World Cup 1974: Nỗi luyến tiếc của người Hà Lan". Báo điện tử Tiền Phong. ngày 15 tháng 11 năm 2022. Truy cập ngày 26 tháng 11 năm 2023.
50. ↑  Những kỷ lục khó phá trong lịch sử World cup
51. ↑  "Ruiz nets five goals in historic performance, but Guatemala ousted". CONCACAF. Bản gốc lưu trữ ngày 18 tháng 10 năm 2016. Truy cập ngày 17 tháng 10 năm 2016.
52. ↑  Chỉ tính các cầu thủ đã thi đấu ít nhất 5 trận tại cùng một vòng chung kết
53. ↑  "Những pha phản lưới nhà chiếm vị trí quan trọng ở World Cup". BaoQuangBinh (bằng tiếng Anh). Truy cập ngày 27 tháng 11 năm 2023.
54. ↑  "Có bao nhiêu quả phạt đền tại World Cup 2022?". Báo Giáo dục và Thời đại Online. ngày 12 tháng 12 năm 2022. Truy cập ngày 27 tháng 11 năm 2023.
55. ↑  Hồng An. "Argentina hưởng số penalty kỷ lục tại World Cup 2022".
56. ↑  Bongda24h (ngày 5 tháng 7 năm 2010). "Thảm họa phạt đền ở World Cup 2010: Tê cóng vì sức ép". Tin bóng đá 24h. Truy cập ngày 27 tháng 11 năm 2023.{{Chú thích web}}:  Quản lý CS1: tên số: danh sách tác giả (liên kết)
57. ↑  "World Cup 2022: Harry Kane nhận trách nhiệm khi tuyển Anh bị loại".
58. ↑  "Thủ môn tuyển Ai Cập lập kỷ lục bắt phạt đền". Bản gốc lưu trữ ngày 1 tháng 3 năm 2023. Truy cập ngày 1 tháng 3 năm 2023.
59. ↑  Minh, Báo Pháp Luật TP Hồ Chí (ngày 1 tháng 12 năm 2022). "Messi đá hỏng phạt đền là điềm lành cho Argentina vô địch". Báo Pháp Luật TP. Hồ Chí Minh. Truy cập ngày 27 tháng 11 năm 2023.
60. ↑  "Kiệt tác sút phạt - Ngày càng trở nên xa xỉ". Báo Nhân Dân điện tử. ngày 11 tháng 7 năm 2014. Truy cập ngày 27 tháng 11 năm 2023.
61. ↑  "World Cup 2022: Trận tứ kết giữa Hà Lan và Argentina phá kỷ lục phạt thẻ".
62. ↑  "Trận Hà Lan vs Argentina phá vỡ kỷ lục thẻ phạt của 'Trận chiến Nuremberg'".
63. ↑  chuyện thẻ phạt ở World cup
64. ↑  Huy Khánh (ngày 6 tháng 12 năm 2022). "Thủ môn Livakovic đi vào lịch sử sau trận thắng Nhật bản". Vietnam+ (VietnamPlus). Truy cập ngày 27 tháng 11 năm 2023.
65. ↑  thanhnien.vn (ngày 19 tháng 3 năm 2016). "Tâm linh trong thể thao: Goycochea, ông vua bắt phạt đền và... 'tè' sân". thanhnien.vn. Truy cập ngày 27 tháng 11 năm 2023.
66. ↑  News, V. T. C. (ngày 1 tháng 12 năm 2022). "Thống kê bắt phạt đền đáng nể của thủ môn cản phá Messi". Báo điện tử VTC News. Truy cập ngày 27 tháng 11 năm 2023. {{Chú thích web}}: |họ= có tên chung (trợ giúp)
67. ↑  VnExpress. "Tuyển Đức bị chế giễu vì 6 cầu thủ cùng việt vị tại World Cup 2022 - VnExpress". vnexpress.net. Truy cập ngày 27 tháng 11 năm 2023.
68. ↑  Minh, Báo Pháp Luật TP Hồ Chí (ngày 1 tháng 12 năm 2022). "Pháp kiện lên FIFA vì tình huống lần đầu xuất hiện trong lịch sử World Cup". Báo Pháp Luật TP. Hồ Chí Minh. Truy cập ngày 27 tháng 11 năm 2023.
69. ↑  "Những cột mốc lần đầu xuất hiện trong lịch sử World Cup".
70. ↑  VnExpress. "Mười quyết định dở nhất trong lịch sử World Cup". vnexpress.net. Truy cập ngày 11 tháng 8 năm 2023.
71. ↑  Reuters. "Costa Rica fans banned after violence". ESPN Soccernet. Bản gốc lưu trữ ngày 22 tháng 7 năm 2013. Truy cập ngày 13 tháng 2 năm 2007. {{Chú thích web}}: |author= có tên chung (trợ giúp)
72. ↑  Hồng An. "Những kỳ World Cup đắt đỏ nhất trong lịch sử".